# Història de Rússia
La història de Rússia comença amb les històries dels eslaus orientals. La data d'inici tradicional de la història específicament russa és l'establiment de l'estat del Rus al nord el 862, governat per varegs.Stàraia Làdoga i Nóvgorod es van convertir en les primeres ciutats importants de la nova unió d'immigrants d'Escandinàvia amb els eslaus i els ugrofinesos. El 882 el príncep Oleg de Nóvgorod es va apoderar de Kíev, amb la qual cosa va unir les terres del nord i del sud dels eslaus orientals sota una sola autoritat. L'estat va adoptar el cristianisme de l'Imperi Romà d'Orient el 988, inicià la síntesi de les cultures romana d'Orient i eslava que definiren la cultura russa per al següent mil·lenni. La Rus de Kíev es va desintegrar finalment com a estat a causa de les invasions mongoles del 1237 al 1240, junt amb la mort resultant d'un nombre significatiu de la població.
Després del segle xiii, Moscou es va convertir en un centre polític i cultural i també fou el centre per a la unificació de les terres russes. A finals del segle xv, Moscou va unificar els principats russos del nord-est i del nord-oest, el 1480 va derrocar finalment el jou mongol. Els territoris del Gran Ducat de Moscou es van convertir en el Tsarat Rus el 1547. El 1721 el tsar Pere el Gran va canviar el nom del seu estat a Imperi Rus, amb l'esperança d'associar-lo a èxits històrics i culturals de l'antiga Rus - en contrast amb les seves polítiques orientades cap a Europa occidental. L'estat s'estenia ara des de les fronteres orientals de la Confederació de Polònia i Lituània fins a l'oceà Pacífic. Rússia era una gran potència i va dominar Europa després de la victòria sobre Napoleó. Les revoltes camperoles sovintejaven i totes eren suprimides amb ferocitat. L'emperador Alexandre II va abolir la servitud a Rússia el 1861, però els camperols no els va anar bé i les pressions revolucionàries van créixer. En les dècades següents, els esforços de reforma, com ara les reformes de Stolipin de 1906-1914, la constitució de 1906 i la Duma Estatal (1906-1917) van intentar obrir i liberalitzar l'economia i el sistema polític, però l'emperador es va negar a renunciar al govern autocràtic i es va resistir a compartir el seu poder. L'últim monarca, el tsar Nicolau II, va regnar fins al 1917.
Una combinació de daltabaix econòmic, cansament de la guerra i descontentament amb el sistema de govern autocràtic va desencadenar la Revolució Russa el 1917. El derrocament de la monarquia inicialment va posar en funcions una coalició de liberals i socialistes moderats, però les seves fracassades polítiques van portar a la apropiació del poder pels bolxevics comunistes el 25 d'octubre de 1917 (7 de novembre segons el calendari gregorià). El 1922, la Rússia soviètica, juntament amb la Ucraïna soviètica, la Belarús soviètica i l'RSS de Transcaucàsia van signar el tractat sobre la creació de l'URSS, que fusionava oficialment les quatre repúbliques per formar la Unió Soviètica com a país. Entre el 1922 i el 1991, la història de Rússia es va convertir essencialment en la història de la Unió Soviètica, un estat de base ideològica que ocupava una extensió territorial similar a la de l'antic Imperi Rus abans del tractat de Brest-Litovsk de 1918. Des dels seus primers anys, el govern de la Unió Soviètica es va basar en el govern d'un partit dels comunistes, com s'anomenaren a si mateixos els bolxevics a partir del març de 1918. L'enfocament de la construcció del socialisme, però, va variar en diferents períodes de la història soviètica. : des de l'economia mixta i la diversitat social i cultural dels anys vint, passant per l'economia centralitzada i les repressions de l'era de Ióssif Stalin fins a l'“era de l'estancament” dels anys seixanta als vuitanta. Durant aquest període, la Unió Soviètica va ser un dels vencedors de la Segona Guerra Mundial després de recuperar-se d'una invasió sorpresa massiva el 1941 per part del seu soci prèviament cooperador en secret, l'Alemanya nazi. Es va convertir en una superpotència que competia amb les altres noves superpotències, els Estats Units i altres països occidentals, a la Guerra Freda. L'URSS va tenir èxit amb el seu programa espacial, i va llançar el primer satèl·lit artificial i el primer home a l'espai.

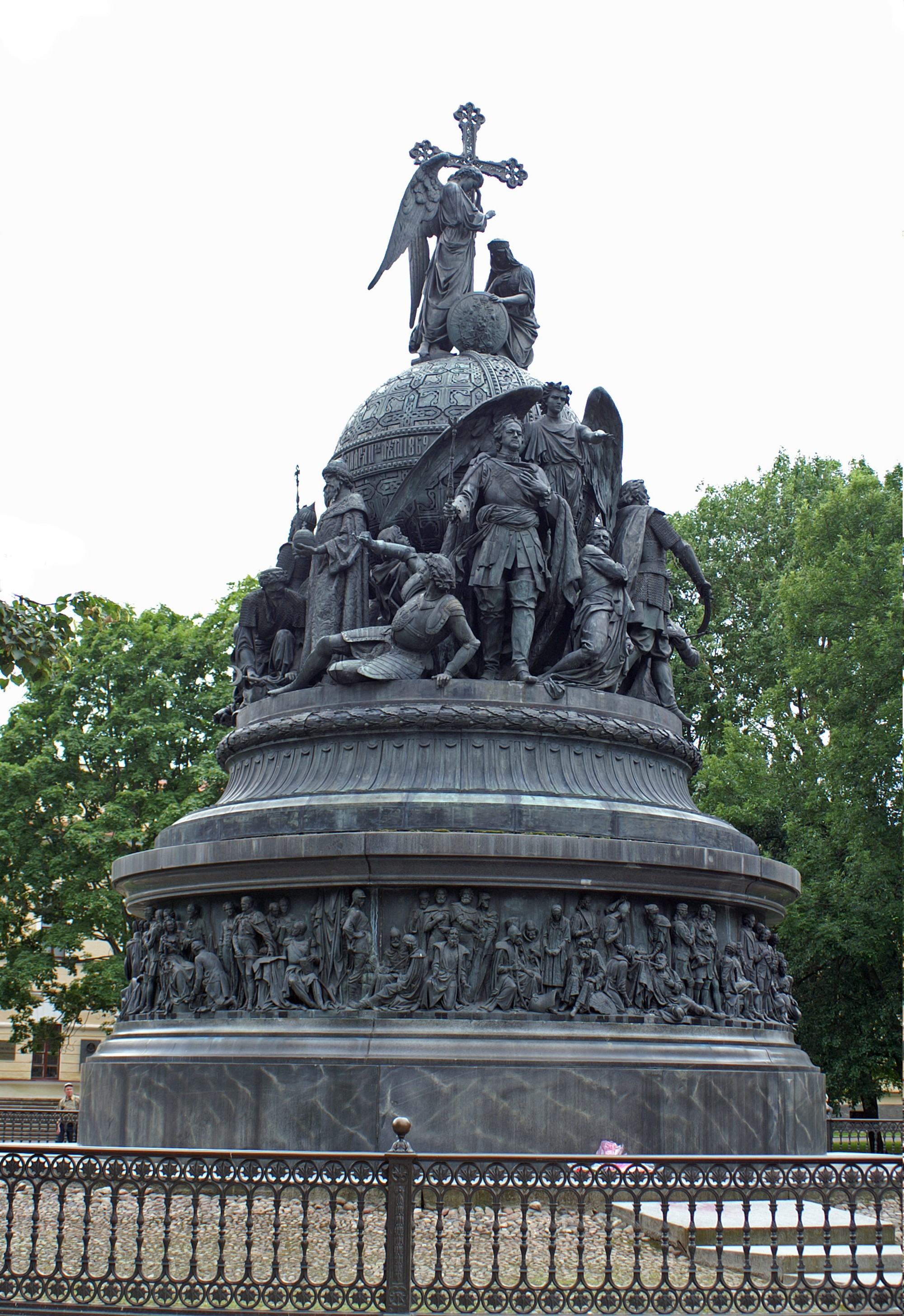
Mil·lenari de Rússia. Monument a la ciutat de Nóvgorod, obra de Mikhaïl Mikeixin i Víktor Hartmann (1862)

A mitjan anys vuitanta, en aguditzar-se les febleses de les estructures econòmiques i polítiques soviètiques, Mikhaïl Gorbatxov va emprendre reformes importants, que finalment van provocar l'enderrocament del partit comunista i la ruptura de l'URSS, fet que deixava Rússia de nou sola i marcava l'inici de la història de la Rússia post-soviètica. La República Socialista Federativa Soviètica de Rússia es va canviar el nom a Federació de Rússia i es va convertir en un dels diversos successors de la Unió Soviètica. La Federació Russa va ser l'única república post-soviètica que va assumir la pertinença permanent de l'URSS al Consell de Seguretat de les Nacions Unides.Més tard, Rússia va heretar tot l'arsenal nuclear de la Unió Soviètica el 1994 després de signar el memoràndum de Budapest. Rússia va conservar el seu arsenal nuclear, però va perdre la seva condició de superpotència. Un cop abandonada la planificació centralitzada socialista i la propietat estatal de la propietat de l'era socialista, els nous líders, liderats pel president Vladímir Putin (que va arribar al càrrec de president el 2000), van prendre el poder polític i econòmic després del 2000 i van participar en una política exterior assertiva. Juntament amb el creixement econòmic, Rússia ha recuperat des de llavors un estatus mundial important com a potència mundial. L'annexió de Crimea a la Federació de Rússia el 2014 ha comportat sancions econòmiques imposades pels Estats Units i la Unió Europea. Sota el lideratge de Putin, la corrupció a Rússia és considerada la pitjor d'Europa i la situació dels drets humans a Rússia ha estat cada vegada més criticada pels observadors internacionals.

## Prehistòria

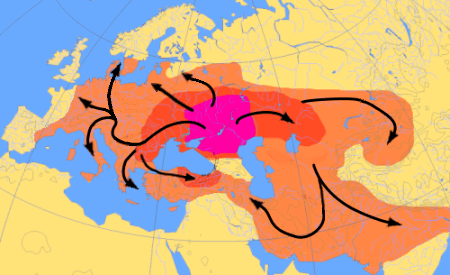
La hipòtesi dels kurgans: el sud de Rússia com a urheimat dels pobles indoeuropeus

El primer assentament humà al territori de Rússia es remunta al període Olduvaià a principis del Paleolític inferior. Fa aproximadament 2 milions d'anys, representants d'Homo erectus van emigrar d'Àsia occidental al Caucas del Nord (jaciment arqueològic de Kermek a la península de Taman) Al jaciment arqueològic de Bogatiri/Siniaia balka, a l'interior d'un crani fragmentat d'Elasmotherium caucasicum, que va viure fa 1,5-1,2 milions d'anys, es va trobar una eina en forma de llança enganxada feta de dolomita silicificada.S'han descobert eines de sílex olduvaià d'1,5 milions d'anys a la regió daguestiana d'Akuixa, al nord del Caucas, fet que demostra la presència dels primers éssers humans al territori de l'actual Federació de Rússia des de molt aviat.
Els fòssils de l'home de Deníssova daten de fa uns 110.000 anys. L'ADN d'un fragment ossi trobat a la cova de Deníssova, el d'una adolescent que va morir fa uns 90.000 anys, mostra que era un híbrid d'una mare neandertal i un pare denissovà. Rússia també va ser la llar d'alguns dels últims neandertals supervivents: l'esquelet parcial d'un nadó neandertal (Mezmàiskaia 2) a la cova de Mezmàiskaia a Adiguèsia, va mostrar una datació per carboni de només 45.000 anys. El 2008, arqueòlegs russos de l'Institut d'Arqueologia i Etnologia de Novossibirsk, que treballaven al jaciment de la cova de Deníssova, a les muntanyes de l'Altai, Sibèria, van descobrir un fragment ossi petit de 40.000 anys d'antiguitat procedent del cinquè dit d'un hominini juvenil, l'anàlisi de l'ADN del qual va revelar que era una espècie humana desconeguda anteriorment, que va rebre el nom d'hominini de Deníssova.
La troballa més antiga d'Homo sapiens al territori de Rússia és el fèmur de l'home d'Ust-Ixim, que va viure fa 45.000 anys a Sibèria. L'ós de l'astràgal humà descobert a prop del poble de Baigara a l'óblast de Tiumén, es remunta a fa 40.300 anys. A Iacútia, hi ha el jaciment de Ianskaia (de fa 31.600 anys). A l'óblast d'Irkutsk hi trobem el jaciment de Malta Buret (de fa 24.000 anys). Els llocs arqueològics més antics d'Homo sapiens al territori de la plana russa són Kostionki (Markina Gora), prop del riu Don Sunguir (de fa 35.000 anys), Khotiliovo 2, el jaciment de Zaráiskaia (21 mil anys aC), etc. Els humans van arribar a la Rússia àrtica (Mamontovaia Kurià) fa 40.000 anys.
Durant les èpoques prehistòriques, les vastes estepes del sud de Rússia eren la llar de tribus de pastors nòmades (A l'antiguitat clàssica, l'Estepa Pòntica  era coneguda com a "Escítia".)Restes d'aquestes cultures estepàries desaparegudes van ser descobertes al llarg del segle xx en llocs com Ipàtovo,Sintaixtà,Arkaïmi Pazirik.

## Antiguitat

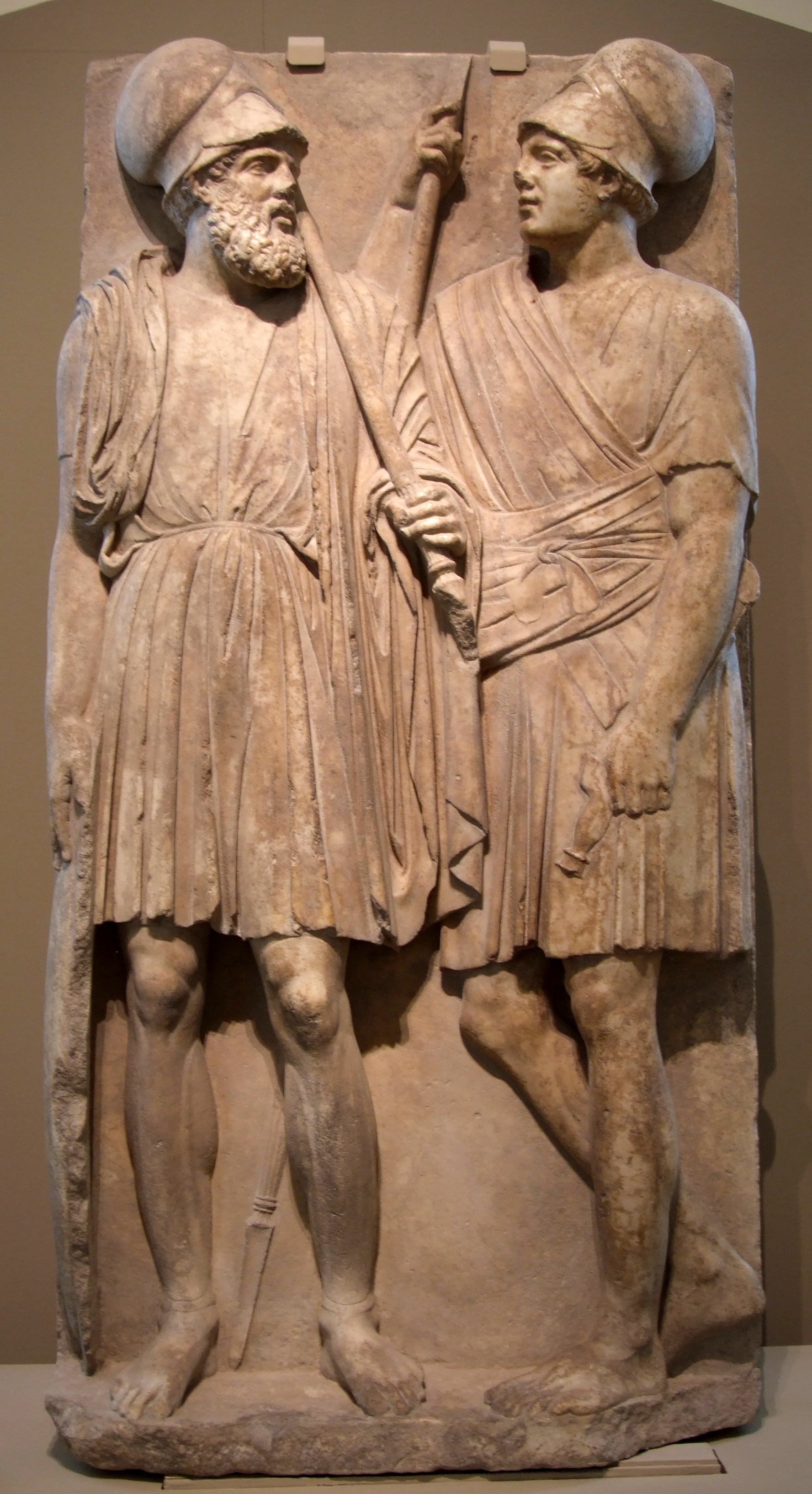
Estela amb dos soldats hel·lenístics del Regne del Bòsfor i de la península de Taman (Iubileínoie), al sud de Rússia, 3r quart del ; marbre, Museu de Belles Arts Puixkin

La darreria del segle viii aC, comerciants grecs exportaren la civilització clàssica als emporis de comerç a Tanais i Fanagòria.
Heròdot va descriure Gelonos com un enorme (el més gran d'Europa) assentament fortificat de terra i fusta, habitat cap al 500 aC pels gelons i els i budins. El Regne del Bòsfor es va incorporar com a part de la província romana de Moesia Inferior del 63 al 68 dC, sota l'emperador Neró. Cap al segle ii els gots van emigrar cap al mar Negre i, als segles III i IV dC, existia al sud de Rússia un regne gòtic semi-llegendari d'Oium fins que fou derrotat pels huns. Entre els segles III i VI d.C., el Regne del Bòsfor, una comunitat hel·lenística que va succeir les colònies gregues,també es va veure desbordat per successives onades d'invasions nòmades, dirigides per tribus guerreres que sovint es traslladarien a Europa, com va ser el cas dels huns i els àvars túrquics.
Al segon mil·lenni aC, els territoris entre els rius Kama i Irtix eren la llar d'una població de parla protouràlica que tenia contactes amb parlants protoindoeuropeus del sud. La població dels boscos és l'avantpassat dels moderns habitants ugrians de Transuràlia. Altres investigadors diuen que el poble khanti es va originar a l'estepa de l'Ural sud i es va desplaçar cap al nord fins a la seva ubicació actual cap al 500 dC.
Un poble túrquic, els khàzars, va governar les estepes de la conca baixa del Volga entre el mar Caspi i el mar Negre fins al segle viii. Notoris per les seves lleis, tolerància i cosmopolitisme, els khazars eren el principal vincle comercial entre el Bàltic i l'imperi musulmà abbàssida centrat a Bagdad.Van ser importants aliats de l'Imperi Romà d'Orient, i van lliurar una sèrie de reeixides reeixides contra els califats àrabs. Al segle viii, els khàzars van adoptar el judaisme.

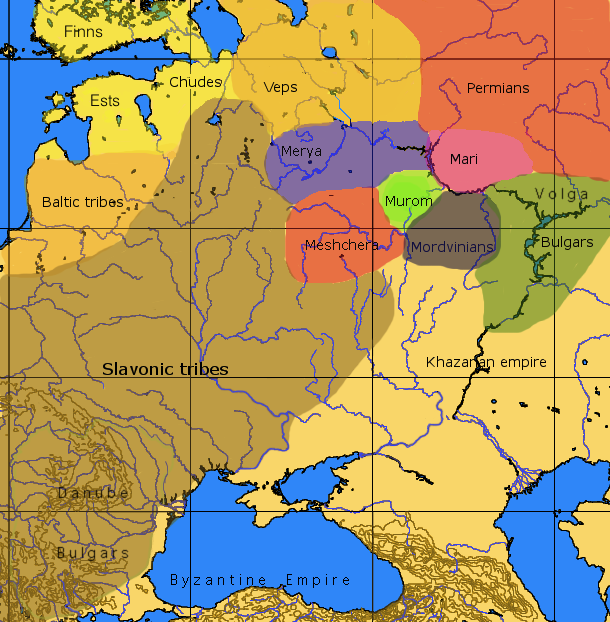
Mapa general de les cultures a la Rússia europea a l'arribada dels varegs i abans de l'inici de la colonització eslava

## Edat mitjana

### Primers eslaus orientals
Alguns dels avantpassats dels moderns russos foren les tribus eslaves, la llar original de les quals, segons creuen alguns erudits, eren les zones boscoses dels aiguamolls de Pinsk. Els primers eslaus orientals es van establir gradualment a Rússia occidental en dues onades: una que es mogué de Kíev cap a l'actual Súzdal i Múrom i una altra de Polotsk cap a Nóvgorod i Rostov.
Del segle vii en endavant, els eslaus orientals constituïen la majoria de la població russa occidental, i lentament però pacífica assimilaren les tribus finoúgriques natives, incloent-hi els meria, els muromians, i els mesxera.

### Rus de Kíev

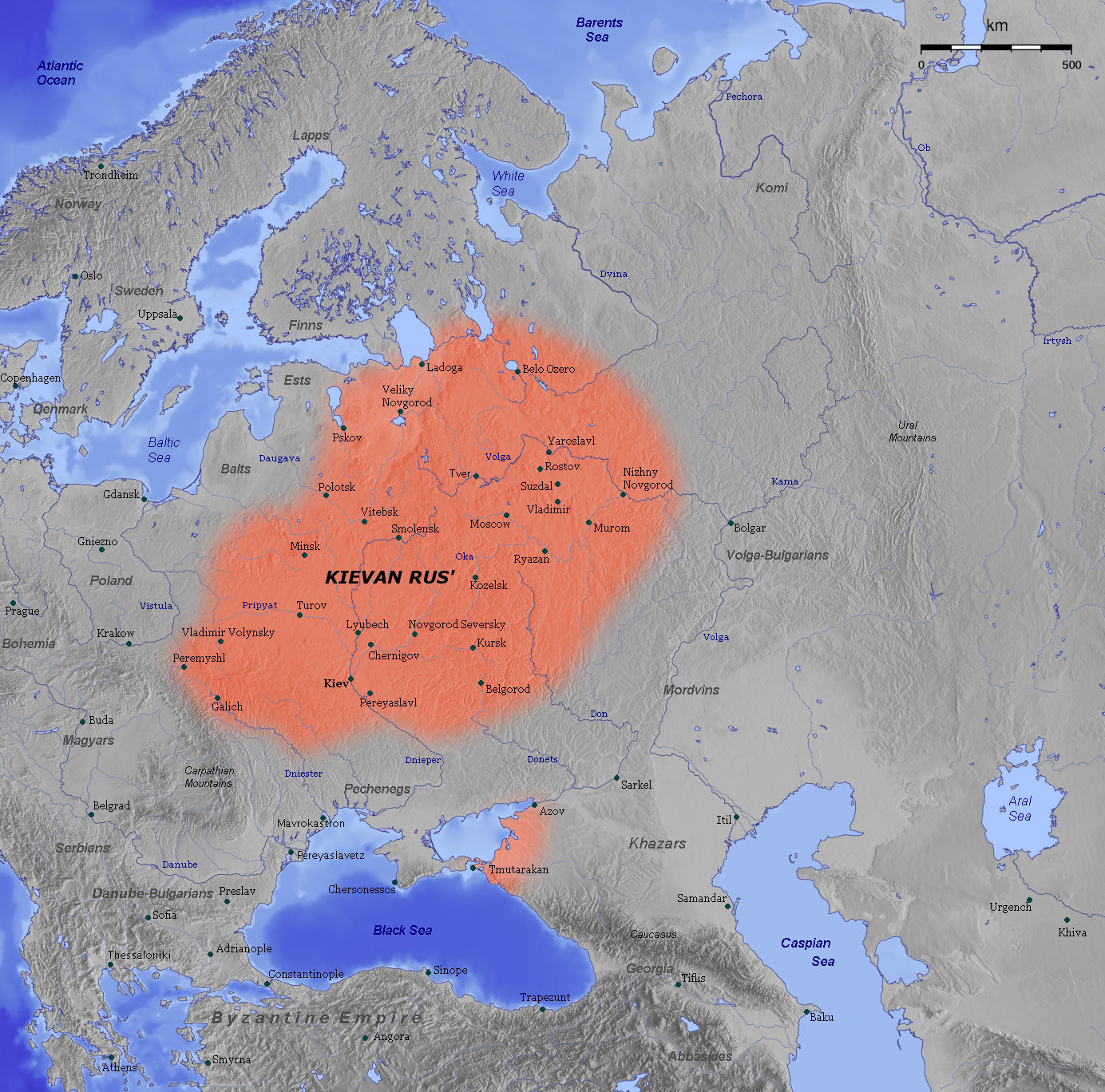
Extensió de la Rus de Kíev al

L'establiment dels primers estats eslaus orientals al segle ix va coincidir amb l'arribada dels vikings, anomenats varegs pels romans d'Orient, que es van aventurar al llarg de les vies fluvials que s'estenien des del Bàltic oriental fins als mars Negre i Caspi.Segons la Crònica Primària, un vareg del poble rus, anomenat Rúrik, va ser elegit governant de Nóvgorod el 862. El 882, el seu successor, Oleg, es va aventurar al sud i va conquerir Kíev, que anteriorment havia estat pagant tribut als khàzars.El fill de Rúrik, Ígor, i el fill d'Ígor, Sviatoslav, van sotmetre totes les tribus eslaves orientals locals al domini kievà, van destruir el gran kanat khàzar,i van llançar diverses expedicions militars a Paflagònia i Pèrsia.

Així, el primer estat eslau oriental, la Rus de Kíev, va sorgir al segle ix al llarg de la vall del riu Dnièper. Un grup coordinat d'estats principescos amb un interès comú per mantenir el comerç al llarg de les rutes fluvials, la Rus de Kíev controlava la ruta comercial de pells, cera i esclaus entre Escandinàvia i l'Imperi Romà d'Orient al llarg dels rius Vólkhov i Dnièper.
A finals del segle x, l'aristocràcia militar nòrdica minoritària s'havia fusionat amb la població eslava nativa, que també va absorbir les influències cristianes gregues en el transcurs de les múltiples campanyes per saquejar Tsargrad (Constantinoble).Una d'aquestes campanyes es va cobrar la vida del principal líder drujina eslau, Sviatoslav I, que era conegut per haver esclafat el poder dels khàzars al Volga.Aleshores, l'Imperi Romà d'Orient experimentava una important revifalla militar i cultural; malgrat el seu declivi posterior, la seva cultura tindria una contínua influència en el desenvolupament de Rússia en els seus segles formatius.

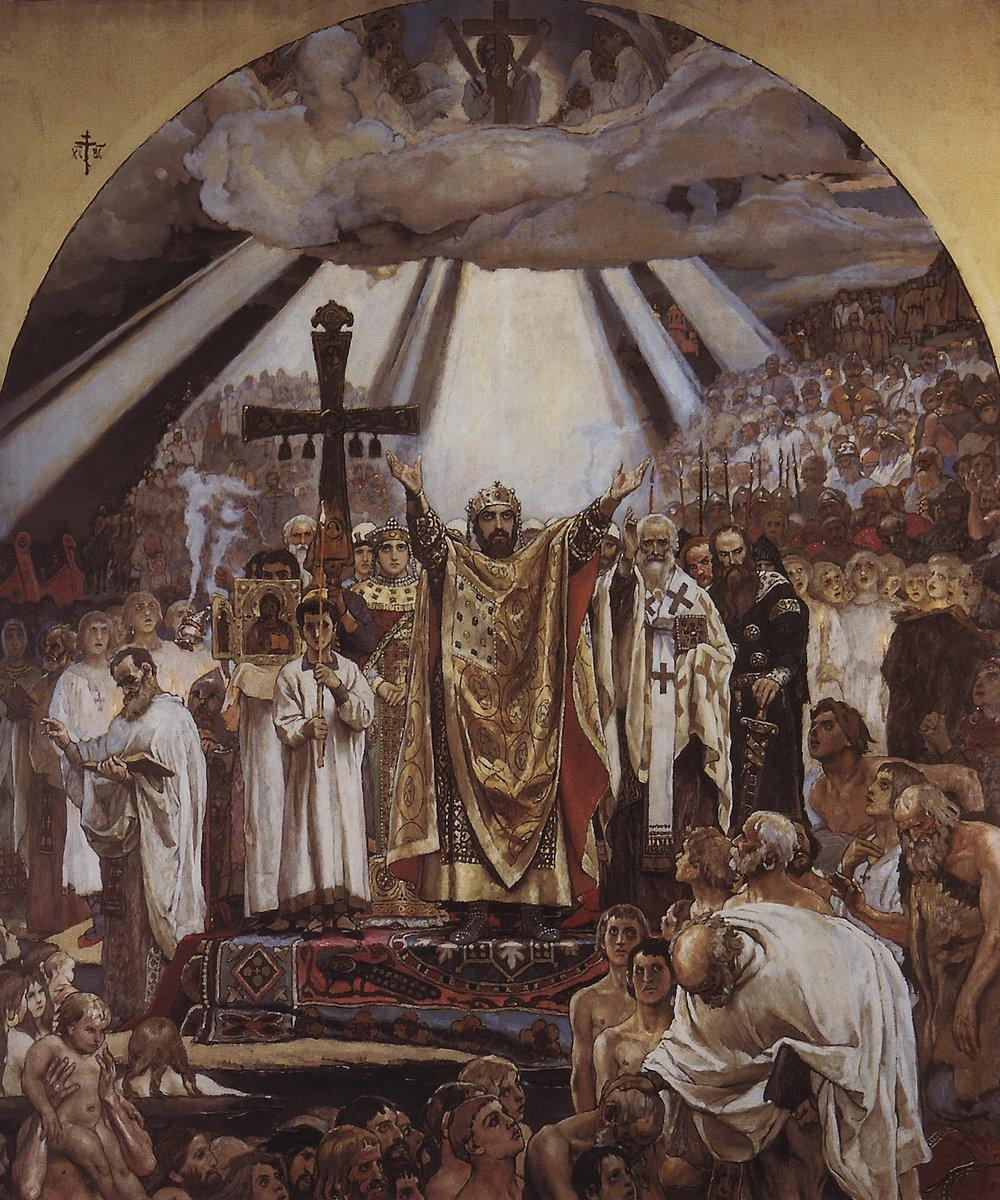
Baptisme de Kíev

La Rus de Kíev és important per la seva introducció d'una variant eslava de la religió ortodoxa oriental,en aprofundir dramàticament una síntesi de cultures romanes d'Orient i eslaves que van definir la cultura russa durant els següents mil anys. La regió va adoptar el cristianisme el 988 mitjançant l'acte oficial de bateig públic dels habitants de Kíev pel seu príncep Vladimir I, que arribà després de la conversió privada de la seva àvia. Alguns anys després, Iaroslav el Savi va introduir el primer codi legal, la Rússkaia Pravda. Des dels seus inicis, els prínceps de Kíev van seguir l'exemple romà d'Orient i van mantenir l'Església dependent d'ells, fins i tot pels seus ingressos, de manera que l'Església i l'Estat russos van estar sempre estretament lligats.
Al segle xi, particularment durant el regnat de Iaroslav el Savi, la Rus de Kíev va mostrar una economia i èxits en arquitectura i literatura superiors als que llavors existien a la part occidental del continent. En comparació amb les llengües de la cristiandat europea, la llengua russa fou poc influenciada pel grec i el llatí dels primers escrits cristians. Això es deu al fet que l'eslau eclesiàstic s'utilitzava directament a la litúrgia.
Un poble nòmada turc, els kiptxaks (també coneguts com a cumans), van substituir els anteriors petxenegs com a força dominant a les regions estepàries del sud veïnes de la Rus a finals del segle XI i van fundar un estat nòmada a les estepes al llarg del Negre (Deixt-e-Kiptxak). El fet d'haver de repel·lir els seus atacs regulars, especialment a Kíev, que es trobava a només un dia a cavall de l'estepa, va suposar una pesada càrrega per a les zones del sud de la Rus. Les incursions nòmades van provocar una afluència massiva d'eslaus a les regions més segures i molt boscoses del nord, particularment a la zona coneguda com a Zaléssie.
El 1132, després de la mort del príncep de Kíev Mstislav Vladímirovitx, l'estat unificat va començar a desintegrar-se en tot un seguit de principats independents: la Terra de Nóvgorod, el Principat de Vladímir-Súzdal, el Principat de Volínia, el Principat de Txernígov, el Principat de Riazan, el Principat de Polotsk i altres. Kíev va continuar essent objecte de lluita entre les branques de prínceps més poderoses. Tanmateix, alguns investigadors no associen el final de l'existència de la Rus de Kíev amb la formació de principats independents, ja que la terra de Kíev continuà essent considerada una possessió col·lectiva dels ruríkides. Al mateix temps, la condició per posseir terres a la regió de Kíev era la participació en la lluita contra els nòmades, encara liderada pel príncep de Kíev, fins a la invasió mongola (1240). A més, Kíev va continuar sent la seu del Metropolità de tota Rússia (fins al 1300).

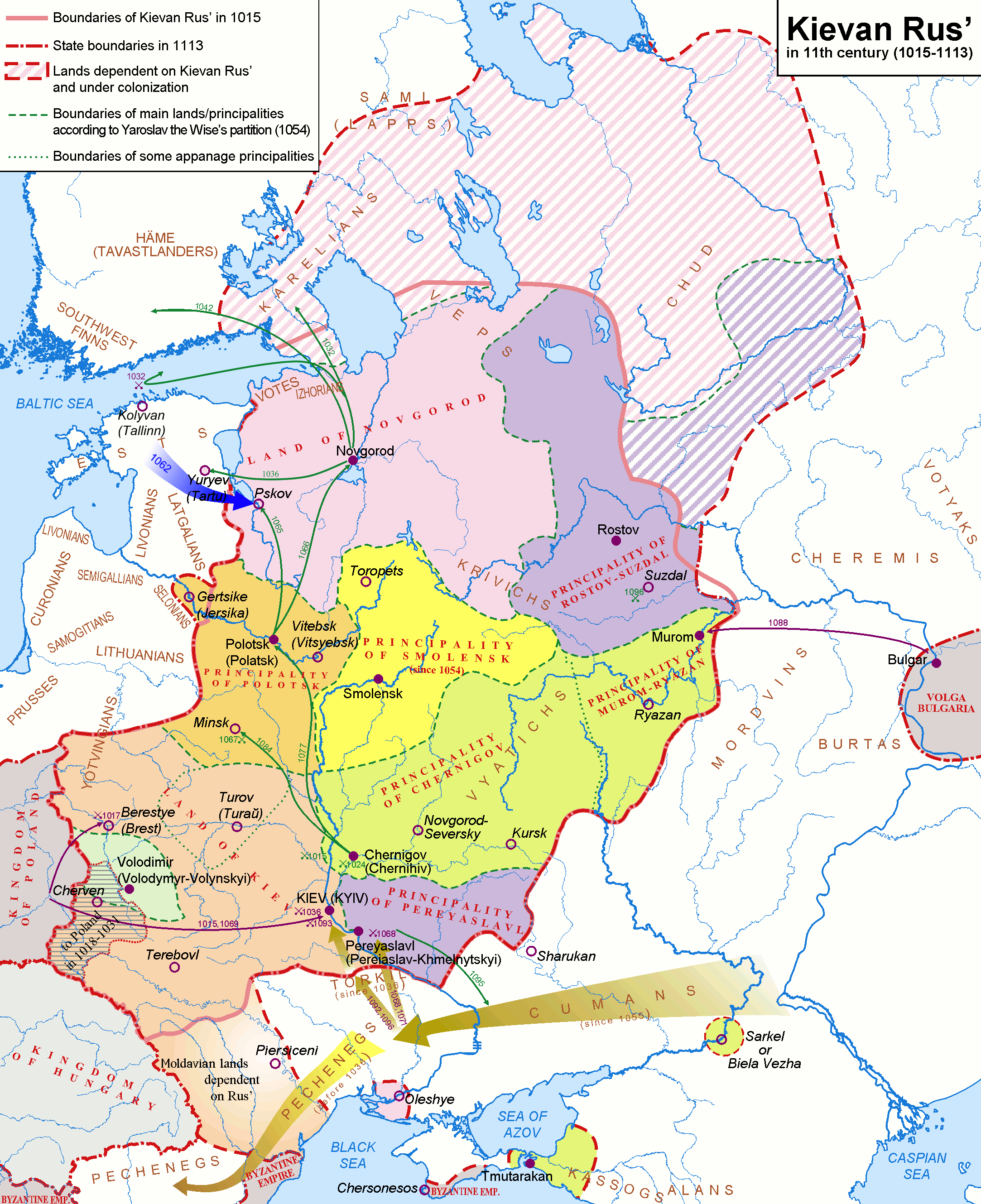
La Rus de Kíev després del Consell de Liubetx el 1097

El darrer cop contra la Rus de Kíev fou la invasió mongola de 1237–40, que va provocar la destrucció de Kíev (1240) i la mort de prop de la meitat de la població de la Rus. Els invasors, més tard coneguts com a tàtars, van formar l'estat de l'Horda d'Or, que va saquejar els principats russos i va governar les extensions sud i central de Rússia durant més de dos segles.
Galítsia-Volínia va ser finalment assimilada pel Regne de Polònia, mentre que la República de Nóvgorod i Vladimir-Súzdal, dues regions a la perifèria de Kíev, van establir les bases per a la moderna nació russa. La República de Nóvgorod va escapar de l'ocupació mongola i, juntament amb Pskov, van mantenir un cert grau d'autonomia durant el temps del jou mongol; es van estalviar en gran manera les atrocitats que van afectar la resta del país.

### Invasió mongola i vassallatge (1223-1480)

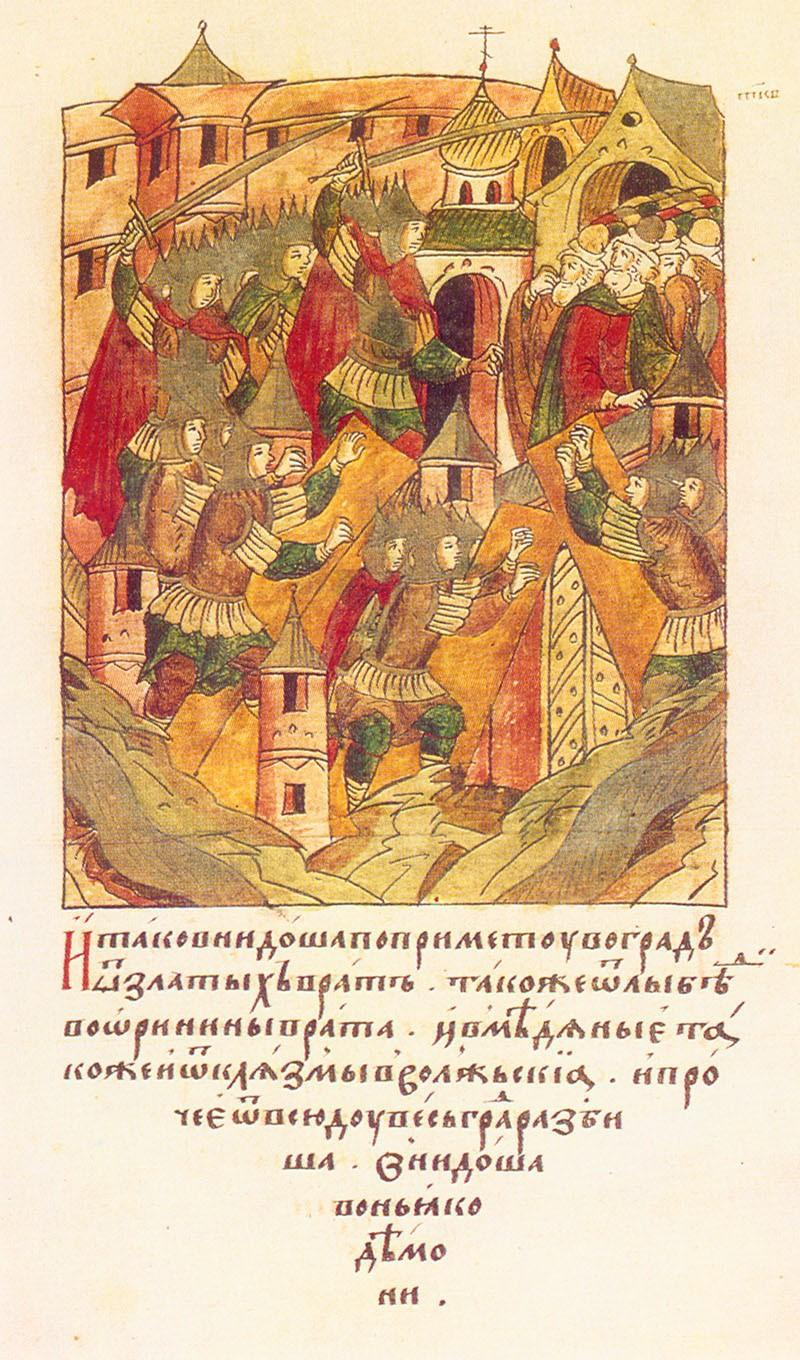
Saqueig de Vladímir per Batu Khan el febrer de 1238. Miniatura de la Crònica russa del

Els invasors mongols invasors van accelerar la fragmentació de la Rus de Kíev. El 1223, els desunits prínceps del sud es van enfrontar a una incursió mongola al riu Kalka i foren severament derrotats. El 1237-1238, els mongols van derrotar els principats russos del nord-est. Les forces combinades dels principats de Vladímir i Riazan van ser derrotades a la batalla de Kolomna. El 1237-1238 els mongols van cremar la ciutat de Vladímir (4 de febrer de 1238)i altres ciutats importants del nord-est de Rússia. El príncep de Vladímir, Iuri II Vsévolodovitx, no va poder resistir els mongols i va ser derrotat en la batalla del riu Sit. El 1239-1240, els mongols derrotaren els principats russos del sud-oest i prengueren Kíev el 1240. Només la República de Nóvgorod va escapar de l'ocupació i va continuar florint en l'òrbita de la Lliga Hanseàtica.
L'impacte de la invasió mongola als territoris de la Rus de Kíev va ser desigual. La cultura avançada de la ciutat fou gairebé del tot destruïda. Com que centres més antics com Kíev i Vladímir mai no es van recuperar de la devastació de l'atac inicial,les noves ciutats de Moscou, Tver i Nijni Nóvgorod van començar a competir per l'hegemonia a la Rússia dominada pels mongols. Tot i que un exèrcit rus va derrotar l'Horda d'Or a Kulikovo el 1380, la dominació mongola dels territoris habitats pels russos, juntament amb les exigències de tributs als prínceps russos, va continuar fins al 1480 aproximadament.

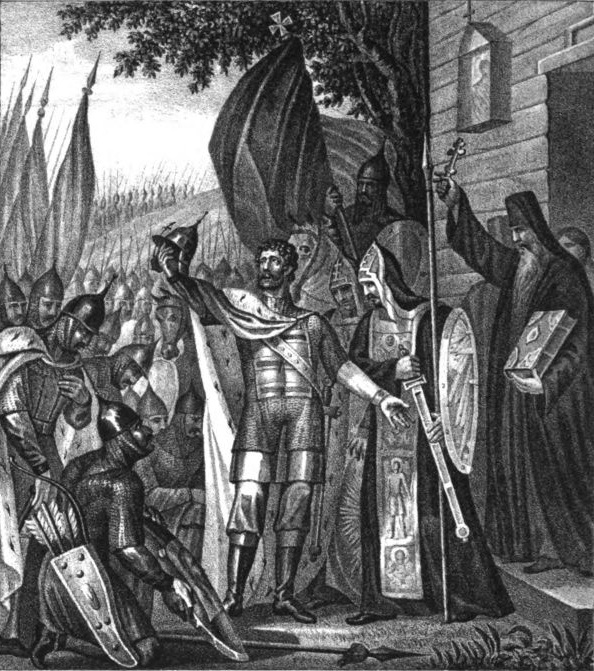
Sergi de Ràdonej beneint Dmitri Donskoi abans de la batalla de Kulikovo (1380)

Els mongols van mantenir Rússia i Bulgària del Volga sota el seu control. Batu Khan feu la seva capital, des de 1243, en un lloc del Volga que porta el seu nom: Sarai Batu, el "palau" de Batu. El seu germà Berke, que el va succeir al lideratge el 1255, adoptà l'islam com a religió de l'Horda. La seva capital, Sarai Berke (a l'est de la moderna Volgograd), es convertí en una pròspera ciutat de mesquites i banys públics, de tradició asiàtica central, amb uns 600.000 habitants. Durà fins al 1395, quan fou destruïda per Timur durant la seva guerra amb Toktamix. Els prínceps del sud i de l'est de Rússia havien de pagar tributs als mongols de l'Horda d'Or, coneguts habitualment com a tàtars, però a canvi van rebre cartes que els autoritzaven a fer de delegats dels kans. En general, s'atorgava als prínceps una llibertat considerable per governar com desitgessin (sempre i quan paguessin prou impostos als kans),mentre que l'Església Ortodoxa Russa fins i tot va experimentar un renaixement espiritual sota la guia del metropolità Alexis i de Sergi de Ràdonej.
Els mongols van deixar el seu impacte sobre els russos en àrees com la tàctica militar i el transport. Sota l'ocupació mongola, Rússia també va desenvolupar la seva xarxa de rutes postals, cens, sistema fiscal i organització militar.

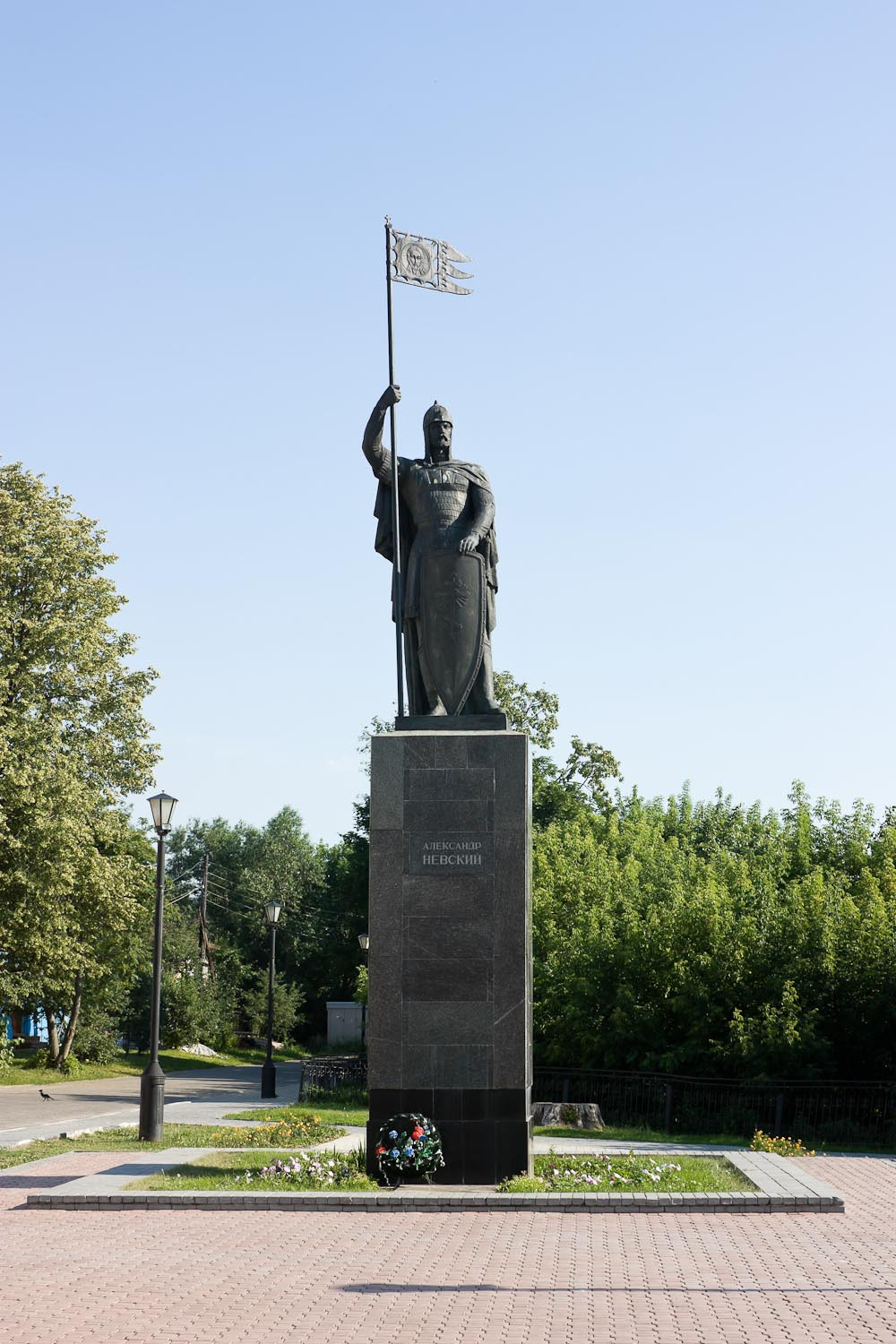
Estàtua d'Alexandre Nevski a Gorodets.

Al mateix temps, el príncep de Nóvgorod, Alexandre Nevski, var repel·lir els invasors suecs a la batalla del Nevà el 1240,així com els croats germànics a la batalla del Gel el 1242. El 1252 Alexandre es va convertir al mateix temps en gran duc de Vladímir i Kíev. Malgrat l'oposició a l'expansió occidental, Alexandre va entaular una aliança amb l'Horda, fet que confirmava efectivament la dependència dels principats russos dels mongols-tàtars. Al mateix temps, després de la revolta anti-horda a Rússia el 1262, quan els recaptadors de tributs tàtars (Baskaks) van ser assassinats a Vladímir, Súzdal, Rostov, Pereiàslavl, Iaroslavl i altres ciutats, Alexandre va poder convèncer el kan de no enviar destacaments de càstig a Rússia i tampoc no reclutar els habitants de Rússia a l'exèrcit mongol. El 1263, després de la mort d'Alexandre Nevski, el Gran Ducat de Vladimir es va desintegrar finalment en apanatges.

## Unificació de les terres russes al voltant de Moscou (1283-1547)

### Ascens de Moscou

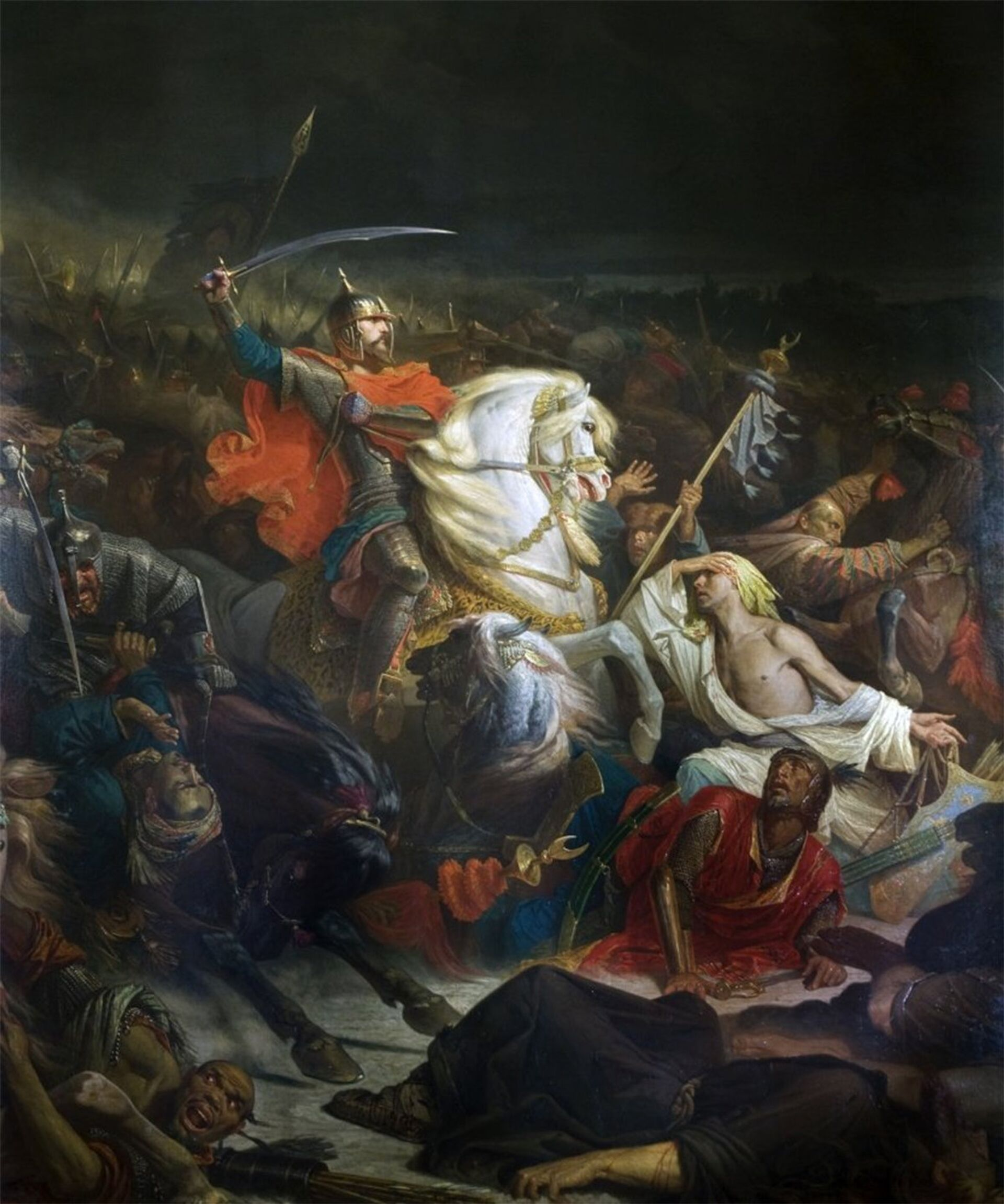
Dmitri Donskoi a la batalla de Kulikovo

Daniïl Aleksàndrovitx, el fill petit d'Alexandre Nevski, va fundar el principat de Moscou (conegut també com a Moscòvia),que primer va cooperar amb els tàtars, però que finalment els va acabar expulsant de Rússia. Ben situat al sistema fluvial central de Rússia i envoltat de boscos i pantans protectors, Moscou al principi només era un vassall de Vladímir, però aviat va absorbir el seu estat mare. El 1328, Moscou va guanyar la partida en la lluita amb Tver pel gran principat de Vladímir. Des de 1363, l'etiqueta de gran príncep de Vladímir pertanyé només als prínceps de Moscou.
A mitjan segle xiii, Mindaugas va fundar el Gran Ducat de Lituània. Cap a la dècada de 1320, Lituània havia estès el seu domini a les terres russes occidentals. El 1362, Lituània va derrotar els tàtars a Aigües Blaves i es va annexionar el sud de Rússia.
Durant el regnat de Dmitri Donskoi (1359-1389), el principat de Moscou es va convertir en un dels principals centres de la unificació de les terres russes i el Gran Ducat de Vladímir es va convertir en propietat hereditària dels prínceps de Moscou. Una sèrie de campanyes lituanes contra el principat de Moscou, al tombant de la dècada de 1360 a 1370, tingueren infructuosos resultats i, per tant, Moscou va defensar el seu estatus com un dels centres de la unificació de les terres russes.
Un factor important en l'ascens de Moscou fou la cooperació dels seus governants amb els senyors mongols, que els van atorgar el títol de Gran Príncep de Moscou i els van convertir en agents per cobrar el tribut tàtar dels principats russos. El prestigi del principat va millorar encara més quan es va convertir en el centre de l'Església Ortodoxa Russa. El seu cap, el metropolità, va fugir de Kíev a Vladímir el 1299 i uns anys més tard va establir la seu permanent de l'Església a Moscou sota el títol original de Metropolità de Kíev.

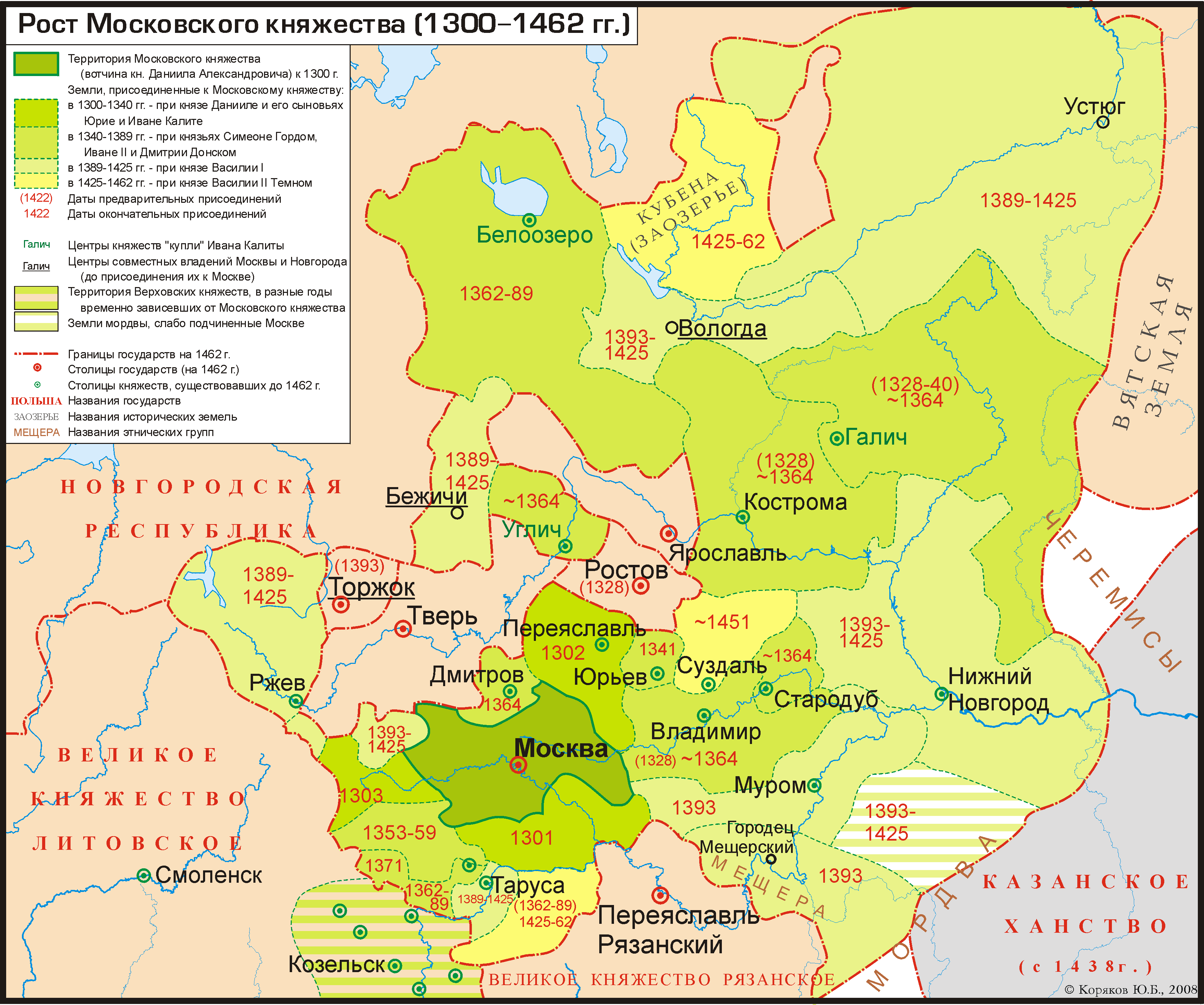
Creixement del principat de Moscou (1300-1462)

A mitjan segle xiv, el poder dels mongols estava en declivi i els grans prínceps es van sentir capaços d'oposar-se obertament al jou mongol. El 1380, a la batalla de Kulikovo, al riu Don, els mongols van ser derrotats,i, tot i que aquesta victoriosa contesa no va acabar amb el domini tàtar de Rússia, va aportar gran fama al gran príncep Dmitri Donskoi.
El 1384 es va signar un acord entre Dmitri i Jagelló sobre el matrimoni d'aquest amb la filla de Dmitri i el reconeixement de l'ortodòxia com a religió estatal del Gran Ducat de Lituània. No obstant això, ja el 1385, Jagelló es va casar amb una princesa polonesa i es va convertir al catolicisme, fet que conclogué la primera unió polonesolituana. Al tombant dels segles xiv i xv, totes les terres russes, a excepció de les que havien cedit a Polònia, estaven dividides entre els grans principats de Moscou i els lituans, i la seva frontera discorria al llarg del riu Ugrà. Tanmateix, Lituània, sota la pressió político-militar de l'Horda d'Or, l'Orde Teutònic i Moscou, va recórrer cada vegada més a l'ajut polonès, i la influència de Polònia al sud-oest de Rússia va créixer constantment.
A la primera meitat del segle xv, l'Horda d'Or finalment es va desintegrar. En el seu lloc es van formar els kanats de Kazan, Sibèria, Crimea i Astracan, així com la Gran Horda i l'Horda de Nogai. A principis del segle xvi, la Gran Horda, successora de l'Horda d'Or, va deixar d'existir.
Al segon quart del segle xv, va tenir lloc una prolongada lluita pel poder al principat de Moscou, en què l'ordre familiar de successió al tron va prevaler sobre el clan.
D'altra banda, l'Església Ortodoxa Russa, que durant segles havia estat una diòcesi del Patriarcat Ecumènic de Constantinoble, va declarar-ne la independència el 1448, poc abans que Constantinoble caigués a mans dels otomans, a causa de la seva protesta pel Concili de Florència, en què els representants del patriarcat havien signat la unió amb Roma, a canvi de concessions doctrinals per rebre ajuda militar contra els invasors otomans. L'ajuda militar mai no va arribar, i aquestes concessions van ser posteriorment rebutjades pel patriarcat, però, a partir del 1448, l'església russa va funcionar de manera independent.

### Ivan III, el Gran

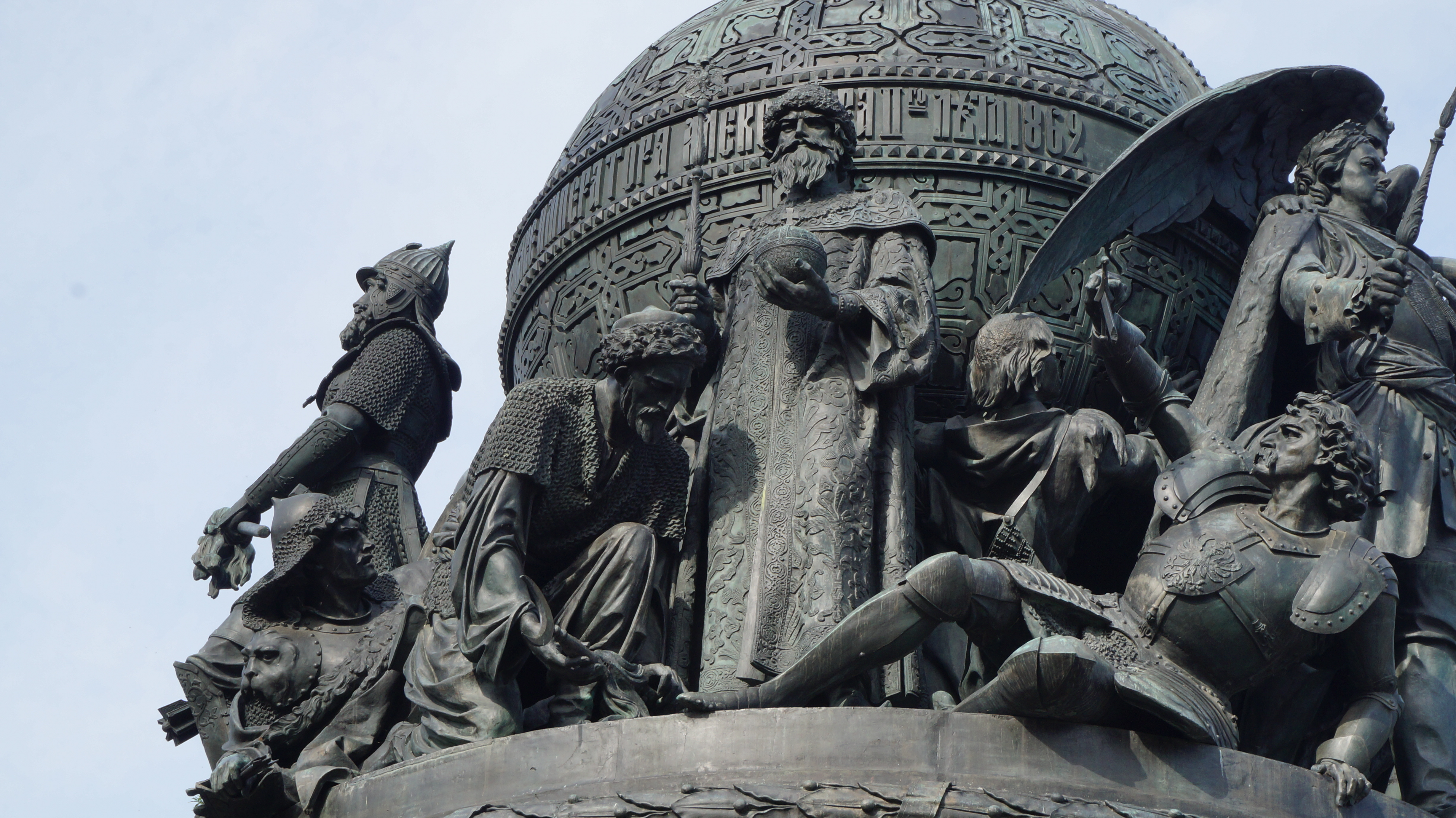
Ivan III de Moscou al Mil·lenari de Rússia. Als seus peus, derrotats: tàtars, lituans i alemanys bàltics

Al segle xv, els grans prínceps de Moscou van continuar consolidant la terra russa per augmentar la seva població i riquesa. Qui se'n va sortir millor en aquest procés fou Ivan III,que va establir les bases per a un estat nacional rus. Ivan va competir amb el seu poderós rival nord-occidental, el Gran Ducat de Lituània, pel control d'alguns dels principats semiindependents de les conques superiors dels rius Dnièper i Okà.
Mitjançant les defeccions d'alguns prínceps, escaramusses frontereres i una llarga guerra amb la República de Nóvgorod, Ivan III va poder annexionar-se Nóvgorod i Tver. Com a resultat, el Gran Ducat de Moscou va triplicar la seva mida sota el seu govern. Durant el seu conflicte amb Pskov, un monjo anomenat Filofei va escriure una carta a Ivan III, amb la profecia que el regne d'aquest seria la Tercera Roma. La caiguda de Constantinoble i la mort de l'últim emperador cristià grecoortodox, van contribuir a aquesta nova idea de Moscou com a Nova Roma i seu del cristianisme ortodox, igual que el matrimoni d'Ivan (1472) amb la princesa romana d'Orient Sofia Paleòloga,neboda de l'últim emperador romà d'Orient, Constantí XI.
Sota Ivan III, es van crear els primers òrgans del govern central a Rússia: el prikaz. Es va adoptar el Sudébnik, el primer conjunt de lleis des del segle xi. L'àguila bicèfala va ser adoptada com a escut d'armes de Rússia,com a símbol de la continuïtat del poder de l'Imperi Romà d'Orient per part de Rússia.

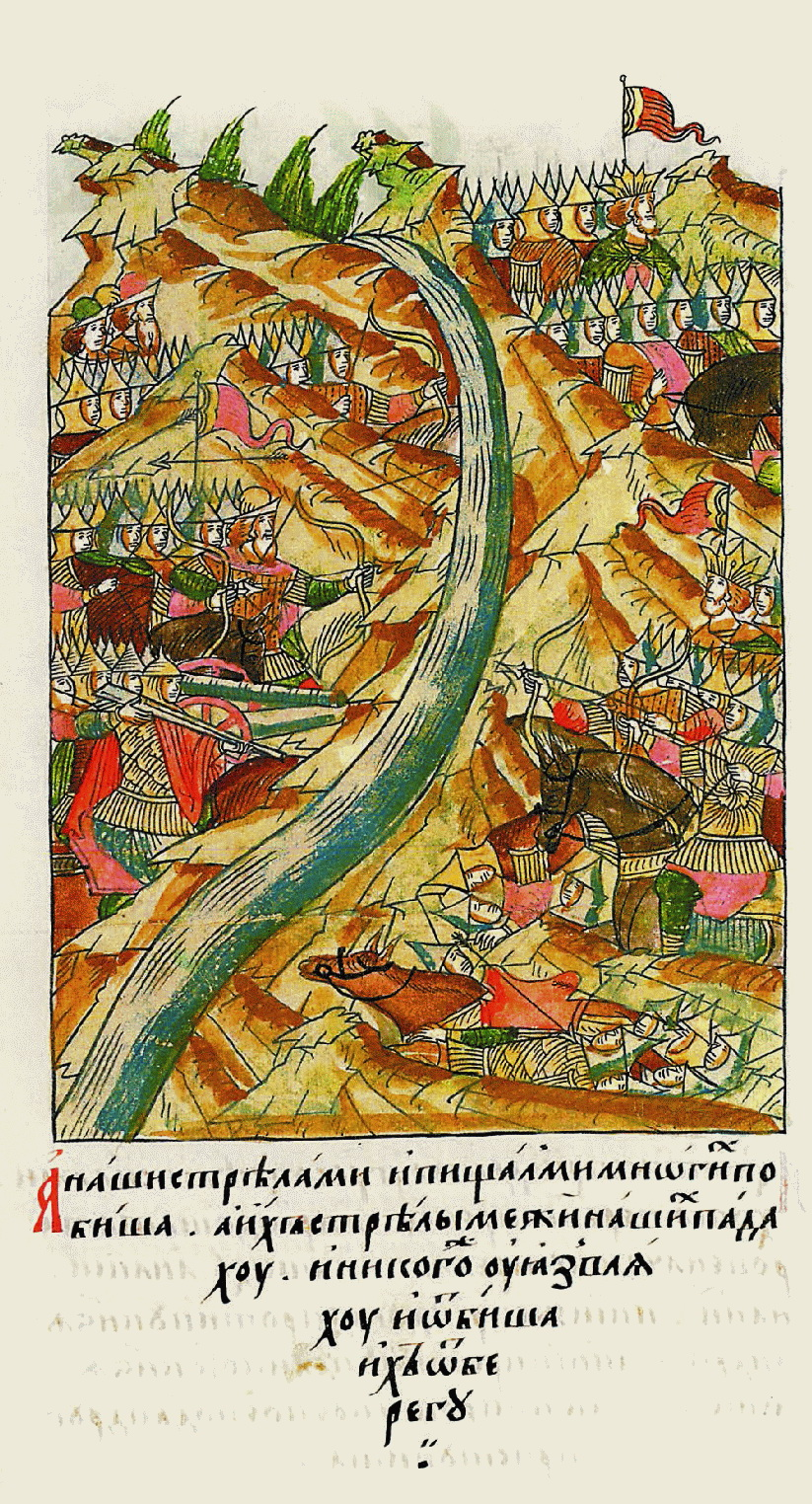
El gran encontre al riu Ugrà (1480), va acabar amb el domini tàtar / mongol a Rússia

Contemporani dels Tudor i d'altres "nous monarques" a l'Europa occidental, Ivan va proclamar la seva sobirania absoluta sobre tots els prínceps i nobles russos. En rebutjar un nou tribut als tàtars, Ivan va iniciar una sèrie d'atacs que van obrir el camí a la derrota completa de la decadent Horda d'Or, ara dividida en diversos kanats i hordes. Ivan i els seus successors van intentar protegir els límits meridionals del seu domini contra els atacs dels tàtars de Crimea i d'altres hordes.Per assolir aquest objectiu, van patrocinar la construcció del Gran Cinturó d'Abatis i van concedir senyories als nobles, que estaven obligats a servir a l'exèrcit. El sistema senyorial va proporcionar una base per a un exèrcit emergent basat en la cavalleria.
D'aquesta manera, la consolidació interna va acompanyar l'expansió exterior de l'Estat. Al segle xvi, els governants de Moscou consideraven tot el territori rus la seva propietat col·lectiva. Diversos prínceps semiindependents encara reclamaven territoris específics,però Ivan III va obligar els prínceps menors a reconèixer el gran príncep de Moscou i els seus descendents com a governants indiscutibles amb control sobre els afers militars, judicials i estrangers. A poc a poc, el governant rus va sorgir com un poderós governant autocràtic, un tsar. El primer governant rus que es va coronar oficialment com a "tsar" va ser Ivan IV.

## Tsarat de Rússia (1547–1721)

### Ivan IV, el Terrible

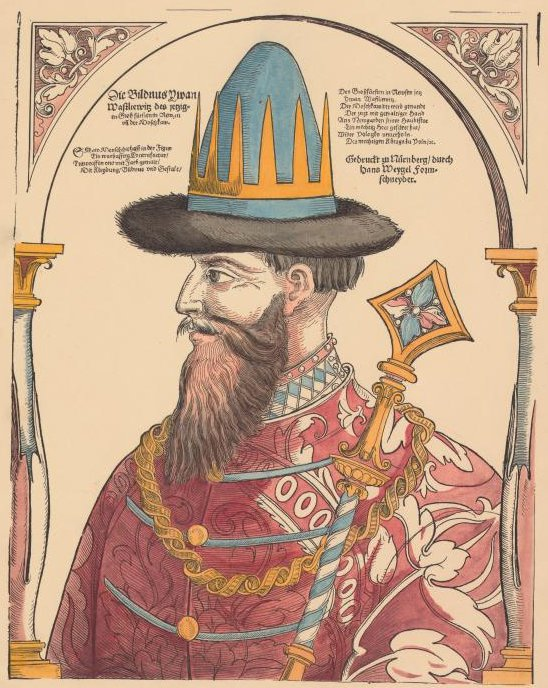
Ivan IV va ser gran príncep de Moscou del 1533 al 1547, després "tsar de totes les Rússies" fins a la seva mort el 1584.

El desenvolupament de les potències autocràtiques del tsar va assolir el seu màxim durant el regnat d'Ivan IV (1547-1584), conegut com a "Ivan el Terrible".Va enfortir la posició del monarca fins a un grau sense precedents, ja que subordinava despietadament els nobles a la seva voluntat, exiliant-los o executant-los a la menor provocació.No obstant això, Ivan és sovint vist com un home d'estat amb visió llunyana: va promulgar un nou codi legal (el Sudébnik de 1550), va establir el primer òrgan de representació feudal rus (Zemski Sobor), va frenar la influència del clergati va introduir l'autogestió local a les regions rurals.El tsar també va crear el primer exèrcit regular a Rússia: els Streltsí.
Tot i que la seva llarga Guerra de Livònia pel control de la costa bàltica i l'accés al comerç marítim va acabar en un estrepitós fracàs, Ivan va aconseguir d'annexionar-se els kanats de Kazan, Astracan i Sibèria.Aquestes conquestes van complicar la migració d'agressives hordes nòmades d'Àsia a Europa a través del Volga i els Urals. Mitjançant aquestes conquestes, Rússia va adquirir una important població musulmana tàrtara i va sorgir com un estat multiètnic i multiconfessional. També durant aquest període, la família de comerciants Stróganov va establir una ferma base als Urals i va reclutar cosacs russos per colonitzar Sibèria.
A la darrera part del seu regnat, Ivan va dividir el seu regne en dos. A la zona coneguda com a Oprítxnina, els seguidors d'Ivan van dur a terme una sèrie de sagnants purgues de l'aristocràcia feudal (de la qual sospitava de traïció després de la traïció del príncep Kurbski), que va culminar amb la massacre de Nóvgorod el 1570. Això es va combinar amb pèrdues militars, epidèmies i males collites, que van debilitar tant Rússia que els tàtars de Crimea van ser capaços de saquejar les regions centrals russes i fins i tot van poder cremar parts de Moscou el 1571.Malgrat això, l'any següent el gran exèrcit invasor fou totalment derrotat pels russos a la batalla de Mólodi, la qual cosa eliminà per sempre l'amenaça d'una expansió otomanocrimeana a Rússia. El 1572, Ivan va abandonar l'Oprítxnina.
Al final del regnat d'Ivan IV, els exèrcits polonesolituans i suecs van dur a terme una poderosa intervenció a Rússia, i devastaren les seves regions del nord i del nord-oest.

### Període Tumultuós

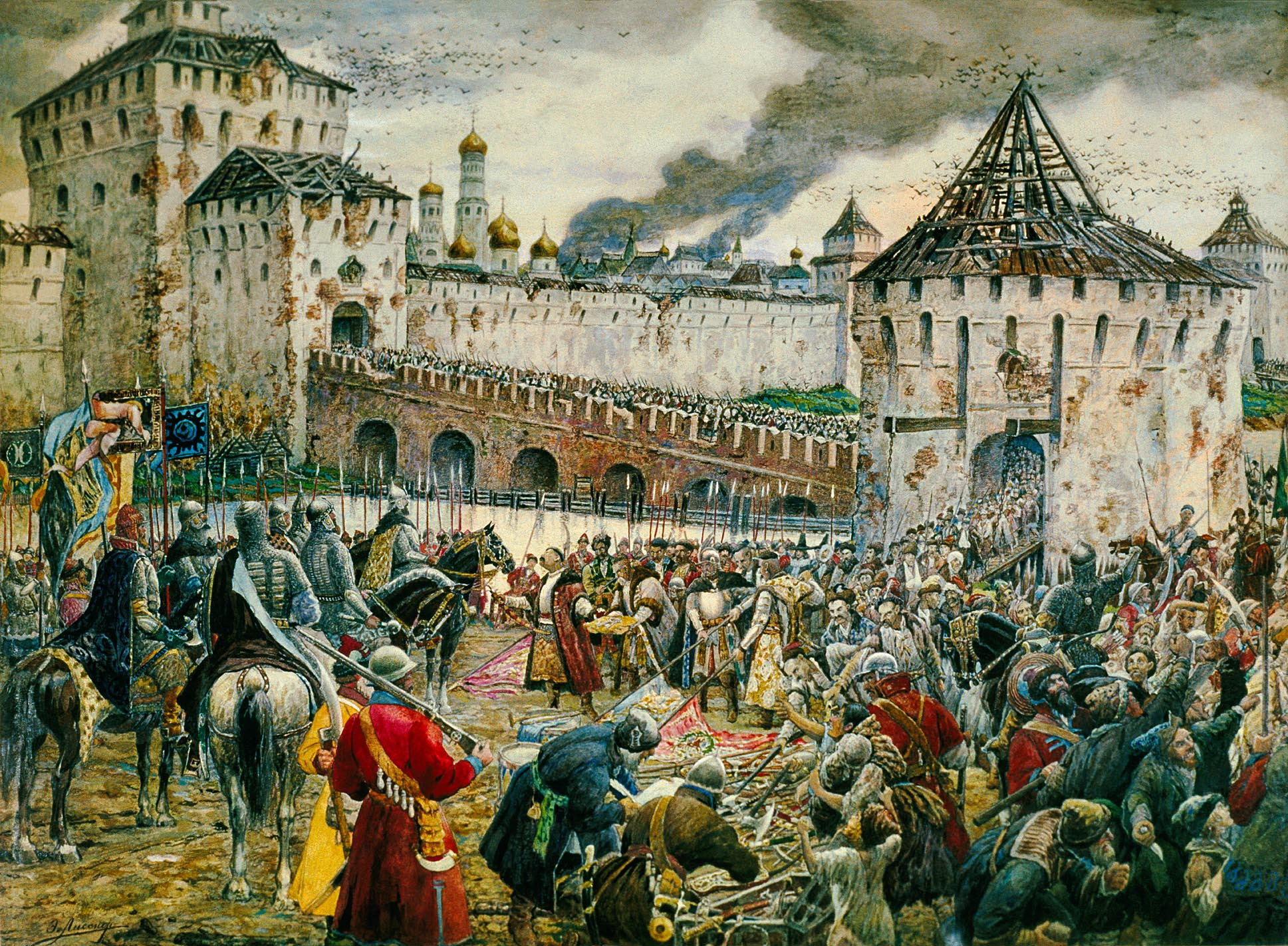
Els polonesos lliuren el Kremlin de Moscou al príncep Pojarski el 1612

La mort del fill menor d'Ivan, Teodor, va marcar el final de l'antiga dinastia ruríkida el 1598 i fou seguida per un període de guerres civils i intervencions estrangeres conegut com el "Període Tumultuós".Uns estius extremadament freds (1601-1603) van destruir les collites,fet que va provocar la fam de 1601-03 i va augmentar la desorganització social. El regnat de Borís Godunov va acabar en caos, una guerra civil combinada amb la intrusió estrangera, la devastació de moltes ciutats i el despoblament de les regions rurals. El país, sacsejat pel caos intern, també va atreure diverses onades d'intervencions de la Confederació de Polònia i Lituània.
Durant la guerra russopolonesa (1605–1618), les forces polonesolituanes van arribar a Moscoui van instal·lar al tron l'impostor Demetri I el Fals el 1605, i després van donar suport a Demetri II el Fals el 1607. El moment decisiu va arribar quan un exèrcit combinat russosuec va ser derrotat per les forces poloneses dirigides per l'hetman Stanisław Żółkiewski a la batalla de Klúixino el 4 de juliol [C.J. 24 de juny] de 1610. Com a resultat de la batalla, els Set boiars, un grup de nobles russos, van deposar el tsar Vassili Xúiski el 27 de juliol [C.J. 17 Juliol] de 1610 i va reconèixer el príncep polonès Władysław IV Vasa com a tsar de Rússia el 6 de setembre [C.J. 27 d'agost] de 1610. Els polonesos van entrar a Moscou el 21 de setembre [C.J. 11 de setembre] de 1610. Moscou es va revoltar però els disturbis foren brutalment reprimits i la ciutat va ser incendiada.
La crisi va provocar un aixecament nacional patriòtic contra la invasió, tant el 1611 com el 1612. Finalment, un exèrcit de voluntaris, dirigit pel comerciant Kuzmà Minin i el príncep Dmitri Pojarski va expulsar les forces estrangeres de la capital el 4 de novembre [C.J. 22 d'octubre] de 1612.
L'estat rus va sobreviure al "Període Tumultuós" i al govern dels tsars febles o corruptes a causa de la força de la burocràcia central del govern. Els funcionaris del govern van continuar treballant, independentment de la legitimitat del governant o de la facció que controlés el tron. No obstant això, el "Període Tumultuós" provocat per la crisi dinàstica va provocar la pèrdua de molt territori a favor de la Confederació de Polònia i Lituània a la guerra russopolonesa, així com per a l'Imperi Suec a la Guerra d'Íngria.

### Arribada al poder dels Romànov

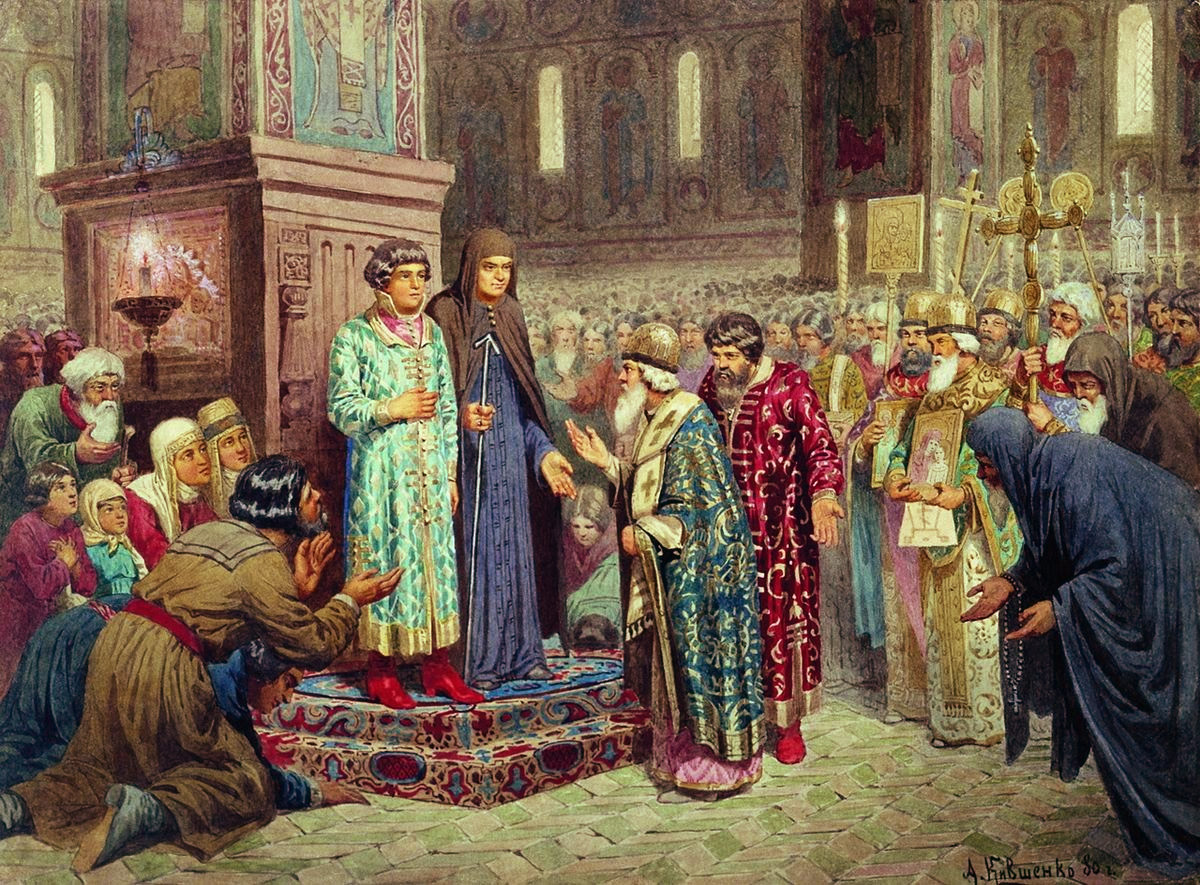
Elecció de Mikhaïl Romànov, de 16 anys, el primer tsar de la dinastia Romànov

Al febrer de 1613, acabat el caos i expulsats els polonesos de Moscou, una assemblea nacional, formada per representants de cinquanta ciutats i fins i tot alguns camperols, va elegir per al tron Mikhaïl Romànov. La dinastia Romànov governaria Rússia fins al 1917.Mikhaïl era, per via del seu familiar Anastassia Romànovna (la primera esposa d'Ivan el Terrible) el parent més proper de l'extinta dinastia ruríkida. També era un "rei rendible" per als boiars, ja que un jove, que inicialment no volia suportar la càrrega del poder, es podia convertir fàcilment en una joguina en mans dels boiars, que en realitat governarien al final. Tot va canviar després de l'intercanvi de presoners un cop acabat el Període Tumultuós: el juny del 1619 va tornar el pare del jove tsar (el futur patriarca Filaret), amb qui Mikhaïl sempre consultaria en afers d'estat. Mentrestant, la lluita contra els rebels cosacs i els intervencionistes polonesos encara durava. El 1614, els cosacs rebels van ser derrotats i l'ataman Zarutski va ser executat, juntament amb el fill de Dimitri II el Fals, i la dona dels dos falsos reis, Marina Mniszech, va ser empresonada.
La tasca immediata de la nova dinastia era restablir la pau. Afortunadament per a Moscou, els seus principals enemics, la Confederació de Polònia i Lituània i l'Imperi Suec, estaven compromesos en un amarg conflicte entre sí, la qual cosa va proporcionar a Rússia l'oportunitat de fer la pau amb Suècia el 1617 i de signar una treva amb la Mancomunitat polonesolituana el 1619.
La recuperació dels territoris perduts va començar a mitjan segle xvii, quan la rebel·lió de Khmelnitski (1648–57) a Ucraïna contra el domini polonès va provocar el tractat de Pereiàslav, celebrat entre Rússia i els cosacs ucraïnesos. Segons el tractat, Rússia concedia protecció a l'estat cosac al marge esquerre d'Ucraïna, antigament sota control polonès. Això va desencadenar una prolongada guerra russopolonesa (1654-1667), que va acabar amb el tractat d'Andrússovo, on Polònia va acceptar la pèrdua del marge esquerre d'Ucraïna, Kíev i Smolensk.

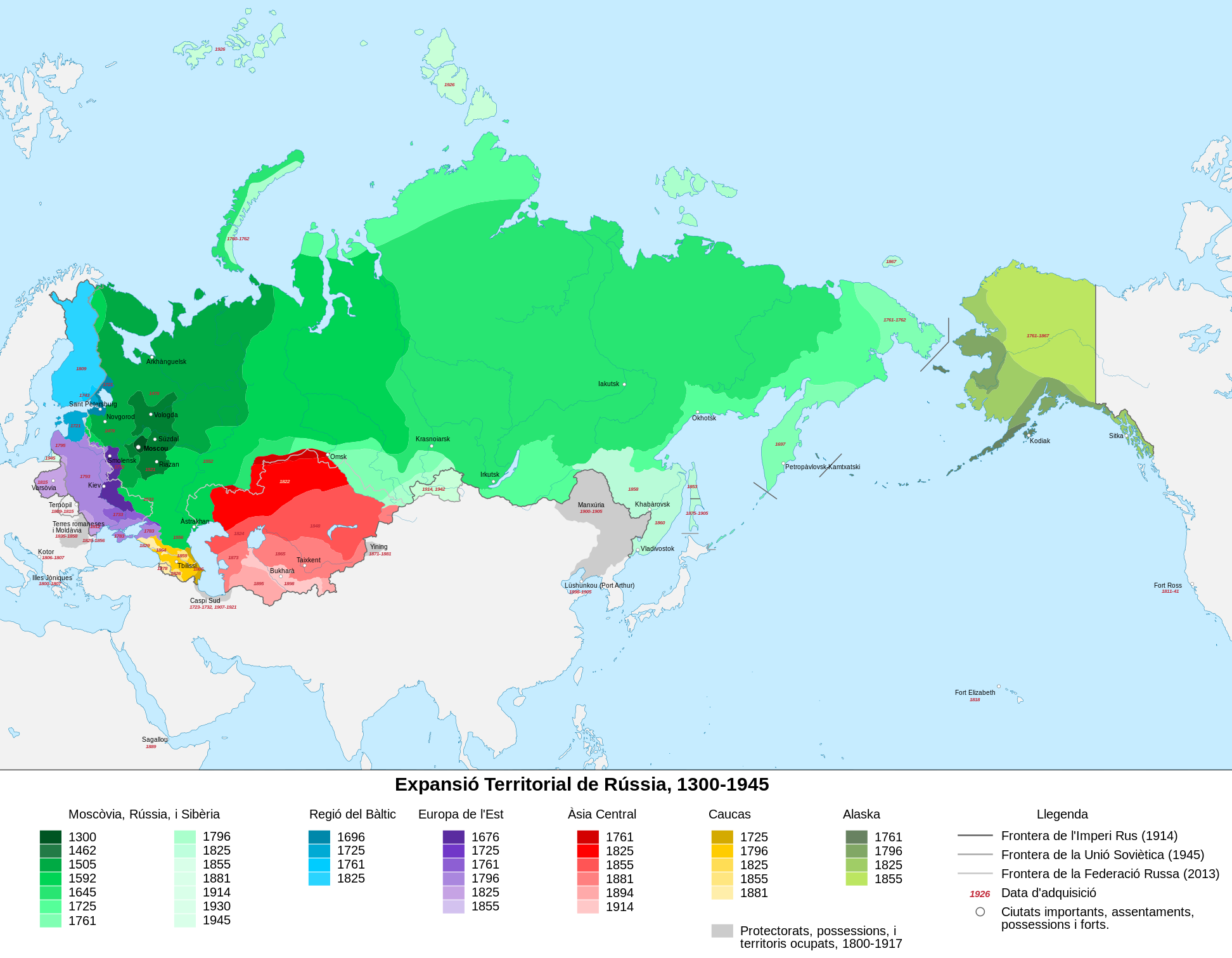
Expansió russa a Euràsia entre 1533 i 1896

La conquesta russa de Sibèria, iniciada a finals del segle xvi, va continuar al segle xvii. El 1648, Fedot Popov i Semion Dejniov, dos exploradors russos, van descobrir l'estret de Bering i es van convertir en els primers europeus a navegar cap a Amèrica del Nord. L'expansió russa a l'Extrem Orient es va enfrontar amb la resistència de la Xina Qing. Després de la guerra entre Rússia i la Xina, es va signar el tractat de Nértxinsk, que delimitava els territoris de la regió de l'Amur.
A l'est, la ràpida exploració i colonització russa dels enormes territoris de Sibèria va ser dirigida principalment per cosacs que buscaven pells valuoses i ivori. Els exploradors russos van avançar cap a l'est principalment al llarg de les vies fluvials de Sibèria i, a mitjan segle xvii, hi havia assentaments russos a Sibèria oriental, a la península de Txukotka, al llarg del riu Amur i a la costa de l'oceà Pacífic.
En lloc d'arriscar els seus béns en una guerra civil més gran, els boiars van cooperar amb els primers Romànov, cosa que els va permetre acabar la tasca de centralització burocràtica. Així, l'Estat requeria el servei de la vella i la nova noblesa, principalment a l'exèrcit. Com a contrapartida, els tsars van permetre als boiars completar el procés de servitud dels camperols.
Al segle anterior, l'Estat havia restringit gradualment el dret dels camperols a passar d'un propietari a un altre. Amb l'estat ara totalment sancionador de la servitud, els camperols fugitius es van convertir en fugitius de l'Estat i el poder dels propietaris sobre els camperols “lligats” a la seva terra s'havia convertit en gairebé complet. Junts, l'Estat i els nobles, van imposar als camperols una aclaparadora càrrega tributària, la taxa de la qual era 100 vegades superior a mitjan segle xvii que no pas un segle abans. A més, als artesans i artesans urbans de classe mitjana se'ls cobrava impostos i, com als serfs, se'ls prohibia de canviar de residència. Tots els segments de la població estaven subjectes a lleves militars i impostos especials.
Els disturbis entre camperols i ciutadans de Moscou en aquesta època eren endèmics, entre d'altres el motí de la sal (1648),el motí del coure (1662), i la insurrecció de Moscou (1682).Amb diferència, la major insurrecció camperola de l'Europa del segle xvii va esclatar el 1667. Mentre els colons lliures del sud de Rússia, els cosacs, van reaccionar contra la creixent centralització de l'Estat, els serfs van escapar dels seus propietaris i es van unir als rebels. El líder cosac Stenka Razin va conduir els seus seguidors cap al riu Volga, va incitar a les revoltes camperoles i a substituir els governs locals pel govern dels cosacs. L'exèrcit del tsar finalment va esclafar les seves forces el 1670; un any després, Stenka va ser capturat i decapitat. Tot i així, menys de mig segle més tard, les tensions de les expedicions militars van produir una altra revolta a Astracan, sotmesa en última instància.

## Imperi Rus (1721-1917)

### Població
Gran part de l'expansió de Rússia es va produir al segle xvii, i va culminar amb la primera colonització russa del Pacífic a mitjan segle xvii, la guerra russopolonesa (1654-67) que va incorporar el marge esquerre d'Ucraïna i la conquesta russa de Sibèria. Polònia fou dividida entre l'època del 1790 i el 1815, i gran part del seu territori i població va anar a parar a Rússia. La major part del creixement del segle xix prové de l'addició de territori a l'Àsia, al sud de Sibèria.
| Any  | Població de Rússia (milions) | Notes                                      |
| 1720 | 15.5                         | inclou nous territoris bàltics i polonesos |
| 1795 | 37.6                         | inclou part de Polònia                     |
| 1812 | 42.8                         | inclou Finlàndia                           |
| 1816 | 73.0                         | inclou la Polònia del Congrés i Bessaràbia |
| 1914 | 170.0                        | inclou nous territoris asiàtics            |

### Reformes de Pere el Gran

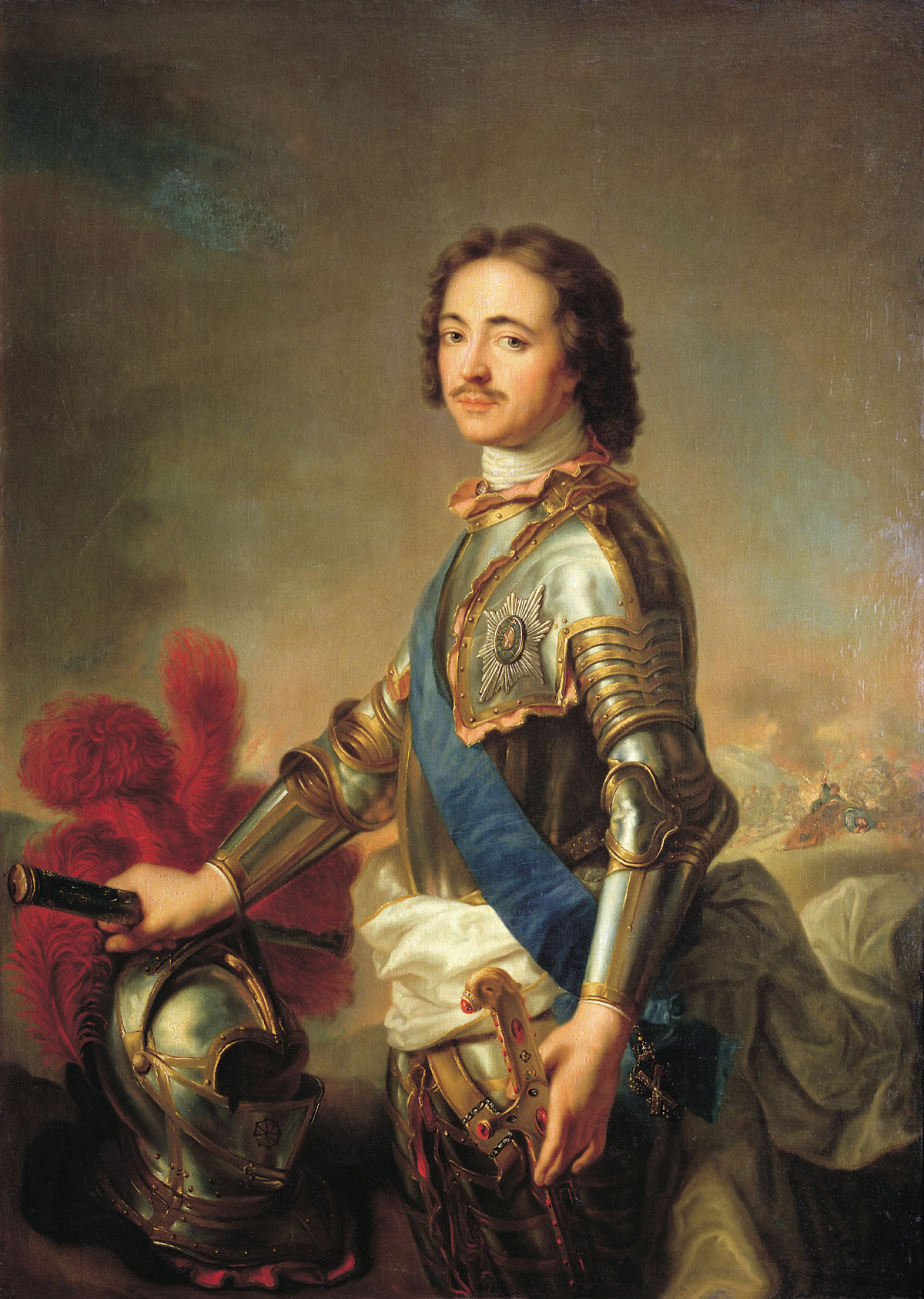
Pere el Gran fundador de l'Imperi Rus el 1721

Pere el Gran (1672–1725) va introduir l'autocràcia centralitzada a Rússia i va tenir un paper important a l'hora d'incorporar el seu país al sistema estatal europeu.Rússia s'havia convertit en el país més gran del món, que s'estenia des del mar Bàltic fins a l'Oceà Pacífic. La major part del seu vast territori estava deshabitat i els viatges eren lents. Gran part de la seva expansió es va produir al segle xvii, i va culminar amb el primer assentament rus del Pacífic a mitjan segle xvii, la reconquesta de Kíev i la pacificació de les tribus siberianes.Amb tot i això, només 14 milions d'habitants s'estenien per aquest vast paisatge. Amb una temporada de creixement curta, els rendiments del gra quedaven per darrere dels occidentals i la producció de patates encara no estava generalitzada. Com a resultat, la gran majoria de la població activa estava ocupada per l'agricultura. Rússia es va mantenir aïllada del comerç marítim i el seu comerç intern, la seva comunicació i la seva fabricació tenien dependència estacional.

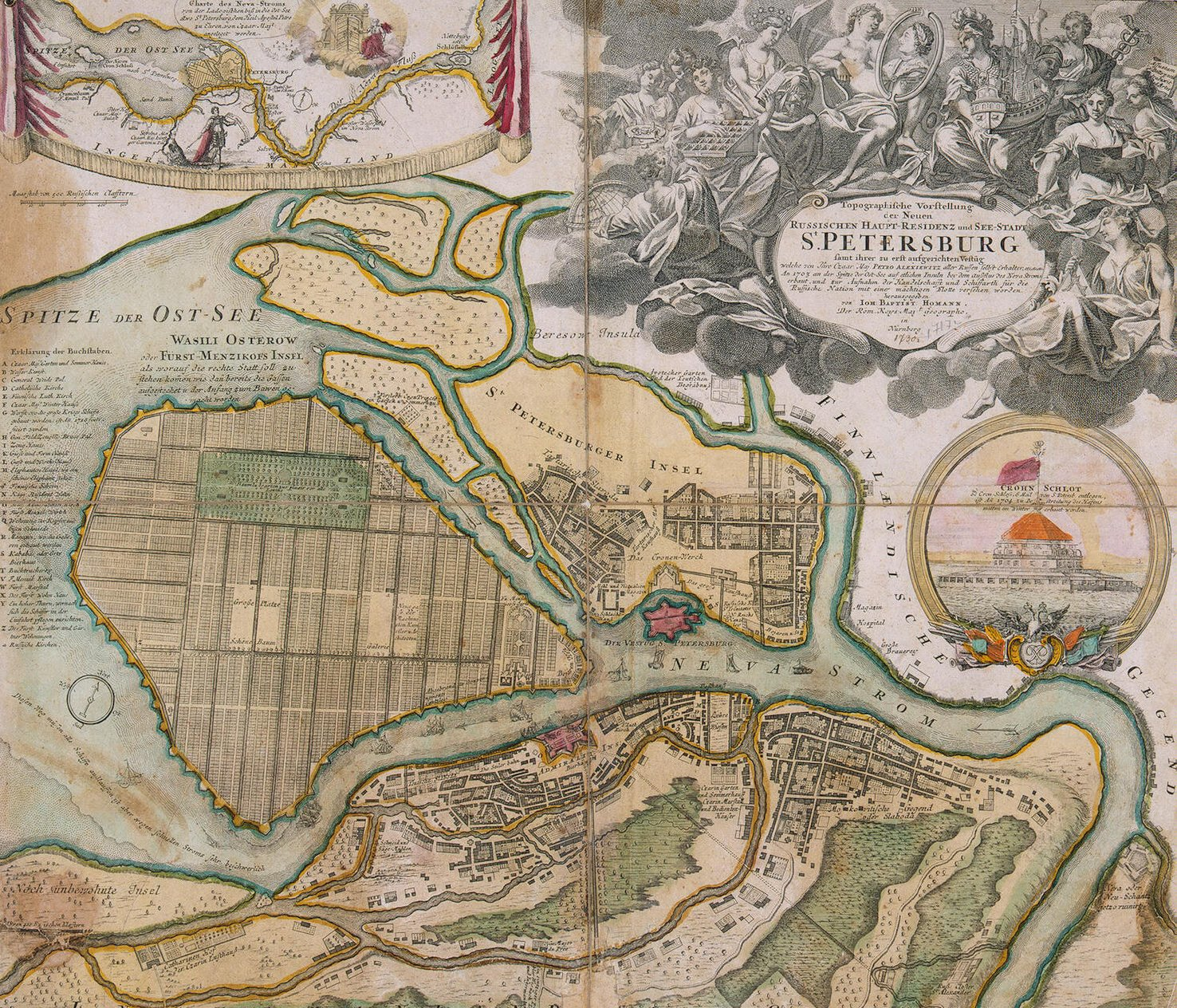
Mapa de la ciutat de Sant Petersburg, nova capital de Rússia, el 1720

El 1697-98, Pere I va organitzar la "Gran Ambaixada" a Europa, amb l'objectiu de trobar aliats en la futura guerra contra Suècia, i convidar especialistes estrangers al servei rus, així com conèixer les pràctiques europees. En aquell moment, va esclatar una nova insurrecció dels streltsí a Moscou, els participants de la qual no estaven satisfets amb el nou ordre i tenien previst de retornar la princesa Sofia al tron, però va fracassar.
Els disturbis del de 1682 i 1698, les lluites boiardes, així com els contratemps temporals a la guerra amb els suecs (batalla de Narva), van portar el tsar Pere a la idea de la necessitat de reformes radicals per tal d'accelerar la modernització del país.
Pere va reformar l'exèrcit rus i va crear la marina russa. Els primers esforços militars de Pere es van dirigir contra els turcs otomans. El seu objectiu era establir una posició russa al mar Negre prenent la ciutat d'Azov. La seva atenció, llavors, es va dirigir al nord. A Pere encara li faltava un port marítim segur al nord, excepte Arkhànguelsk, a la mar Blanca, el port de la qual estava congelat nou mesos a l'any. L'accés al Bàltic estava bloquejat per Suècia, el territori de la qual el tancava per tres costats. Les ambicions de Pere per a una "finestra al mar" el van portar el 1699 a fer una aliança secreta amb la Confederació polonesolituana i Dinamarca contra Suècia que va resultar en la Gran Guerra del Nord.
La Gran Guerra del Nord va durar fins al 1721. El 1709, les tropes russes van derrotar els suecs a la batalla de Poltava, després de la qual es va produir un punt d'inflexió a la guerra. La victòria final a la guerra permeté a Rússia d'annexionar-se la costa oriental del mar Bàltic (Estland, Livònia, Íngria), amb la qual cosa Pere es garantia el seu cobejat accés al mar.Sant Petersburg es va fundar a les noves terres conquerides (1703), i s'hi va transferir la capital de l'estat el 1712. La intervenció russa a la Confederació polonesolituana va marcar, amb el Silenci del Sejm, el començament d'una dominació de 200 anys d'aquesta regió per part de l'Imperi Rus. En celebració de les seves conquestes, Pere va assumir el títol d'emperador i el Tsarat Rus es va convertir oficialment en Imperi Rus el 1721.

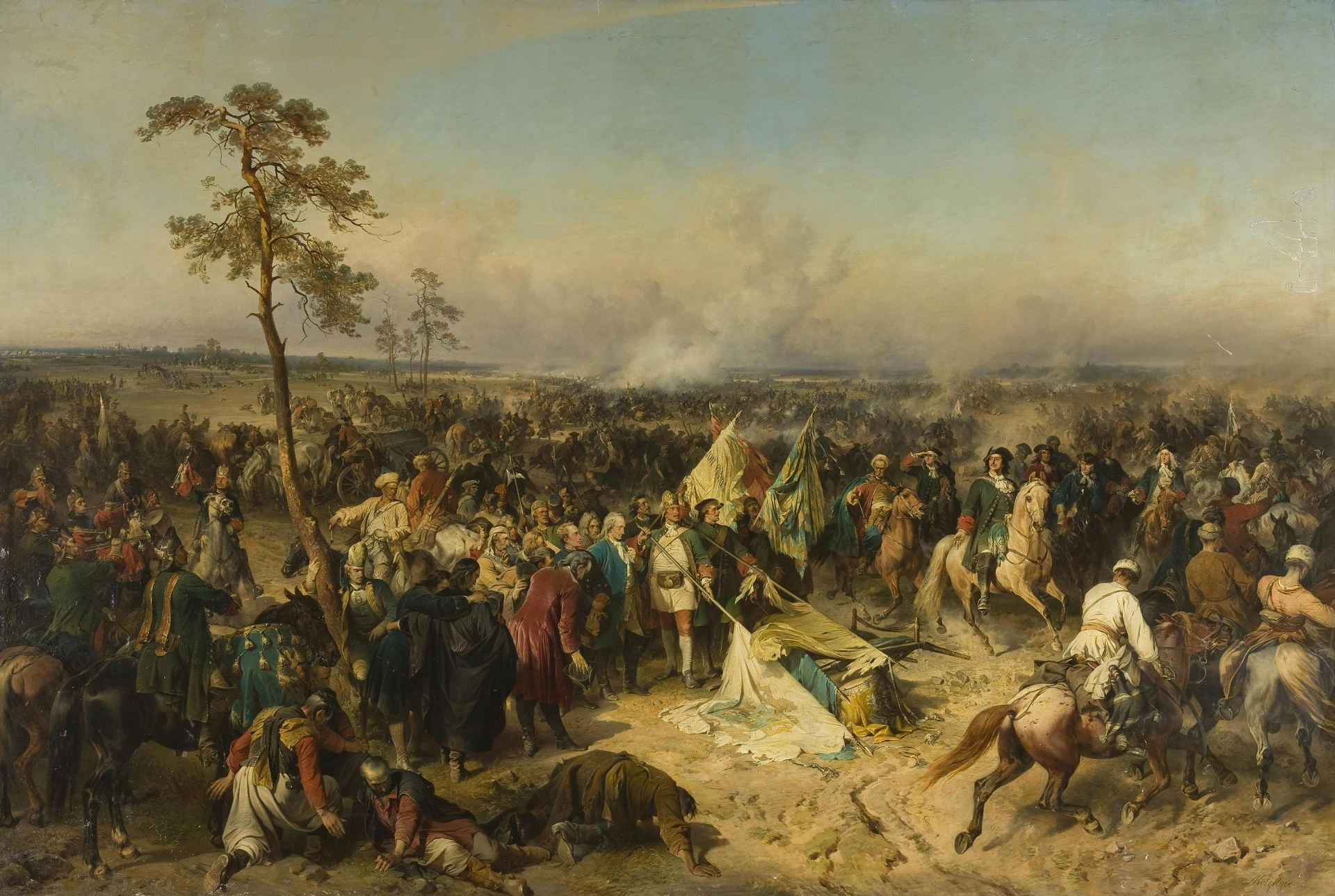
Victòria russa a la batalla de Poltava

Pere va reorganitzar el seu govern basant-se en els últims models occidentals, i va convertir Rússia en un estat absolutista. Va substituir l'antiga Duma dels Boiars (consell de nobles) per un Senat de nou membres, en efecte un consell d'estat suprem. El territori també es va dividir en noves províncies i districtes. Pere va dir al Senat que la seva missió era recaptar els ingressos fiscals. Al seu torn, els ingressos fiscals es van triplicar al llarg del seu regnat.
Es van establir Col·legis Administratius (ministeris) a Sant Petersburg, per substituir els antics departaments governamentals. El 1722, Pere va promulgar la seva famosa Taula de Rangs. Com a part de la reforma del govern, l'Església Ortodoxa es va incorporar parcialment a l'estructura administrativa del país, i es va convertir en una eina de l'Estat. Pere va abolir el patriarcat i el va substituir per un cos col·lectiu, el Sant Sínode, dirigit per un funcionari del govern laic. Pere va continuar i intensificar el requisit dels seus predecessors de servei estatal per a tots els nobles.
En general, les reformes de Pere tenien com a objectiu l'enfortiment de l'Estat i la introducció de les elits a la cultura europea, tot reforçant l'absolutisme. En el transcurs de les reformes, es va superar el desfasament tècnic i econòmic de Rússia per part d'altres estats europeus, es va conquerir l'accés al mar Bàltic i es van dur a terme transformacions en molts àmbits de la vida de la societat russa. No obstant això, els èxits del govern de Pere es van aconseguir mitjançant la violència contra la població, la seva submissió completa a la voluntat del monarca i l'erradicació de tota dissidència.
En aquesta mateixa època, l'antigament poderós Imperi Safàvida persa al sud estava fortament en declivi. Aprofitant la rendible situació, Pere va endegar la guerra russopersa (1722-1723), coneguda com "L'expedició persa de Pere el Gran" pels histògrafs russos, per tal de ser el primer emperador rus a establir la influència russa al Caucas i la regió del mar Caspi. Després d'un considerable èxit i la captura de moltes províncies i ciutats del Caucas i del nord de Pèrsia continental, els safàvides es van veure obligats a lliurar els territoris a Rússia. Tanmateix, dotze anys després, tots els territoris van ser cedits de nou a Pèrsia, que ara era dirigida pel carismàtic geni militar Nàdir-Xah Afxar, com a part del tractat de Raixt, el tractat de Gandja i l'aliança russopersa contra l'Imperi Otomà, l'enemic i veí rival comú.

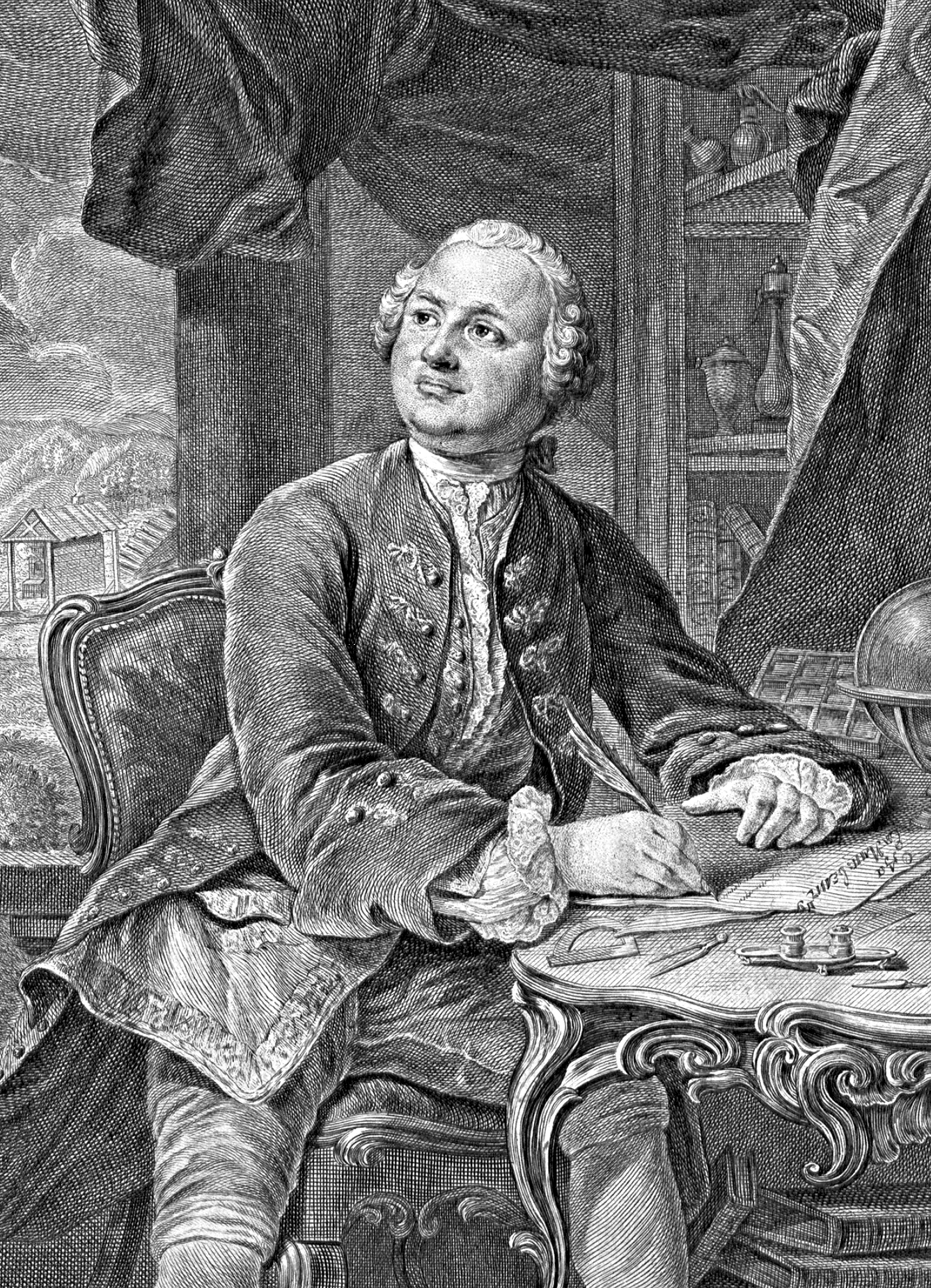
Mikhaïl Lomonóssov: gran polímata rus, científic i escriptor

Pere el Gran va morir el 1725 i va deixar una successió inestable, però Rússia s'havia convertit en una gran potència al final del seu regnat. Pere I va ser succeït per la seva segona esposa, Caterina I (1725-1727),després pel seu net menor, Pere II (1727-1730), i després per la seva neboda, Anna (1730-1740), filla del tsar Ivan V.
L'emperadriu Anna va dissoldre el Consell Privat. Durant el seu regnat, Rússia va intervenir activament en els assumptes europeus, participà en la Guerra de Successió de Polònia, així com, juntament amb Àustria, en la guerra contra Turquia, durant la qual les tropes russes van capturar Crimea per primera vegada, en derrotar el Khanat de Crimea.
L'hereu d'Anna va ser destituït aviat en un cop d'estat i Elisabet, filla de Pere I, va governar del 1741 al 1762. Durant el seu regnat, es va crear la Universitat de Moscou (1755), es van establir residències imperials (el Palau d'Hivern, Tsàrskoie Seló) en estil barroc elisabetià i es va introduir una moratòria sobre la pena de mort. Durant aquest període, la ciència es va desenvolupar àmpliament a Rússia, principalment a causa de les activitats de Mikhaïl Lomonóssov. El 1756-61, Rússia va participar en la Guerra dels Set Anys contra Prússia. Les tropes russes van aconseguir diverses victòries sobre les tropes prussianes, i van capturar Prússia Oriental i Berlín. No obstant això, després de la mort d'Elisabet el 1761, el nou emperador, Pere III, va abandonar les conquestes i va treure Rússia de la guerra.

### Rússia alseglexviii
Els emperadors russos del segle xviii professaven les idees de l'absolutisme il·lustrat. Tsars innovadors com Pere el Gran i Caterina la Gran van portar experts, científics, filòsofs i enginyers occidentals. Tanmateix, l'occidentalització i la modernització només van afectar les classes altes de la societat russa, mentre que la major part de la població, formada per camperols, va romandre en un estat de servitud. Els russos poderosos es van ressentir de les seves posicions privilegiades i de les seves idees alienes. La reacció va ser especialment greu després de les guerres napoleòniques. Es va produir una poderosa campanya antioccidental que "va conduir a una purga total d'especialistes occidentals i els seus seguidors russos a les universitats, escoles i serveis governamentals".

Primera expedició antàrtica russa el 1819-1821

La meitat del segle xviii va estar marcada per l'aparició de l'ensenyament superior a Rússia, les dues primeres universitats principals de la Universitat Estatal de Sant Petersburg i la Universitat Estatal de Moscou es van obrir a ambdues capitals. L'exploració russa de Sibèria i de l'Extrem Orient va continuar. La Segona expedició de Kamxatka va establir les bases per al desenvolupament d'Alaska pels russos. A finals del segle xviii, Alaska es va convertir en una colònia russa (Amèrica russa). A principis del segle xix, Alaska es va utilitzar com a base per a la primera circumnavegació russa. El 1819–21, els mariners russos van descobrir l'Antàrtida durant una expedició antàrtica.
Rússia es trobava en un continu estat de crisi financera. Tot i que els ingressos van passar de 9 milions de rubles el 1724 a 40 milions el 1794, les despeses van créixer més ràpidament, i arribaren als 49 milions el 1794. L'assignació del pressupost era la següent: 46% per a l'exèrcit, 20% per a activitats econòmiques governamentals, 12% per a l'administració i 9% per a la Cort Imperial de Sant Petersburg. El dèficit requeria préstecs, principalment d'Amsterdam; el cinc per cent del pressupost es destinava a pagaments de deutes. Es va emetre paper moneda per pagar les costoses guerres, fet que provocà inflació. Amb la seva despesa, Rússia va aconseguir un exèrcit gran i gloriós, una burocràcia molt gran i complexa i una cort esplèndida que rivalitzava amb París i Londres. No obstant això, el govern vivia molt més enllà de les seves possibilitats i la Rússia del segle xviii continuava sent "un país pobre, endarrerit, aclaparadorament agrícola i analfabet".

#### Caterina la Gran

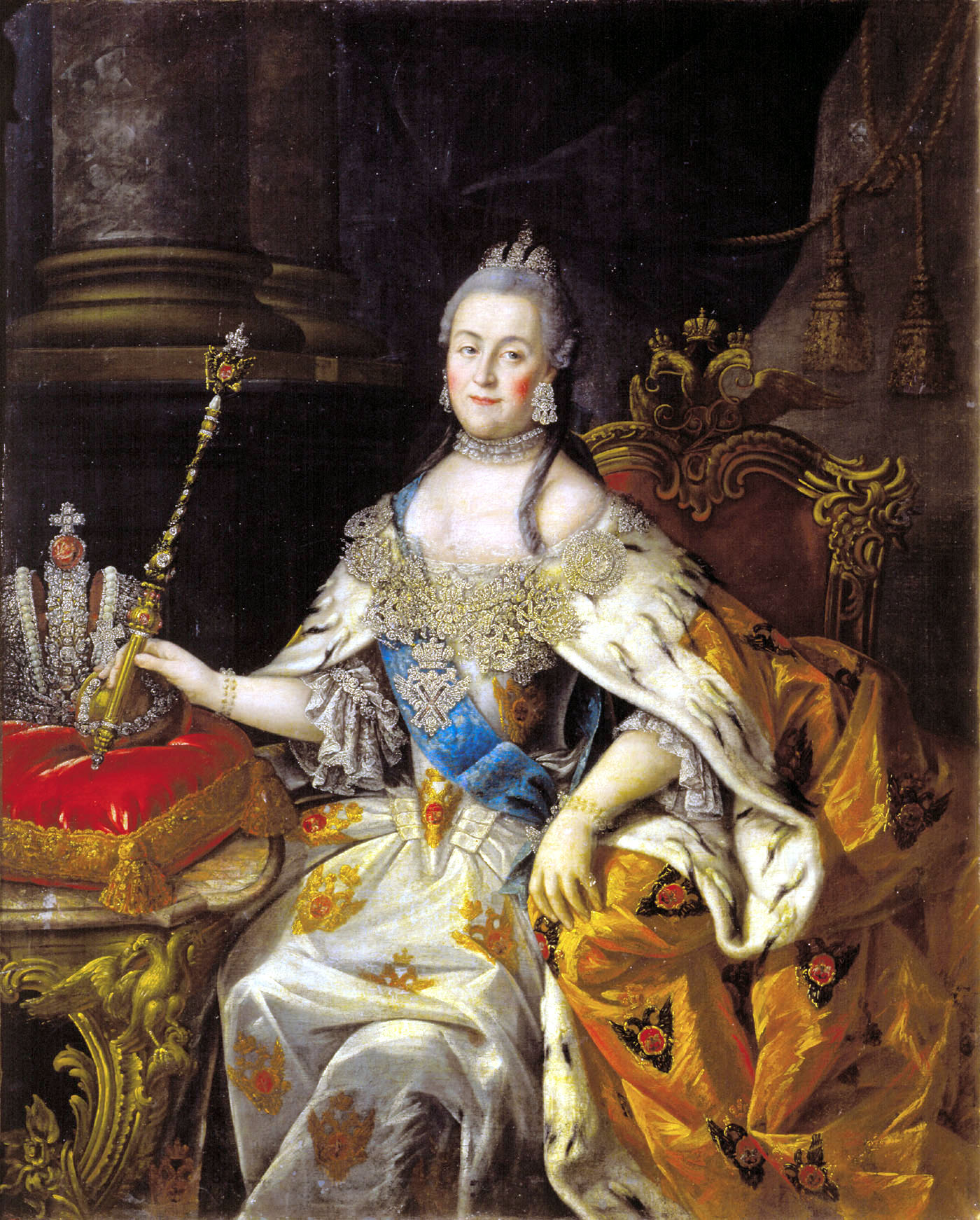
Caterina II la Gran

El 1762, com a resultat d'un altre cop de palau que va enderrocar l'extremadament impopular Pere III, va arribar al poder Caterina II la Gran. Caterina va donar suport amb entusiasme als ideals de la Il·lustració, amb la qual cosa aconseguí l'estatus de dèspota il·lustrada. Va patrocinar les arts, la ciència i l'aprenentatge. Va contribuir al ressorgiment de la noblesa russa que va començar després de la mort de Pere el Gran. Caterina va promulgar la Carta a la noblesa, on reafirmava els drets i llibertats de la noblesa russa i abolia el servei estatal obligatori. Va prendre el control de totes les terres de l'església, va reduir dràsticament la mida dels monestirs i va dotar el clergat d'un pressupost ajustat.
Caterina va gastar molt per promoure una política exterior expansiva. Va ampliar el control polític rus sobre la Confederació lituanopolonesa amb accions, inclòs el suport a la confederació de Targowica. El cost de les seves campanyes, a més de l'opressiu sistema social que requeria que els serfs passessin gairebé tot el temps treballant a la terra dels seus senyors, va provocar una important revolta camperola el 1773. Inspirada per un cosac anomenat Pugatxov, amb el crit emfàtic de "Pengeu tots els terratinents!", Els rebels van amenaçar amb prendre Moscou fins que Caterina va esclafar la rebel·lió. Igual que els altres dèspotes il·lustrats d'Europa, Caterina es va assegurar del seu propi poder i va formar una aliança amb la noblesa.

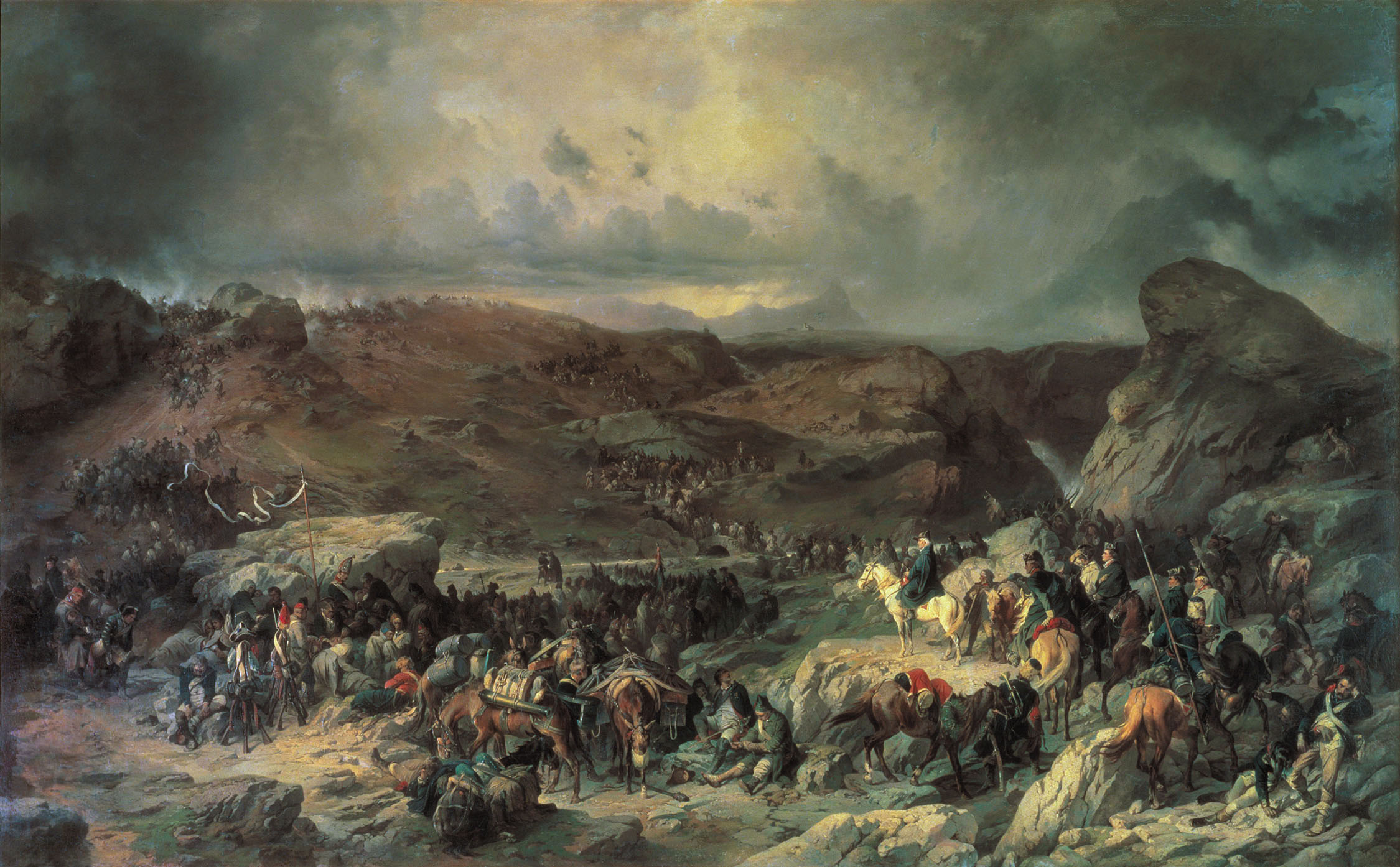
Tropes russes, dirigides pel generalíssim Aleksandr Suvórov, creuant els Alps el 1799

Durant el regnat de Caterina, l'Imperi Rus va adquirir l'estatus de gran potència. Com a resultat de les dues victorioses guerres russoturques de 1768-1774 i 1787-1792, Crimea i tot el territori de la regió del Nord del Mar Negre van ser annexionades a Rússia. El 1772-1795, Rússia, amb la participació de Prússia i Àustria, va liquidar la Rzeczpospolita mitjançant tres particions, com a resultat de les quals es va annexionar els territoris del marge dret d'Ucraïna, l'actual Belarús, Lituània i Curlàndia. Durant el regnat de Caterina, va començar la colonització russa de les illes Aleutianes i Alaska.
D'acord amb el tractat que Rússia havia signat amb els georgians per protegir-los contra qualsevol nova invasió dels seus suzeranis perses i altres aspiracions polítiques, Caterina va lliurar una nova guerra contra Pèrsia el 1796 després que aquest hagués tornat a envair Geòrgia, se n'hagués apoderat al voltant d'un any abans i hagués expulsat les guarnicions russes recentment establertes al Caucas.
Després de la mort de Caterina el 1796, el seu fill Pau I va ser emperador per poc temps. Durant el seu regnat, Rússia es va unir a la coalició antifrancesa de potències europees que lluitava contra la França revolucionària. Les forces expedicionàries russes sota el comandament d'Aleksandr Suvórov van derrotar els francesos al nord d'Itàlia. No obstant això, sense rebre el suport dels austríacs, van superar els Alps amb dures batalles i van tornar a Rússia.

### Rússia a la primera meitat delseglexix. Guerra Patriòtica de 1812

Retirada de Napoleó de Moscou

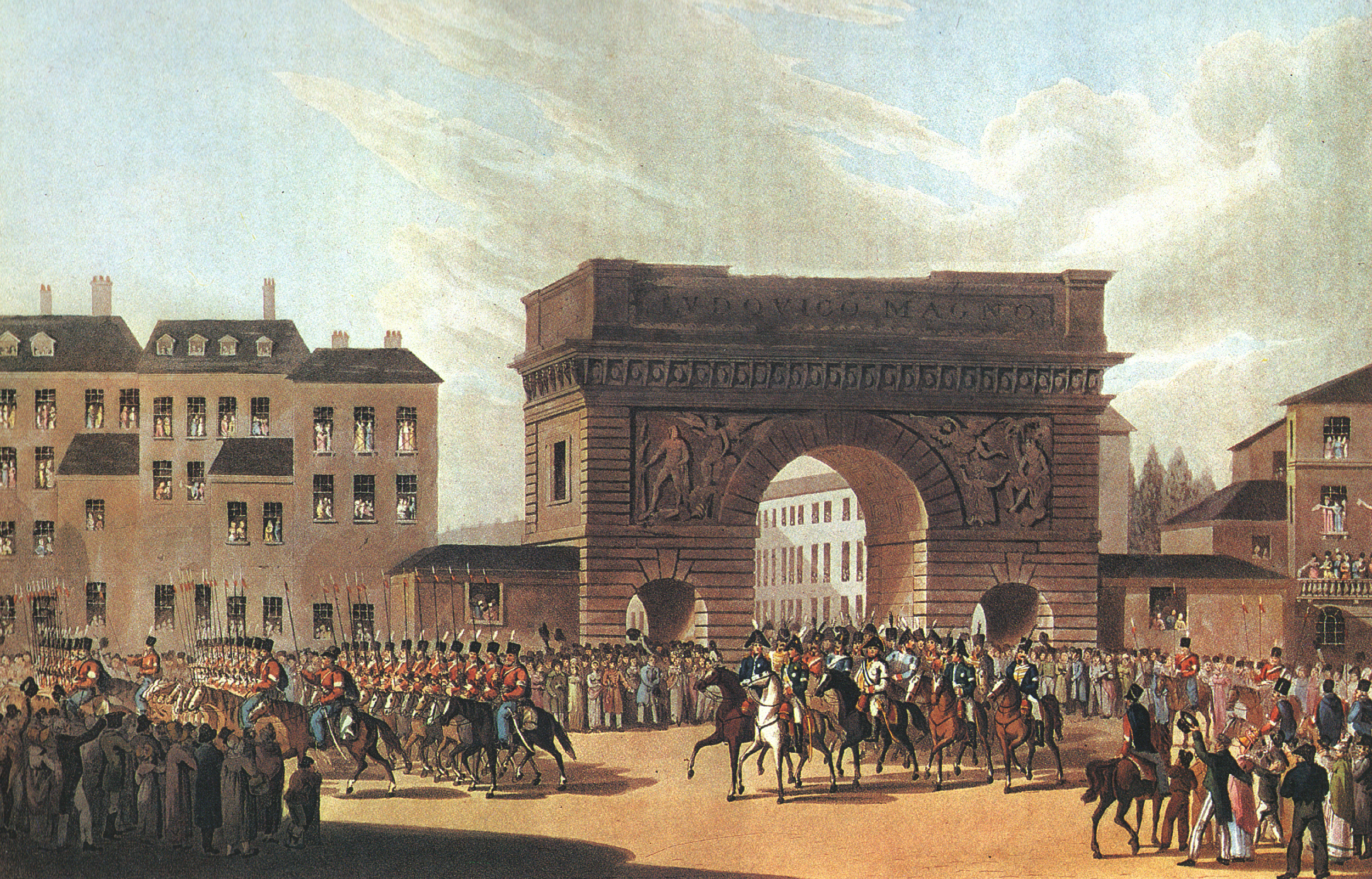
L'exèrcit rus entra a París el 1814

El net de Caterina II, Alexandre I, es va convertir en l'últim emperador que va arribar al poder arran d'un cop d'estat de palau. Alexandre va continuar la política expansionista de Caterina, i arrencà Finlàndia del l'afeblit regne Suècia el 1809 i Bessaràbia dels otomans el 1812. El seu conseller clau fou Adam Jerzy Czartoryski.

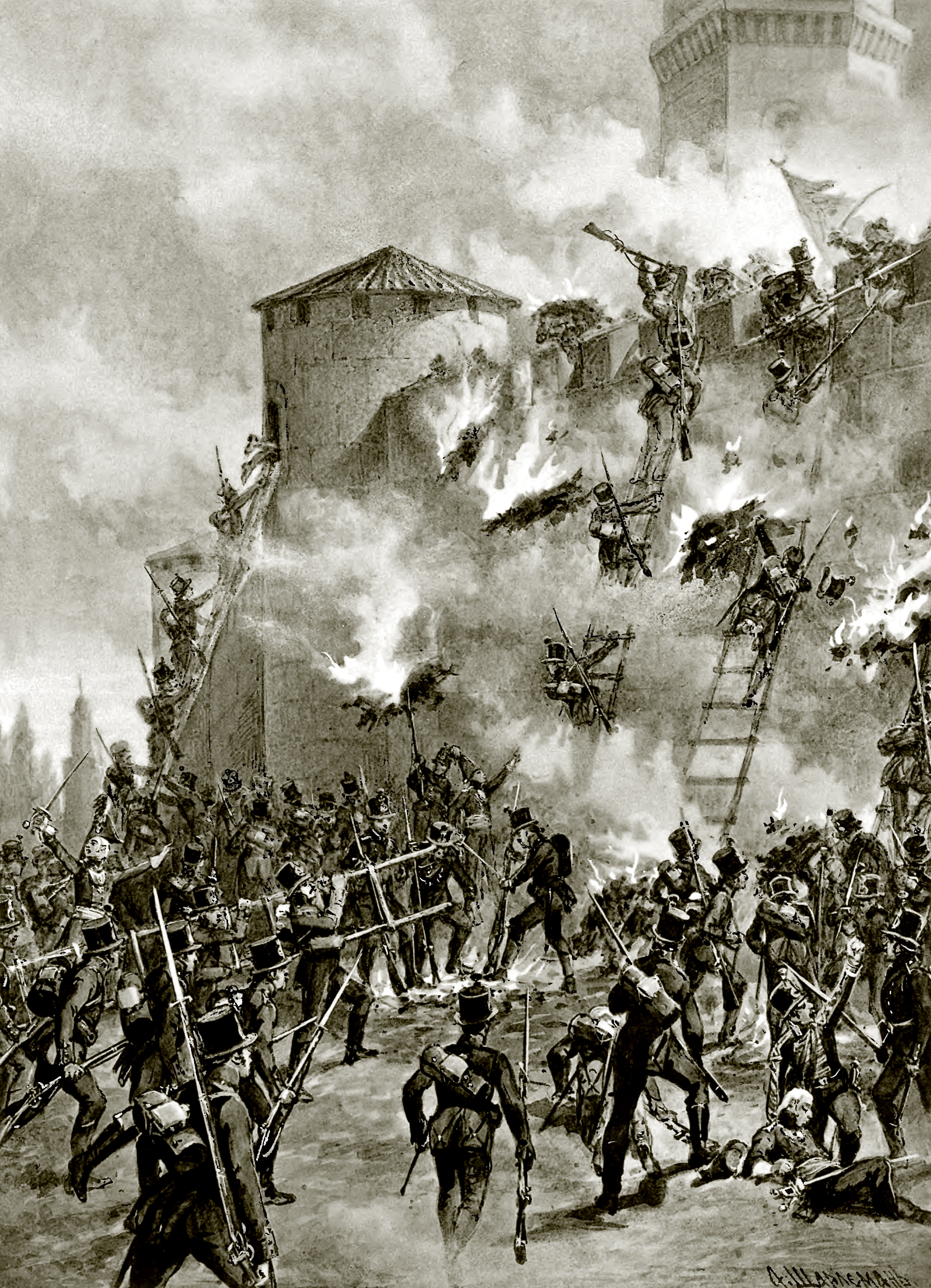
La batalla de Gandja (1804) durant la Guerra russopersa de 1804–1813

Després que els exèrcits russos alliberessin l'aliada Geòrgia aliada de l'ocupació persa el 1802, van xocar amb Pèrsia pel control i la consolidació de Geòrgia, així com pels territoris iranians que comprenen els actuals Azerbaidjan i Daguestan. També es van involucrar en la guerra del Caucas contra l'Imamat del Caucas. El 1813, la guerra amb Pèrsia va concloure amb una victòria russa, que va obligar la dinastia Qajara cedir franges dels seus territoris al Caucas a Rússia,que va augmentar dràsticament el seu territori a la regió. Al sud-oest, Rússia va intentar expandir-se a costa de l'Imperi Otomà, utilitzant Geòrgia a la seva base per al front del Caucas i l'Anatòlia.
En política europea, Alexandre I va canviar Rússia quatre vegades, entre 1804 i 1812, de pacificador neutral a antinapoleònic, a aliat de Napoleó, i acabà el 1812 com a enemic de Napoleó. El 1805, es va unir a Gran Bretanya a la Guerra de la Tercera Coalició contra Napoleó, però després de la dura derrota a la batalla d'Austerlitz va canviar i va formar una aliança amb Napoleó pel tractat de Tilsit (1807) i es va unir al Bloqueig Continental de Napoleó. Va lliurar una guerra naval a petita escala contra Gran Bretanya entre 1807 i 1812. Ell i Napoleó no van poder estar mai d'acord, sobretot sobre Polònia, i l'aliança es va esfondrar el 1810.
L'economia de Rússia s'havia vist afectada pel Bloqueig Continental de Napoleó, que havia tallat el comerç amb Gran Bretanya. Com assenyala Esdaile, "implícitament, en la idea d'una Polònia russa, hi havia, per descomptat, una guerra contra Napoleó".Schroeder diu que Polònia va ser la causa fonamental del conflicte, però la negativa de Rússia a donar suport al Bloqueig Continental també va ser un factor important.
La invasió de Rússia va ser una catàstrofe per a Napoleó i la seva Grande Armée amb 450.000 efectius. Es va lliurar una important batalla a Borodinó; les baixes van ser molt altes, però cap de les dues parts va aconseguir una victòria decisiva. De tota manera, el 14 de setembre, Napoleó feu la seva entrada a Moscou, amb la seva guàrdia i el primer cos d'exèrcit. Trobà una ciutat deserta, buidada de qualsevol mena de provisions pel seu governador, Fiódor Rostoptxín. Durant la contraofensiva, l'exèrcit rus, sota el comandament del mariscal de camp Kutúzov, va infligir una sèrie de derrotes a l'exèrcit napoleònic (batalla del Berézina) i va alliberar el territori de Rússia. El 1813-1814, les tropes russes van dur a terme una campanya a l'estranger i, amb el suport dels aliats, van derrotar Napoleó a la batalla de les Nacions a prop de Leipzig, i el març de 1814 van entrar a París. D'una població total d'uns 43 milions de persones, Rússia va perdre uns 1,5 milions l'any 1812; d'aquests, entre 250.000 i 300.000 eren soldats i la resta camperols i serfs
Després de la derrota final de Napoleó el 1815, Alexandre es va conèixer com el "salvador d'Europa". Va presidir la redefinició del mapa d'Europa al Congrés de Viena (1814–15), cosa que el va convertir en el rei de la Polònia del Congrés. Va formar la Santa Aliança amb Àustria i Prússia, per suprimir els moviments revolucionaris a Europa que considerava amenaces immorals als legítims monarques cristians. Va ajudar Klemens von Metternich d'Àustria a suprimir tots els moviments nacionals i liberals.
El gran poder de Rússia ocultava la ineficàcia del seu govern, l'aïllament de la seva gent i el seu endarreriment econòmic. Després de la derrota de Napoleó, Alexandre I estava disposat a discutir les reformes constitucionals i, tot i que es van introduir algunes, no es va intentar cap canvi profund.

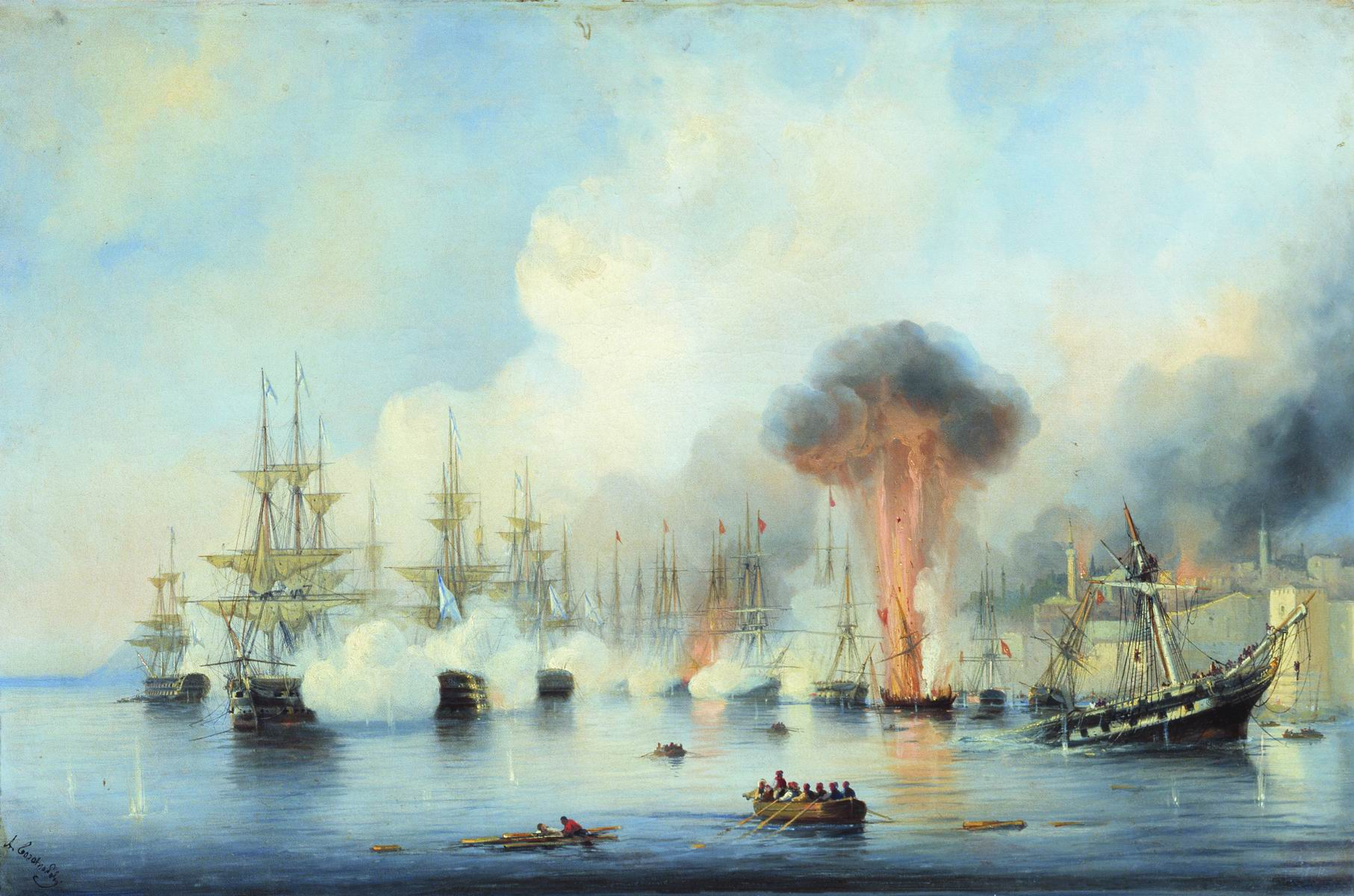
Batalla naval de Sinope (1853)

L'arribada al tron de Nicolau I (germà d'Alexandre I) va estar marcat per la revolta decabrista del desembre de 1825, que proclamava els ideals de "llibertat, igualtat, fraternitat". Els antecedents d'aquesta revolta se situaven a les guerres napoleòniques, quan diversos oficials russos ben educats van viatjar a Europa en el transcurs de les campanyes militars, on la seva exposició al liberalisme de l'Europa occidental els va animar a buscar canvis en tornar a l'autocràtica Rússia. El resultat va ser la revolta decabrista (desembre de 1825), obra d'un petit cercle de nobles liberals i oficials de l'exèrcit que volien instal·lar el germà de Nicolau com a monarca constitucional. Però la revolta va ser esclafada fàcilment, cosa que va fer que Nicolau es desviés de les reformes liberals i defensés la doctrina reaccionària de la teoria de la nacionalitat oficial.
La supressió de la insurrecció decabrista fou seguida per la supressió de la insurrecció polonesa de 1830. i la supressió de la insurrecció hongaresa de 1849, que va consolidar per a Nicolau la reputació d'"estrangulador de llibertats", i per a Rússia el tòpic de "Gendarme d'Europa". A l'era de Nicolau I, es van construir els primers ferrocarrils a Rússia (ferrocarril Nikolàiev). El 1832, sota la direcció de Mikhaïl Speranski, es va crear el Codi de lleis de l'Imperi Rus. Rússia reforçà la seva posició al Caucas: després de la victòria sobre Pèrsia, segons els resultats del tractat de Turkmantxai (1828),Referències Rússia va conservar el poder sobre el nord d'Azerbaidjan i Armènia oriental. El 1828-1829, Rússia va derrotar l'Imperi Otomà.
El 1853 va començar la Guerra de Crimea. Turquia va ser derrotada de nou, l'almirall Pàvel Nakhímov va destruir la flota turca a la batalla naval de Sinope. En no desitjar l'enfortiment de Rússia, Anglaterra i França van entrar a la guerra al costat de Turquia; Rússia es va veure obligada a defensar-se. La flota anglo-francesa va atacar Rússia a Kamxatka (setge de Petropàvlovsk), als mars Blanc i Bàltic. Les tropes aliades van desembarcar a Crimea i van assetjar Sebastòpol. Després d'un any de setge, la ciutat va caure. Rússia va patir una dolorosa derrota a la guerra. El nou emperador rus, Alexandre II, va començar a dur a terme reformes importants en tots els àmbits de la societat.

### Rússia a la segona meitat delseglexix. Reformes i contrareformes

Borís Kustódiev. "Alliberament dels camperols (lectura del manifest)". Pintura de 1907

El fill de Nicolau, Alexandre II (l'alliberador) va passar a la història com a tsar reformador liberal moderat. Primer de tot, va abolir la servitud (1861), va restablir l'autonomia de les universitats, va ampliar l'autogovern local: va introduir judicis amb jurat i assemblees zemstvo i també va reformar l'exèrcit sobre la base de la conscripció universal (1874). El 1862, a Veliki Nóvgorod, amb la participació de l'emperador, es va celebrar el Mil·lenari de Rússia, en honor del qual es va erigir un monument homònim. La segona meitat del segle xix es converteix en l'era de la florent cultura a Rússia. Lev Tolstoi, Fiódor Dostoievski, Ivan Turguénev i altres escriuen les seves obres, que s'han convertit en clàssics de la literatura mundial. La música clàssica russa va guanyar reconeixement pels compositors Mikhaïl Glinka, Nikolai Rimski-Kórsakov, Piotr Ilitx Txaikovski i altres.
Sota Alexandre II, el Caucas fou finalment conquerit i, després de la derrota de l'imam Xamil, Txetxènia i Daguestan (1859) i Circàssia (1864) van passar a formar part de Rússia. El 1863 es va suprimir una altra revolta polonesa. Rússia va lliurar reeixides guerres contra Turquia als Balcans, que van conduir a l'alliberament dels pobles eslaus del sud, en particular, el 1878, Romania, Sèrbia, Montenegro i Bulgària de facto van aconseguir la plena independència. Sota Alexandre II, Rússia es va annexionar l'Àsia central (el territori modern de l'Uzbekistan, Kirguizstan, Tadjikistan i Turkmenistan) i va vendre Alaska als Estats Units. Durant l'era d'Alexandre II, es va produir un boom en la construcció de ferrocarrils. Des de finals de la dècada del 1870, el terror revolucionari (amb organitzacions com ara "Terra i Llibertat" i "Naródnaia Vólia") s'havia estès pel país, i el mateix tsar en fou una de les seves víctimes (1881).
A diferència del seu pare, el nou tsar Alexandre III, (1881–1894) va ser durant tot el seu regnat un ferm reaccionari que va revifar la màxima d'"ortodòxia, autocràcia i nacionalitat".Alexandre III, un eslavòfil compromès, creia que Rússia només podia salvar-se del caos apartant-se de les influències subversives d'Europa occidental. En el seu regnat, Rússia va concloure una aliança amb la França republicana per contenir el poder creixent d'Alemanya, va completar la conquesta de l'Àsia central i va exigir importants concessions territorials i comercials a la Xina.
El conseller més influent del tsar fou Konstantín Pobedonóstsev, tutor d'Alexandre III i del seu fill Nicolau, i procurador del Sant Sínode del 1880 al 1895. Va ensenyar als seus alumnes reials a témer la llibertat d'expressió i de premsa i a odiar la democràcia, les constitucions i el sistema parlamentari.Sota Pobedonóstsev, els revolucionaris van ser perseguits i es va dur a terme una política de russificació a tot l'imperi.

### Rússia a principis delseglexx. La Primera Guerra Mundial i la Revolució

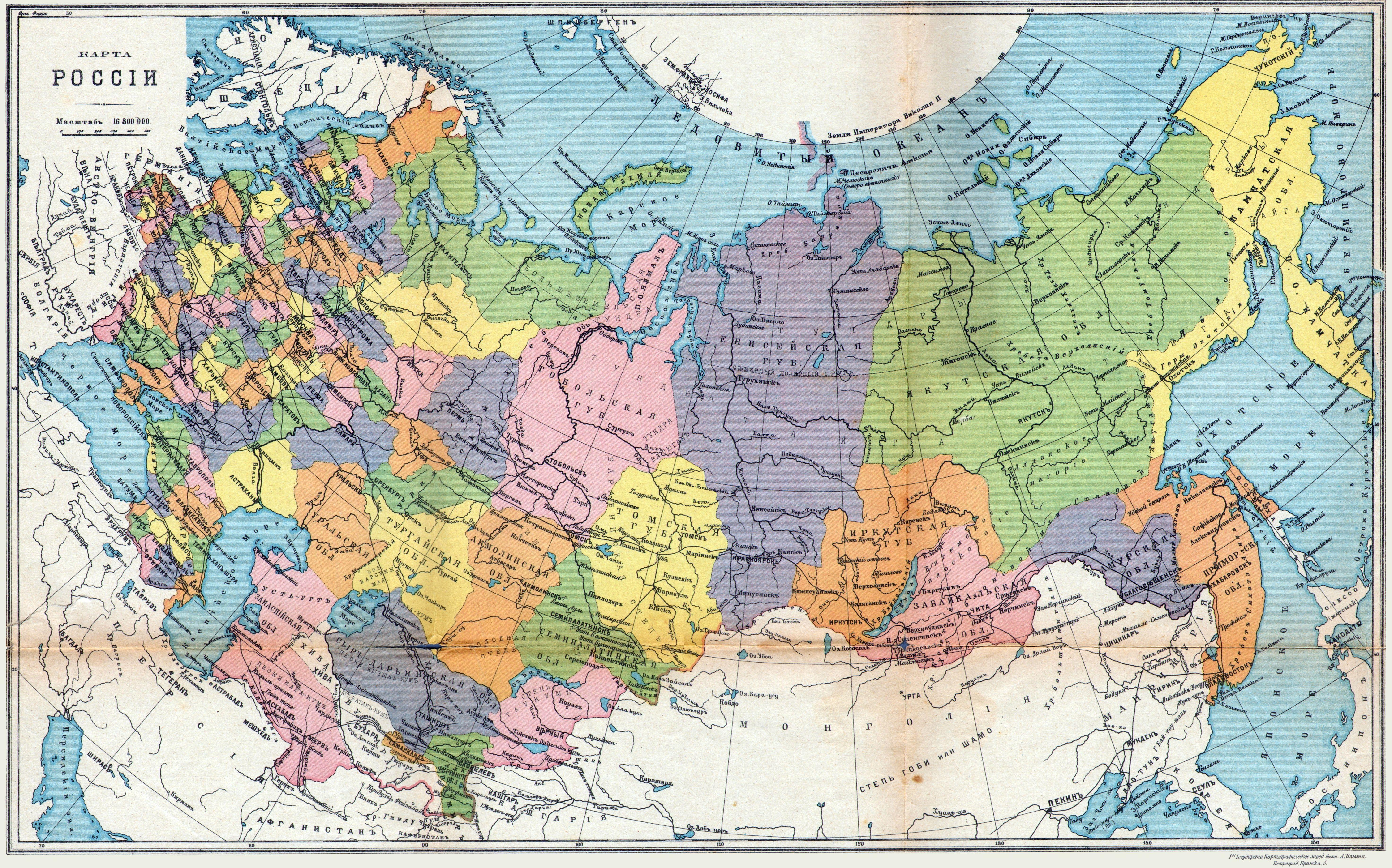
Territori de l'Imperi Rus el 1914

A principis del segle xx, l'Imperi Rus ocupava una superfície de 21,8 milions de km², i era el segon estat més gran del món després de l'Imperi Britànic. Segons el cens de 1897, la població del país era d'uns 129 milions d'habitants. El 1914, la població de Rússia era de 175 milions de persones, amb un augment de més de 40 milions de persones en menys de 20 anys, cosa que va provocar en particular una disminució significativa de les propietats de la pagesia degut al fet que es tractava de residents rurals. que van ser la principal font de creixement demogràfic del país.
El 1894, l'últim emperador rus, Nicolau II, va pujar al tron. Rússia va continuar la seva expansió a l'Extrem Orient. El 1900 les tropes russes van ocupar la Manxúria xinesa i, com a part d'una coalició de potències europees i el Japó, van capturar la capital de la Xina, Pequín. L'expansió de Rússia a la regió va provocar un enfrontament amb el puixant Japó. Es va produir una guerra russojaponesa, extremadament desastrosa per a l'Imperi Rus, del 1904 al 1905, durant la qual Rússia va perdre la base de Port Arthur i la meitat de Sakhalín.

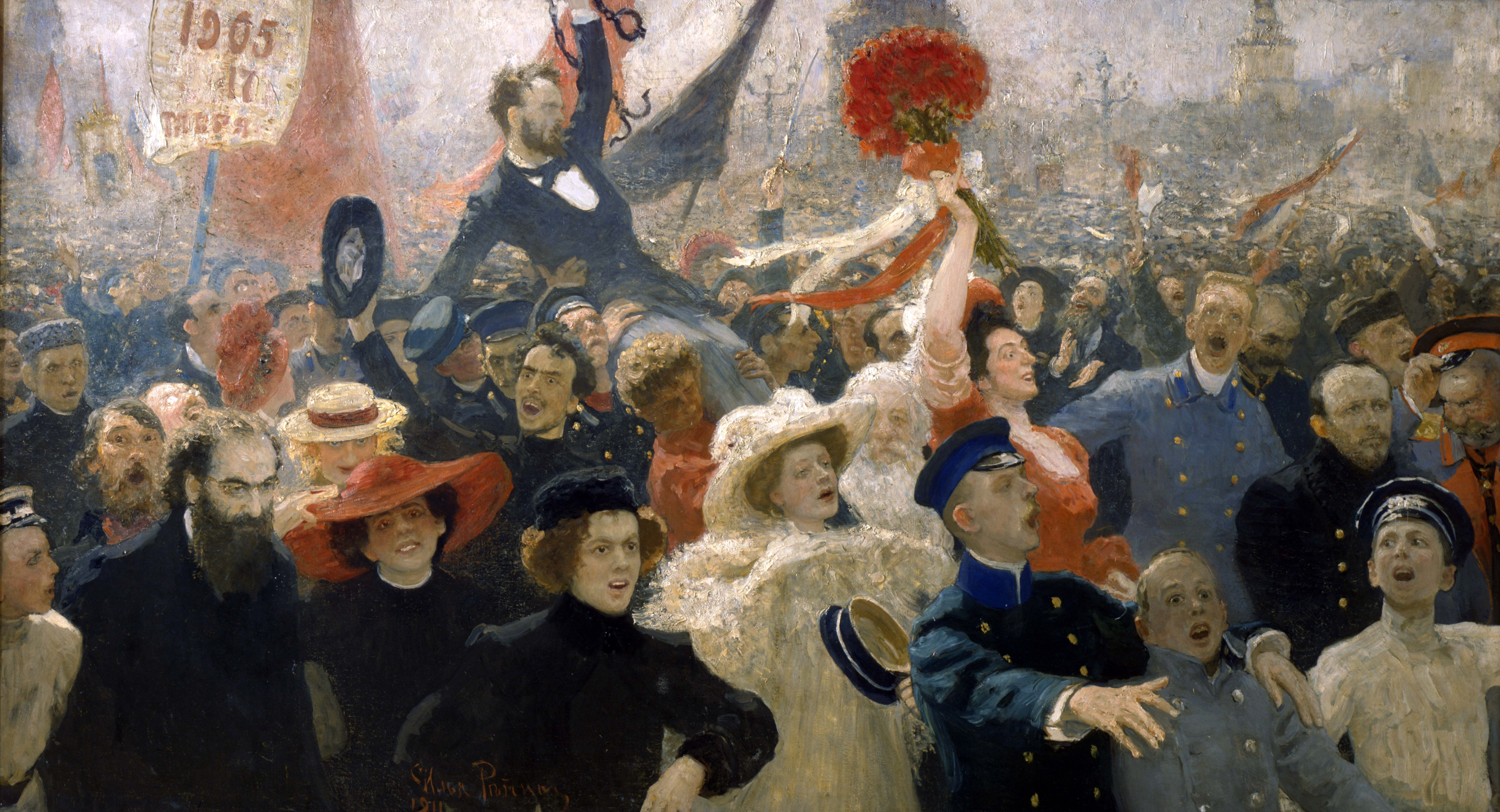
Ilià Repin. Manifestació del 17 d'octubre de 1905 (Museu Rus, Sant Petersburg)

El 9 de gener de 1905 va tenir lloc a Sant Petersburg una sagnant dispersió d'una manifestació obrera (Diumenge Sagnant). Com a resultat, van esclatar disturbis i vagues a tot el país. Les organitzacions radicals d'esquerres (socialrevolucionaris) i de dreta (Cent Negres) van créixer notablement. El tsar es va veure obligat a emprendre una sèrie de reformes. El 17 d'octubre de 1905 es va publicar un manifest sobre la millora de l'ordre estatal, segons el qual s'establia la Duma d'Estat. El primer ministre, Piotr Stolipin, va dur a terme una reforma agrària, que els partits d'esquerra van percebre com un cop per a la comunitat camperola tradicional, però que al mateix temps va tenir un efecte positiu significatiu. El 3 de juny de 1907 es va produir el cop del 3 de juny, que es va convertir formalment en el final de la primera revolució.
El 1914, Rússia va entrar a la Primera Guerra Mundial al costat de la Triple Entesa. La guerra es va allargar. A l'Europa de l'Est, Rússia es va oposar a Alemanya i Àustria-Hongria, al Caucas, a l'Imperi Otomà. L'ofensiva inicialment reeixida de l'exèrcit rus a Prússia Oriental va acabar amb una derrota a Tannenberg. No obstant això, al front contra Àustria-Hongria, les tropes russes van aconseguir una important victòria (batalla de Galítsia) i ocupar Galítsia. La campanya de 1914 fou un èxit general per a Rússia. Tanmateix, el 1915 es va iniciar amb una important escassetat de projectils a l'exèrcit i, a l'estiu, les tropes germanoaustríaques van aconseguir obrir-se pas pel front rus. La campanya va acabar amb una greu retirada de l'exèrcit rus i la pèrdua de Polònia i Lituània. El 1916, les tropes russes van tornar a realitzar una important ofensiva amb èxit en direcció a Àustria-Hongria (ofensiva Brussílov). En direcció al Caucas, els combats van tenir molt èxit per a Rússia: les tropes turques van ser derrotades a la batalla d'Erzurum.
A principis de 1917, la línia del front va passar pel territori de Rússia: es van perdre diversos territoris (Polònia, Lituània) i la societat va manifestar un descontentament obert amb els fracassos als fronts i les greus pèrdues. Dins del país, s'alimentaven rumors sobre traïció en els nivells més alts del poder i sobre la influència negativa envers el tsar per part de Grigori Rasputin. La guerra va demostrar la ineficiència de l'aparell estatal, va agreujar significativament els problemes econòmics i socials de l'estat i va esdevenir el catalitzador d'una situació revolucionària.

## Revolucions de 1917 i guerra civil

### Revolució de Febrer

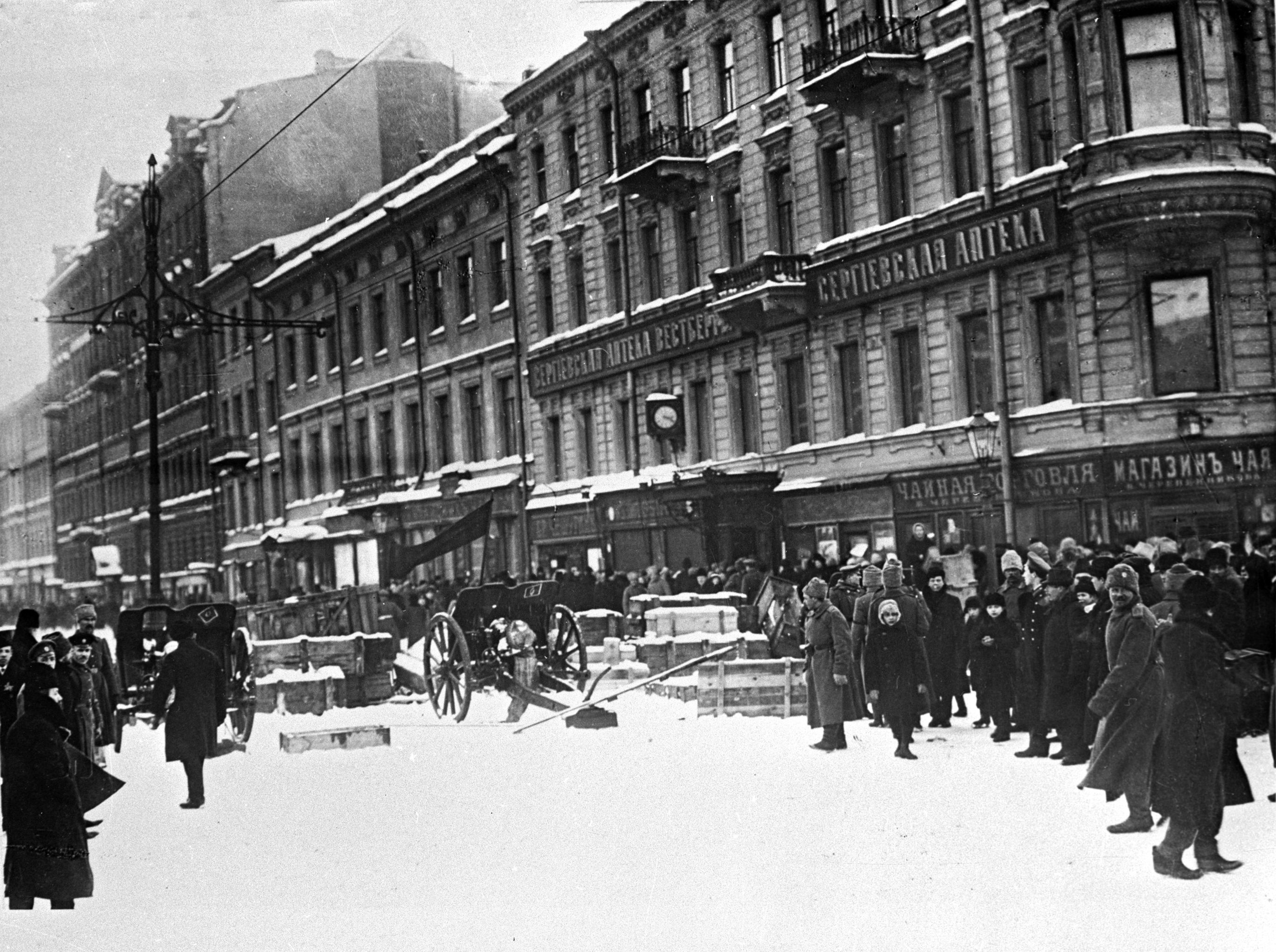
Barricades a l'avinguda Liteini de Petrograd

El 1917, el tercer any de la guerra, el descontentament era creixent a la societat, tant amb la guerra mateixa com amb la necessitat associada a ella i amb el règim tsarista en general. A finals de febrer (3 de març de 1917) es va produir una vaga en una fàbrica de la capital Petrograd (el nou nom de Sant Petersburg). El 23 de febrer (8 de març) de 1917, milers de treballadores tèxtils van sortir de les seves fàbriques protestant per la manca d'aliments i cridant a altres treballadores a unir-s'hi. Al cap de pocs dies, gairebé tots els treballadors de la ciutat estaven inactius i van començar els combats al carrer. El tsar va ordenar que la Duma es dissolgués, va ordenar als vaguistes tornar a la feina i va ordenar a les tropes disparar contra els manifestants als carrers. Les seves ordres van desencadenar la Revolució de Febrer, especialment quan els soldats van fer costat obertament als vaguistes.
Sota les condicions d'una anarquia de facto, el 15 de març (2 de març, segons el calendari julià), una part dels diputats de la Duma d'Estat van formar el Govern Provisional Rus (com a primer ministre hi figurava el príncep Gueorgui Lvov), i el tsar fou obligat a abdicar. Al mateix temps, el Soviet de Diputats de Treballadors i Soldats de Petrograd (Sovdep) va començar a operar a Petrograd, on els càrrecs principals eren ocupats per socialistes dirigits per Txkheïdze. Es va establir un poder dual al país. Se suposava que el futur de Rússia havia de ser decidit per l'Assemblea Constituent. El nou govern anuncià una amnistia, suprimí la censura i la demarcació jueva, igualà les dones en drets amb els homes i alliberà l'Església Ortodoxa de la supervisió del fiscal en cap. Al mateix temps, el govern provisional estava decidit a continuar lluitant amb Alemanya "fins a un final victoriós". Tanmateix, el país s'estava desintegrant: Polònia es trobava a la zona d'ocupació alemanya i es van crear estructures estatals autònomes a Finlàndia i Ucraïna (Senat de Tokoi, Rada Central).

V.I.Lenin fa un discurs en una concentració

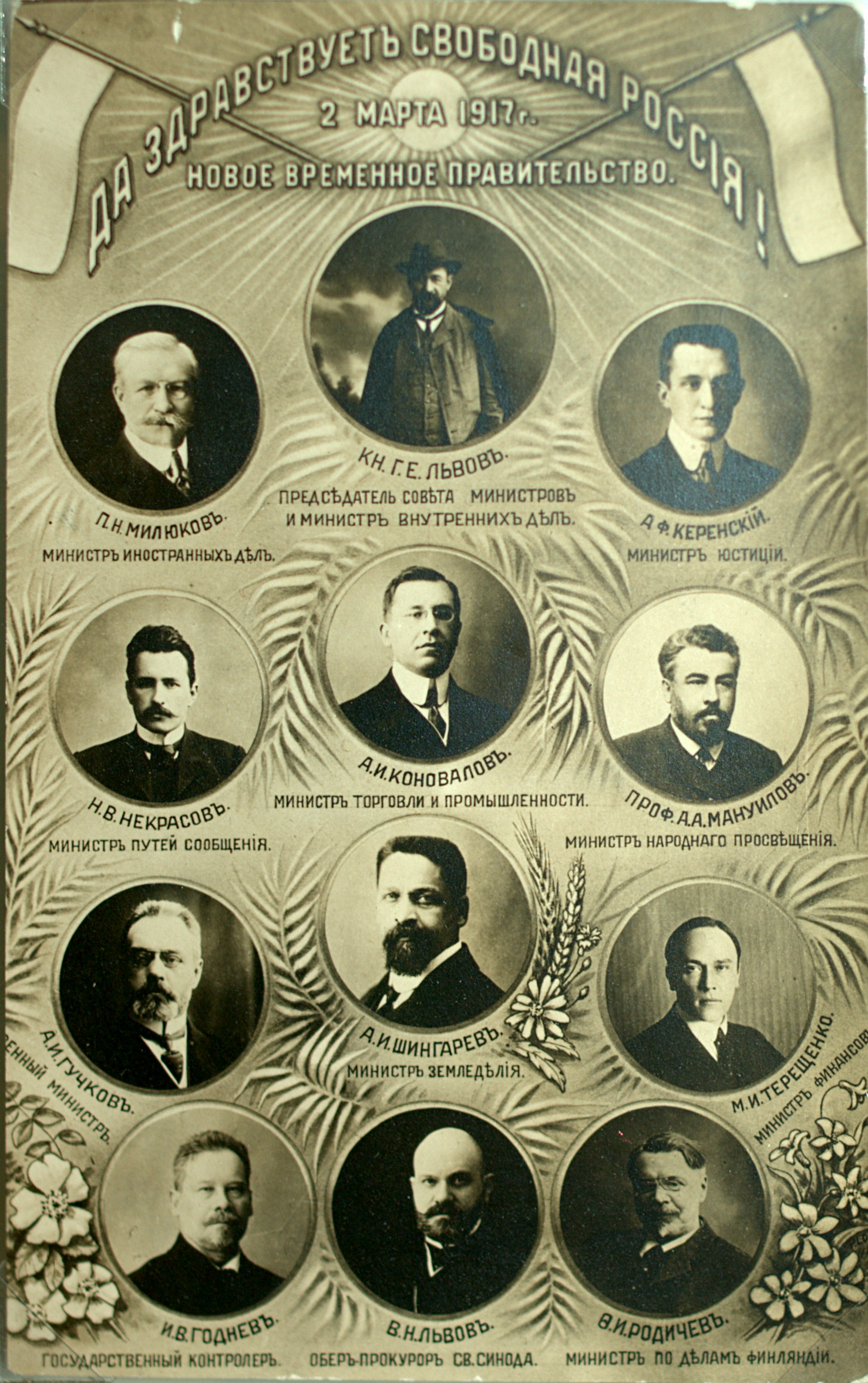
Cartell (1917) amb retrats de membres del govern provisional

En aquest context, el 16 d'abril, el líder bolxevic Lenin va arribar a Petrograd (estació Finliandski) des de Suïssa, a través d'Alemanya, en un tren segellat, va valorar la situació política a Rússia com a favorable per a l'inici de la revolució proletària mundiali va proposar les radicals tesis d'abril. Els bolxevics començaren a formar els Guàrdies Rojos. Al mateix temps, tenien lloc les primeres manifestacions contra el govern provisional.
Després del fracàs de l'ofensiva de juny al front, els bolxevics es van declarar disposats a prendre el poder a les seves mans i el juliol de 1917 van iniciar els aldarulls sota les consignes "A baix la guerra!", "A baix els ministres capitalistes!", "Tot el poder als soviets!”. No obstant això, Aleksandr Kérenski, que havia guanyat influència en el govern provisional, el 17 de juliol (4 de juliol segons el calenari julià) dispersà les manifestacions antigovernamentals i acusà els bolxevics de col·laborar amb la intel·ligència alemanya.800 bolxevics, inclòs Trotski, acabaren a les presons i Lenin va haver de fugir a Finlàndia, no controlada pel govern provisional. Kérenski es convertí en cap del Govern Provisional.
Després d'haver suprimit l'acció dels radicals d'esquerra, el revolucionari govern provisional aviat es va enfrontar a una nova amenaça: un intent de cop militar del general Kornílov l'agost del 1917. L'objectiu principal de l'acció era restablir l'ordre i la necessitat d'una dictadura militar davant el creixent caos. Per lluitar contra els kornilovites, Kérenski recorregué als enemics d'ahir, els bolxevics, per demanar-los ajuda. No obstant això, l'afer no arribà a una confrontació armada. Els treballadors del ferrocarril bloquejaren el moviment dels trens de Kornílov a Petrograd i els agitadors paralitzaren la decisió dels rebels de marxar sobre Petrograd. Finalment, Kornílov es va rendir i fou arrestat. L'1 de setembre, Kérenski, de iure declarà Rússia com a república, mentre els soviets es bolxevitzaven ràpidament; Trotski esdevingué el president del soviet de Petrograd.

### Revolució d'Octubre

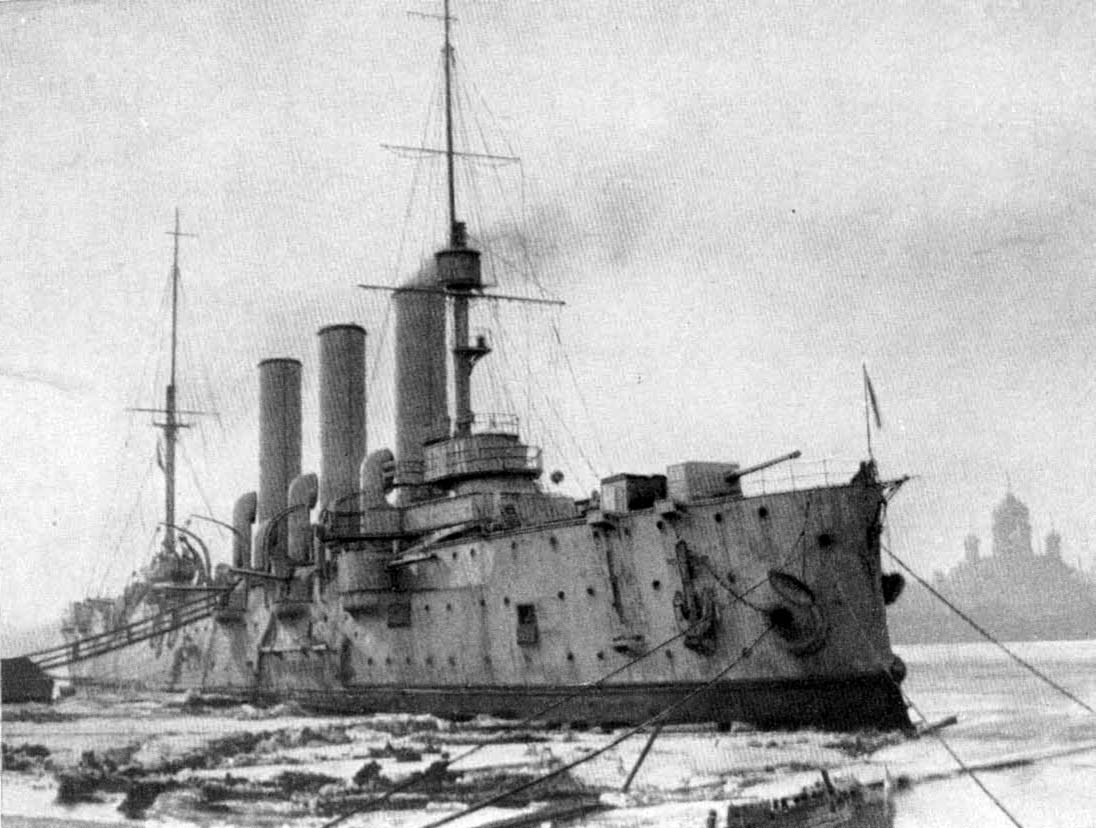
El creuer "Aurora" a Petrograd el 1917

El vespre del 25 d'octubre (7 de novembre, calendari gregorià), una salva del creuer "Aurora" va indicar l'inici de la revolta. Destacaments armats de mariners, treballadors i soldats sota la direcció del bolxevic Antónov-Ovséienko van assaltar el Palau d'Hivern i van detenir el govern provisional a la nit. Kérenski va aconseguir escapar. L'objectiu de la revolta era la destrucció del sistema de poder dual i la transferència de tot el poder als soviets, que formaven l'òrgan suprem del poder soviètic: el Comitè Executiu Central Panrús, presidit per Iàkov Sverdlov i el govern responsable davant ell (Consell de Comissaris del Poble), encapçalat pel líder dels bolxevics, Vladímir Lenin. Kérenski, amb l'ajut dels cosacs, va intentar sense èxit expulsar els bolxevics de Petrograd. Al mateix temps que ocupaven Petrograd, els bolxevics organitzaren un aixecament a Moscou i, després d'una setmana de lluita, aconseguiren la victòria. Aquest conjunt d'esdeveniments seria finalment conegut com a Revolució d'Octubre.

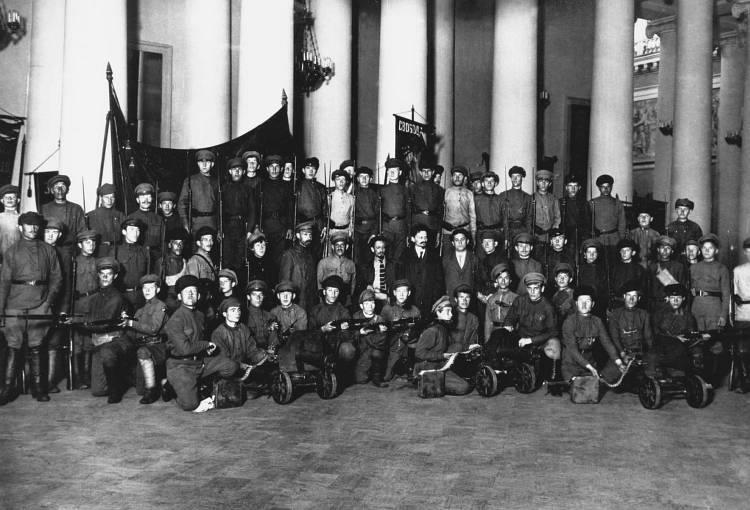
Dissolució de l'Assemblea Constituent el 6 de gener de 1918. El palau Tàuride està tancat i custodiat per Trotski, Sverdlov, Zinóviev i Laixévitx.

Després de la victòria dels bolxevics, Rússia va ser declarada república socialista. Lenin va signar el Decret sobre la pau i el Decret sobre la terra (l'abolició de la propietat privada de la terra i la seva confiscació completa), així com altres decrets: sobre l'abolició dels rangs civils, la separació de l'Església de l'Estat, sobre la transició al calendari gregorià. A més, es va dur a terme una reforma de l'ortografia russa.
Al novembre, es van celebrar eleccions a l'Assemblea Constituent Panrussa, en què els socialrevolucionaris van aconseguir la majoria dels escons. L'única reunió de l'Assemblea Constituent va tenir lloc el 5 (18) de gener de 1918. L'Assemblea va confirmar la proclamació de Rússia com a república, però es va negar a reconèixer els decrets del govern dels soviets L'endemà fou dissolta pels bolxevics.
Un cop eliminat el handicap de l'oposició moderada, Lenin va poder alliberar el seu règim del problema bèl·lic mitjançant el dur tractat de Brest-Litovsk (1918) amb Alemanya. Rússia va perdre bona part de les seves fronteres occidentals. No obstant això, quan Alemanya fou derrotada, el govern soviètic va repudiar el tractat.
El 12 de març de 1918, els bolxevics van traslladar la capital de Petrograd a Moscou. El juliol de 1918, els bolxevics van adoptar la primera Constitució de la història de Rússia.

### Guerra Civil Russa

Mapa de la Guerra Civil Russa. Ofensiva de l'Exèrcit Blanc cap al centre de Rússia.

Malgrat la "marxa triomfal del poder soviètic", va sorgir una oposició a la revolució en diverses regions. Començava la desintegració de Rússia: cada nova entitat començava a formar els seus propis destacaments armats. El 3 de març de 1918 es va concloure la pau de Brest-Litovsk, que feia sortir Rússia de la guerra mundial. Els bolxevics reconeixien la independència de Finlàndia, Polònia, Estònia, Letònia, Lituània i Ucraïna i es comprometien a no reclamar part de Belarús. El juliol de 1918, a Iekaterinburg, els bolxevics van afusellar l'exemperador Nicolau II i membres de la seva família.
La província de l'Exèrcit del Don es va convertir en un dels centres del Moviment Blanc, la idea principal del qual era "Rússia és una, gran i indivisible", rus: Росси́я Еди́ная, Вели́кая и Недели́мая Rossïia Iedínaia, Velíkaia i Nedelímaia. A Novotxerkassk es va formar un Exèrcit de Voluntaris per combatre els "rojos".Un altre centre del moviment antibolxevic fou l'est de Rússia, on va tenir lloc la revolta de la legió txecoslovaca.A Samara, ocupada pels txecoslovacs, va sorgir un Comitè de Membres de l'Assemblea Constituent (Komutx), que no reconeixia la dissolució de l'Assemblea Constituent, va reclamar el poder de tota Rússia i va formar l'Exèrcit Popular per combatre els bolxevics. El setembre de 1918, el Komutx va transferir el poder al Govern Provisional Panrús (Directori Ufà). Com a conseqüència del cop militar del 18 de novembre, el poder a l'est de Rússia va passar a l'almirall Koltxak, que va passar a ser conegut com el Governant suprem de Rússia. La residència de Koltxak era la ciutat siberiana d'Omsk.
El 24 de desembre de 1918, l'exèrcit de Koltxak va aconseguir capturar Perm,i la primavera de 1919 es va apropar al Volga. El 30 de maig de 1919, el general Denikin va reconèixer el poder del governant suprem. Mannerheim va oferir a Koltxak una ofensiva contra Petrograd amb un exèrcit finlandès de 100.000 homes a canvi del reconeixement de la independència de Finlàndia per part dels blancs, però Koltxak es va mantenir fidel a la idea d'una "Rússia unida i indivisible". Tanmateix, al novembre de 1919, com a resultat d'una contraofensiva a gran escala, l'Exèrcit Roig va derrotar els exèrcits blancs i va ocupar la capital de Koltxak, Omsk. El famós comandant de divisió Vassili Txapàiev va perdre la vida en aquest front a la tardor. Enmig de diversos combats, la Guàrdia Blanca es va retirar a Irkutsk.
Delitosos per tornar a la seva terra natal al més aviat possible, els txecoslovacs van lliurar Koltxak al Centre Polític socialrevolucionari. El 23 de gener de 1920, el Centre Polític, en presència de representants de la Legió txecoslovaca, va signar un acord i va transferir el poder al Comitè Militar Revolucionari d'Irkutsk dels bolxevics. La nit del 6 al 7 de febrer de 1920, l'almirall Koltxak i el president del Consell de Ministres del govern rus Víktor Pepeliàiev van ser afusellats sense judici, en compliment d'una ordre directa de Lenin. La resistència als "rojos" a l'est de Rússia fou dirigida per l'ataman Semiónov, però a la tardor de 1920 es va veure obligat a retirar-se al territori de la Xina.

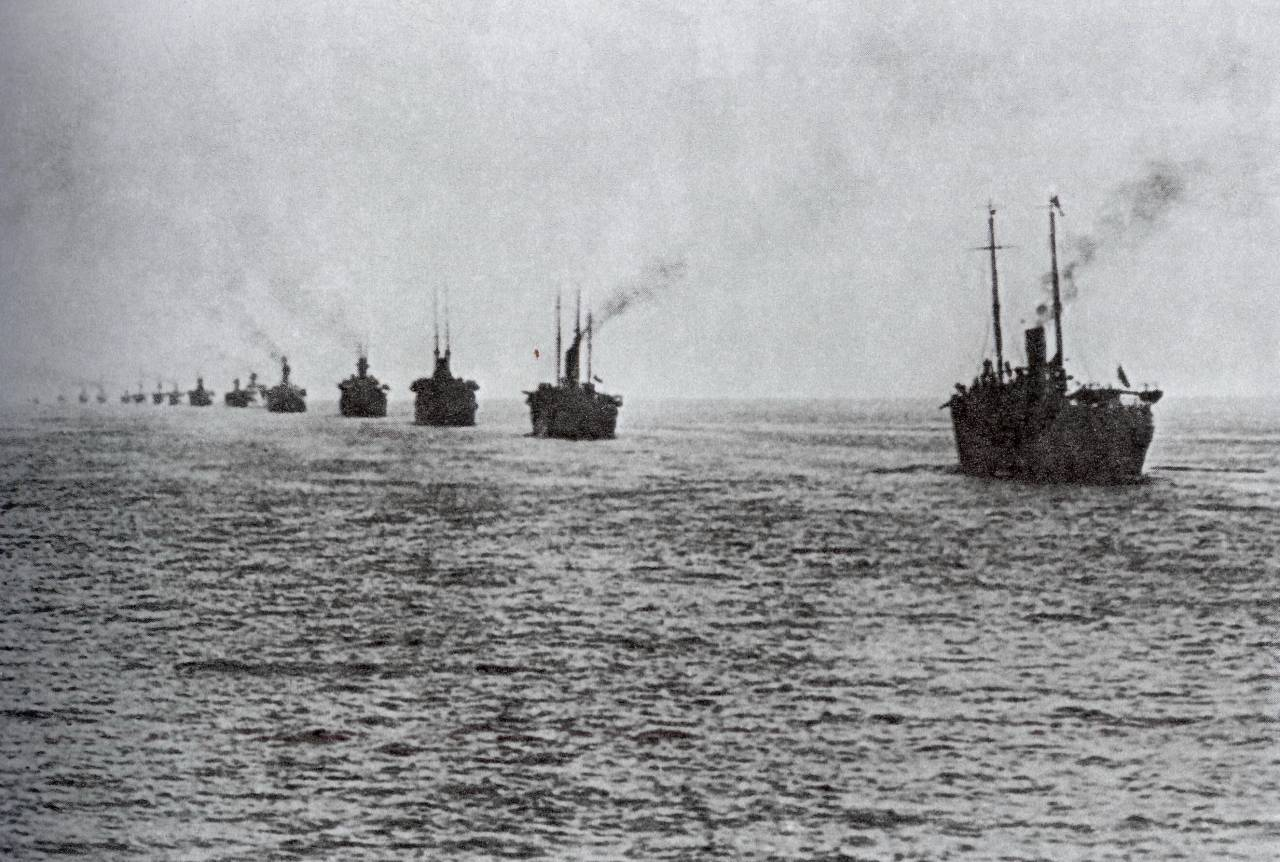
Evacuació de l'Exèrcit Blanc de Crimea, novembre de 1920.

Al sud de Rússia, després que els blancs ocupessin el nord del Caucas i Donbass i la presa de Tsaritsin (30 de juny de 1919), el baró Wrangel insistí a mantenir la línia Iekaterinoslav-Tsaritsin, concentrant 3-4 cossos de cavalleria a la regió de Khàrkiv, i establint cooperació a l'est amb les tropes de l'almirall Koltxak. No obstant això, el 3 de juliol de 1919, Denikin, mentre estava a Tsaritsin, va emetre l'anomenada "Directiva de Moscou", que prescrivia l'ofensiva de l'exèrcit sud dels blancs sobre Moscou. A l'agost, els exèrcits blancs de Denikin van prendre Kíev i al setembre-octubre, Vorónej i Oriol. A la vora del desastre, els bolxevics, després de negociar amb Polònia i haver-hi aconseguit un armistici, van retirar les unitats de l'Exèrcit Roig del front occidental en direcció sud, mentre que l'exèrcit anarquista de Makhnò, que donava suport als rojos, va atacar la rereguarda dels blancs. La campanya de l'Exèrcit Blanc contra Moscou va fracassar.A principis de 1920, l'Exèrcit Roig va ocupar Rostov del Don durant una contraofensiva. Els exèrcits blancs van ser evacuats de Novorossisk a Crimea. Denikin, al sud de Rússia, va ser substituït per Wrangel. El seu darrer reducte va ser Crimea, des d'on, després de la derrota, va ser evacuat a Constantinoble el novembre de 1920.
Després de la derrota de Denikin al sud de Rússia, el 1920-1921, l'Exèrcit Roig va dur a terme diverses operacions militars a la Transcaucàsia, com a resultat de les quals es van liquidar els governs independents d'Azerbaidjan, Armènia i Geòrgia. Aquestes repúbliques van ser sovietitzades, però part del territori de l'antic Imperi Rus va ser ocupat per l'exèrcit turc (óblast de Kars). La frontera entre ambdós estats es va establir segons el tractat de Moscou de 1921.
En direcció occidental, els bolxevics a la tardor de 1919 van derrotar l'exèrcit nord-occidental del general Iudénitx,que intentava prendre Petrograd. El 1920, la guerra polonesosoviètica continuava amb un èxit variable, però finalment va acabar amb la derrota de l'Exèrcit Roig a prop de Varsòvia i el tractat de pau de Riga de 1921, que dividia el territori d'Ucraïna i Belarús entre ambdós països. Així, l'exportació de la revolució a Europa va fracassar.
Al nord de Rússia, el 1918, contingents militars estrangers van desembarcar a Múrmansk i Arkhànguelsk per donar suport al Moviment Blanc. Fins a finals de 1919 no hi va haver hostilitats actives en aquest front. Després de l'evacuació dels invasors, a principis de 1920, l'Exèrcit Roig va dur a terme una operació ofensiva, va derrotar les tropes blanques i va ocupar Arkhànguelsk i Múrmansk.
La guerra civil només va acabar el 1922 a l'Extrem Orient Rus. Després de la derrota de les restes de l'exèrcit de Koltxak, els bolxevics el 1920 van crear un estat coixí, formalment independent, la República de l'Extrem Orient. El 1921, l'Exèrcit Roig va derrotar l'Exèrcit Blanc d'Ungern a Mongòlia,on es va establir un govern prosoviètic. El 1922, l'Exèrcit Roig va ocupar Khabàrovsk durant una operació ofensiva. A finals de 1922, els intervencionistes japonesos van ser evacuats de Vladivostok i, a l'octubre de 1922, l'Exèrcit Roig, després de combatre a Primórie,va ocupar Vladivostok. Només a principis de 1923 els darrers destacaments blancs van ser derrotats a Iakútia. Aquest va ser el final de la Guerra Civil a Rússia.
Dins de la RSFSR, els bolxevics van haver de lluitar contra les revoltes dels camperols i els seus antics aliats durant tota la Guerra Civil: així va esclatar la revolta dels socialrevolucionaris d'esquerres a la Rússia central el 1918. El 1921, els mariners bàltics de Kronstadt també es van rebel·lar contra els bolxevics. Els camperols estaven insatisfets amb la política de comunisme de guerra seguida pels bolxevics, sobretot de la seva part més essencial: l'apropiació de l'excedent o prodrazviorstka. El 1920-21 es van produir grans revoltes camperoles anticomunistes a l'óblast de Tambov, així com a Sibèria Occidental. El 1920-21, els bolxevics van derrotar a Ucraïna l'exèrcit anarquista de Makhnò. Al llarg dels anys vint i trenta, el poder soviètic va haver de suprimir el moviment basmatxi a l'Àsia central.
Ambdós bàndols cometeren regularment brutals atrocitats contra civils. Durant l'època de la guerra civil, el Terror Blanc, per exemple: les forces de Petliura i Denikin van massacrar entre 100.000 i 150.000 jueus a Ucraïna i al sud de Rússia. Centenars de milers de jueus van quedar sense llar i desenes de milers van ser víctimes de greus malalties.

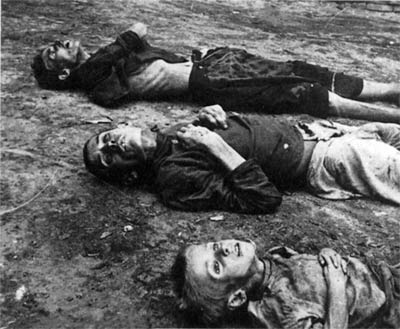
La fam russa de 1921-1922 va matar aproximadament cinc milions de persones.

Les estimacions del nombre total de persones mortes durant el Terror Roig, dutes a terme pels bolxevics, varien àmpliament. Una font afirma que el nombre total de víctimes de campanyes de repressió i pacificació podria ser d'1,3 milions,mentre que d'altres donen estimacions que van des de 10.000 en el període inicial de repressió fins a 50.000 a 140.000i una estimació de 28.000 execucions anuals des de desembre de 1917 fins a febrer de 1922. Les estimacions més fiables del nombre total de morts situen la xifra en prop de 100.000,mentre que d'altres suggereixen una xifra de 200.000.
L'economia russa va quedar devastada per la guerra, amb fàbriques i ponts destruïts, bestiar i matèries primeres saquejades, mines inundades i màquines danyades. Les sequeres de 1920 i 1921, així com la fam de 1921, van empitjorar encara més el desastre. La malaltia havia assolit proporcions de pandèmia: només el 1920 van morir 3.000.000 de persones de tifus. Milions més també van morir de fam generalitzada. El 1922 hi havia almenys 7.000.000 de nens del carrer a Rússia com a resultat de gairebé deu anys de devastació per la Gran Guerra i la guerra civil.
La guerra civil i la repressió del govern soviètic contra diversos estrats socials, predominantment privilegiats en temps prerevolucionaris, van provocar una massiva emigració russa del país. Més d'1,5 milions de persones van abandonar Rússia. El nou govern va practicar l'expulsió forçada de la intel·lectualitat no desitjada (vaixells dels filòsofs).

#### Principals líders del Moviment Blanc
| Nom                   | Comentari | Mort |
| --------------------- | --- | --- |
| Mikhaïl Alekséiev     | Un dels fundadors de l'Exèrcit de Voluntaris.                                                                                              | Va morir en 1918 d'un atac de cor mentre es trobava a la rodalia del Volga.                                 |
| Pàvel Bermondt-Avàlov | Comandant de les forces blanques que van combatre a Estònia, Letònia i Lituània.                                                           | Exiliat a Alemanya i Estats Units, va morir el 1974.                                                        |
| Anton Denikin         | Va combatre al Caucas del Nord, liderant l'Exèrcit de Voluntaris. Va dirigir una fracassada ofensiva contra Moscou i fou derrotat a Oriol. | Exiliat a nombrosos països europeus, va morir als Estats Units el 1947.                                     |
| Aleksei Kaledín       | Va formar un govern antibolxevic a Rostov del Don i fou reconegut com a líder polític de la regió.                                         | Es va suïcidar el 1918 davant l'avanç dels soviètics.                                                       |
| Aleksandr Koltxak     | Reconegut pel Directori d'Omsk com a «Governant Suprem de Rússia».                                                                         | Lliurat als bolxevics per la Legió txecoslovaca, va ser afusellat a Irkutsk el 1920.                        |
| Lavr Kornílov         | Primer comandant de l'Exèrcit de Voluntaris.                                                                                               | Va morir el 1918 mentre tractava de prendre la ciutat de Iekaterinodar.                                     |
| Piotr Krasnov         | Si bé era membre del Moviment Blanc, va ser president de l'efímera República Cosaca que es va oposar tant a bolxevics com a blancs.        | Capturat pels soviètics durant la Segona Guerra Mundial, fou executat per traïció en 1946.                  |
| Ievgueni Míl·ler      | Va dirigir les forces blanques a Múrmansk i Arkhànguelsk.                                                                                  | Exiliat a França, fou capturat pels soviètics, traslladat a Moscou i executat sumàriament el 1939.          |
| Grigori Semiónov      | Cosac, es va instal·lar a Txità i va actuar com un senyor feudal amb el suport del Japó.                                                   | Exiliat, va romandre a la Xina i Corea al servei del Japó. El 1946, fou capturat pels soviètics i executat. |
| Andrei Xkuró          | Cosac famós pel seu caràcter indòmit. Assentat a Kuban, va ser nomenat ataman el 1920.                                                     | Capturat pels soviètics durant la Segona Guerra Mundial, fou executat el 1947.                              |
| Ungern von Sternberg  | Anomenat El Baró Boig, va dirigir una ofensiva dels Blancs a Mongòlia en suport de Bogd Khan.                                              | Derrotat a Mongòlia, va ser capturat pels soviètics i executat a Novonikolàievsk el 1921.                   |
| Piotr Wrangel         | Va conquerir Tsaritsin, va combatre l'Exèrcit Negre a Ucraïna i va prendre el control de Crimea.                                           | Líder del Moviment Blanc a l'exili, va morir a Brussel·les el 1928.                                         |
| Nikolai Iudénitx      | Líder de les forces blanques del Bàltic, va dirigir un fallit atac sobre Petrograd.                                                        | Exiliat a França, va morir el 1933 de causes naturals.                                                      |

## Període soviètic

### Període d'entreguerres

#### Creació de la Unió Soviètica

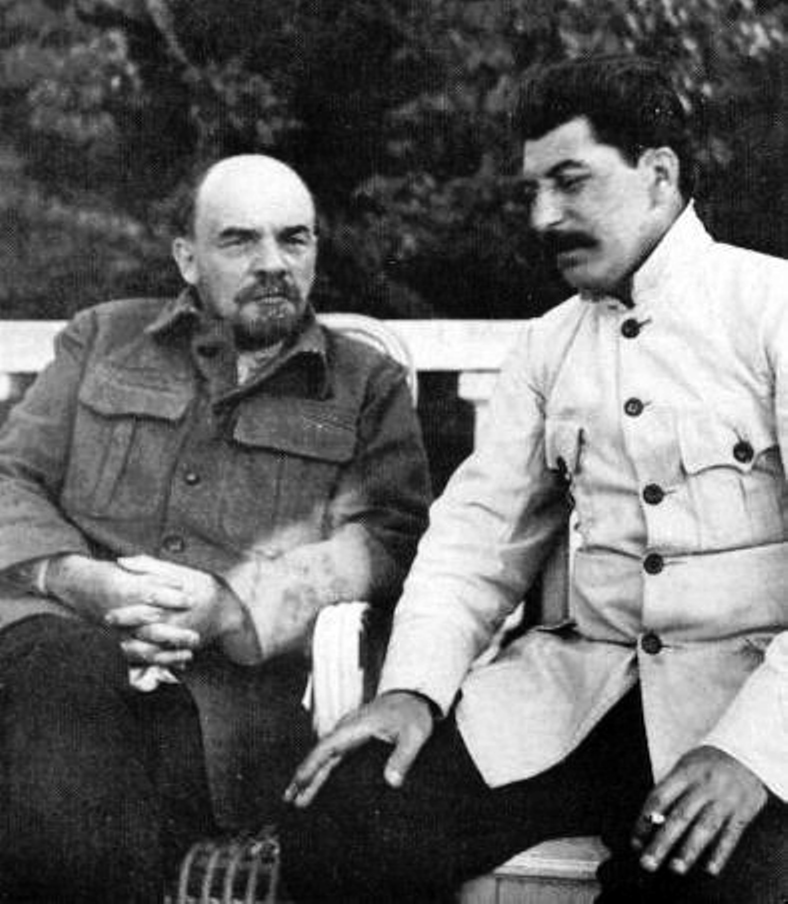
Lenin i Stalin a Gorki (1922)

La història de Rússia entre 1922 i 1991 és essencialment la història de la Unió de Repúbliques Socialistes Soviètiques, o Unió Soviètica. Aquesta unió de base ideològica, establerta el desembre de 1922 pels líders del Partit Comunista Rus,incloïa aproximadament el territori de Rússia abans del Tractat de Brest-Litovsk. En aquella època, la nova nació incloïa quatre repúbliques constituents: la RSFSR, l'RSS d'Ucraïna, l'RSS de Belarús i l'RSS de Transcaucàsia.
La constitució, adoptada el 1924, va establir un sistema de govern federal basat en una successió de soviets establerts a pobles, fàbriques i a les ciutats de les regions més grans. Aquesta piràmide de soviets de cada república constituent culminava amb el Congrés de Soviets de tota la Unió. Tanmateix, tot i que semblava que el congrés exercia el poder sobirà, aquest cos estava governat pel Partit Comunista, que al seu torn estava controlat pel Politburó des de Moscou, la capital de la Unió Soviètica, tal com ho havia estat sota els tsars abans de Pere el Gran.

#### Comunisme de guerra i Nova Política Econòmica
El període des de la consolidació de la Revolució Bolxevic el 1917 fins al 1921 és conegut com el període del comunisme de guerra. La terra, tota la indústria i les petites empreses es van nacionalitzar i es va restringir l'economia monetària. Aviat es va desenvolupar una forta oposició.Els camperols volien pagaments en efectiu pels seus productes i es molestaven en haver de lliurar el seu excedent de gra al govern com a part de les seves polítiques de guerra civil. Davant l'oposició camperola, Lenin va començar una retirada estratègica del comunisme de guerra coneguda com a Nova Política Econòmica (rus: Новая экономическая политика Nóvaia Ekonomítxeskaia Polítika o NEP, per les seves sigles en rus).Després de la institució de la Nova Política Econòmica, la producció agrícola va augmentar molt. Per estimular el creixement econòmic, els agricultors tenien l'opció de vendre al detall alguns dels seus productes, cosa que els donava un incentiu econòmic personal per produir més gra. L'Estat va continuar sent responsable de la banca, el transport, la indústria pesant i els serveis públics.
Tot i que l'oposició d'esquerres entre els comunistes va criticar els camperols rics, o kulaks, que es van beneficiar de la NEP, el programa va resultar molt beneficiós i l'economia va revifar. La NEP es veurà sotmesa a una oposició creixent des del partit després de la mort de Lenin a principis de 1924.Ióssif Stalin la va clausurar el 1928 i la va reemplaçar pel primer Pla Quinquennal.

#### Canvis a la societat russa

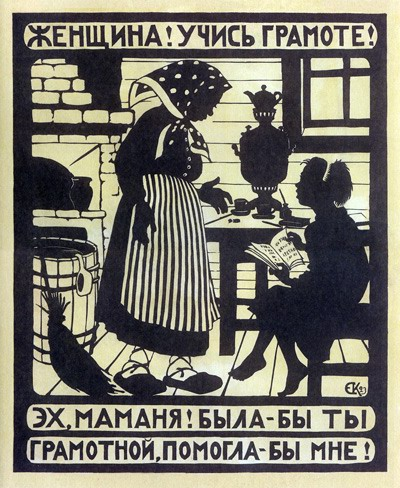
- Dona, aprèn a llegir i escriure! - Ai, mama! Si sabessis llegir i escriure, em podries ajudar! Un pòster de Ielizaveta Krúglikova en defensa de l'alfabetització femenina. 1923

Com que l’Imperi rus incloïa, durant aquest període, no només la regió de Rússia, sinó també els territoris actuals d'Ucraïna, Belarús, Polònia, Lituània, Estònia, Letònia, Moldàvia i els països del Caucas i de l’Àsia central, és possible examinar el procés de formació d'empreses en totes aquestes regions. Un dels principals determinants de la creació d’empreses per a determinades regions de l’Imperi Rus podria ser la demanda urbana de béns i l’oferta d’habilitats industrials i organitzatives.
Mentre l'economia russa es transformava, la vida social del poble va experimentar canvis igualment dràstics. El Codi de família de 1918 concedia a les dones la mateixa condició que els homes i permetia a una parella prendre el cognom del marit o de la dona. El divorci ja no requeria un procediment judicial, i per deixar les dones completament lliures de les responsabilitats de tenir fills, l'avortament es va legalitzar ja el 1920. Com a efecte secundari, l'emancipació de les dones va augmentar-ne el nombre al mercat laboral. S'encoratjava les noies a aconseguir una educació i seguir una carrera a la fàbrica o a l'oficina. Es van crear guarderies comunals per a la cura de nens petits i es van fer esforços per canviar el centre de la vida social de la gent de la llar a grups educatius i recreatius, els clubs soviètics.
El govern soviètic va seguir una política d'eliminació de l'analfabetisme anomenada likbez. Després de la industrialització, va començar la urbanització massiva a l’URSS. En el camp de la política nacional dels anys vint, es va dur a terme la korenització. No obstant això, a partir de mitjans dels anys 30, el govern estalinista va tornar a la política tsarista de russificació de la perifèria. En particular, les llengües de totes les nacions de l’URSS passaren a escriure's amb alfabet ciríl·lic, en un procés conegut com a ciril·lització. El 1941, el procés es va completar de manera general, a excepció de les repúbliques bàltiques.

#### Industrialització i col·lectivització
Després de la mort de Lenin, el 1924, va començar una lluita pel poder entre els seus companys d'armes al partit. El 1929, pràcticament totes les regnes del govern eren concentrades a les mans del secretari general del Partit Comunista, Ióssif Stalin. El principal candidat al paper del líder, Lev Trotski, fou derrotat en la lluita interna del partit, es va exiliar a l'estranger i posteriorment seria assassinat a Mèxic per Ramon Mercader, un agent de l'NKVD. Cap al 1928, amb els trotskistes exiliats o desemparats, Stalin estava en disposició de posar en pràctica un programa radical d’industrialització.

Quarta bandera de la Unió Soviètica. Aquesta variant es va utilitzar del 1936 al 1955.

El 1929 Stalin va proposar el primer pla quinquennal.Un cop abolida la NEP, fou el primer d'una sèrie de plans destinats a una ràpida acumulació de recursos de capital mitjançant l'acumulació d'indústria pesant, la col·lectivització de l'agricultura i la fabricació restringida de béns de consum.Per primera vegada a la història, un govern controlava tota l'activitat econòmica. El ràpid creixement de la capacitat de producció i el volum de producció de la indústria pesant (4 vegades) va ser de gran importància per garantir la independència econòmica dels països occidentals i enfortir la capacitat de defensa del país. En aquest moment, la Unió Soviètica va fer la transició d'un país agrari a un d'industrial.
Com a part del pla, el govern va prendre el control de l'agricultura a través de l'estat i les granges col·lectives (kolkhozos).Per un decret de febrer de 1930, aproximadament un milió de camperols individuals (kulaks) van ser obligats a abandonar les seves terres. Molts camperols s'oposaren fermament a la regimentació per part de l'estat, sovint sacrificant els seus ramats quan s'enfrontaven a la pèrdua de les seves terres. En algunes seccions es van revoltar i es van executar innombrables camperols considerats "kulaks" per les autoritats. La combinació del mal temps, les deficiències de les granges col·lectives establertes precipitadament i la confiscació massiva de cereals van provocar una greu fam, i diversos milions de camperols van morir de fam, principalment a Ucraïna, Kazakhstani parts del sud-oest de Rússia. El deteriorament de les condicions al camp va portar milions de camperols desesperats a les ciutats en ràpid creixement, fet que alimentà la industrialització i augmentà enormement la població urbana de Rússia en pocs anys.

#### Repressió estalinista

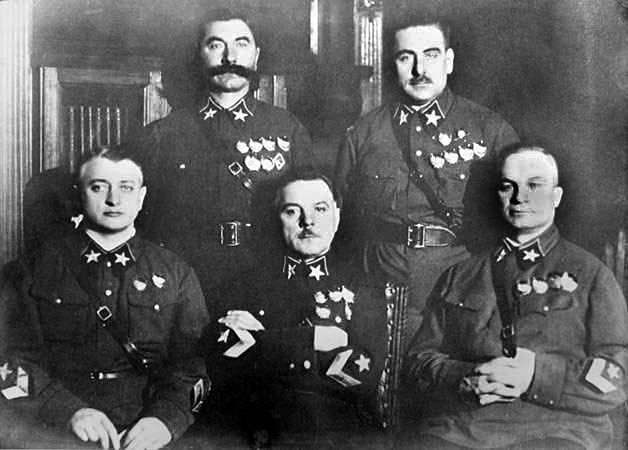
Els cinc primers mariscals de la Unió Soviètica: Budionni i Bliúkher (drets); Tukhatxevski, Voroixílov i Iegórov (asseguts). Només dos sobreviurien a la Gran Purga

Mentre s'implementava el pla quinquennal, Stalin establia el seu poder personal. La policia secreta de l'NKVD, formada per desenes de milers de ciutadans soviètics, es va formar per dur a terme detencions, deportacions o execucions. Sis membres del Politburó del 1920, que van sobreviure a Lenin, van desaparèixer a les purgues de Stalin. Vells bolxevics que eren companys lleials a Lenin, alts càrrecs de l'Exèrcit Roig i directors industrials van ser liquidats a les principals purgues. Les purgues en altres repúbliques soviètiques van contribuir a la centralització del poder a la Unió Soviètica.
Stalin va destruir l'oposició del partit formada pels vells bolxevics durant els processos de Moscou. L'NKVD sota el lideratge del comissari de Stalin, Nikolai Iejov, va dur a terme un seguit d'operacions repressives massives contra els kulaks i diverses minories nacionals de l'URSS. Durant les grans purgues de 1937-38, unes 700.000 persones van ser executades.
Les represàlies de Stalin van conduir a la creació d'un sistema d'exili intern, de mida molt més gran que els creats pels emperadors en el passat. Es van introduir càstigs draconians i molts ciutadans van ser condemnats per delictes fabricats, sabotatge i espionatge. El treball realitzat pels condemnats a camps de treball dins del sistema Gulag es va convertir en un component important de l'esforç d’industrialització, especialment a Sibèria. S'estima que uns 18 milions de persones van passar pel sistema Gulag i que altres 15 milions van experimentar alguna mena de treball forçat.
Després de la partició de Polònia el 1939, l'NKVD va executar 20.000 oficials polonesos capturats en la massacre de Katin. A finals dels anys 30 - primera meitat dels anys 40, el govern estalinista va dur a terme massives deportacions de diverses nacionalitats. Diversos grups ètnics van ser deportats del seu assentament a Àsia central.

#### La Unió Soviètica a l'escena internacional
La Unió Soviètica va sentir una gran amenaça quan el govern ferventment anticomunista de Hitler va arribar al poder a Alemanya. Aquesta amenaça es va fer real quan Hitler va proclamar públicament el pla Drang nach Osten com un dels principals objectius de la seva visió de l'estratègia alemanya de Lebensraum.Fins al 1939, la Unió Soviètica fou un important oponent de l'Alemanya nazi, i donà suport als republicans a Espanya que lluitaven contra les tropes feixistes alemanyes i italianes.
Durant el 1938 i el 1939, immediatament abans de la Segona Guerra Mundial la Unió Soviètica va lliurar una guerra amb gran èxit contra l'Imperi Japonès a l'Extrem Orient Rus que va acabar amb la signatura d’un pacte de no agressió que va romandre en vigor fins a l'agost de 1945.
El 1938 Alemanya es va annexionar Àustria i, juntament amb les principals potències europees occidentals, va signar l'acord de Múnic després del qual Alemanya, Hongria i Polònia es van dividir parts de Txecoslovàquia. Els plans alemanys per a una major expansió cap a l'est, així com la manca de resolució de les potències occidentals per a oposar-s'hi, es van fer més evidents. Tot i que la Unió Soviètica s'oposà fermament a l'acord de Múnic i reafirmà repetidament la seva disposició a donar suport militarment als compromisos adquirits anteriorment amb Txecoslovàquia, la Traïció occidental va provocar la fi de Txecoslovàquia i va augmentar encara més els temors a la Unió Soviètica sobre un atac alemany. Això va portar la Unió Soviètica a precipitar la modernització de la seva indústria militar i a dur a terme les seves pròpies maniobres diplomàtiques. El 1939 la Unió Soviètica va signar el pacte Mólotov-Ribbentrop: un pacte de no agressió amb l'Alemanya nazi que divideix l'Europa de l'Est en dues esferes d'influència separades. Després del pacte, l'URSS va normalitzar les relacions amb l'Alemanya nazi i va reprendre el comerç germanosoviètic.

### Gran Guerra Patriòtica

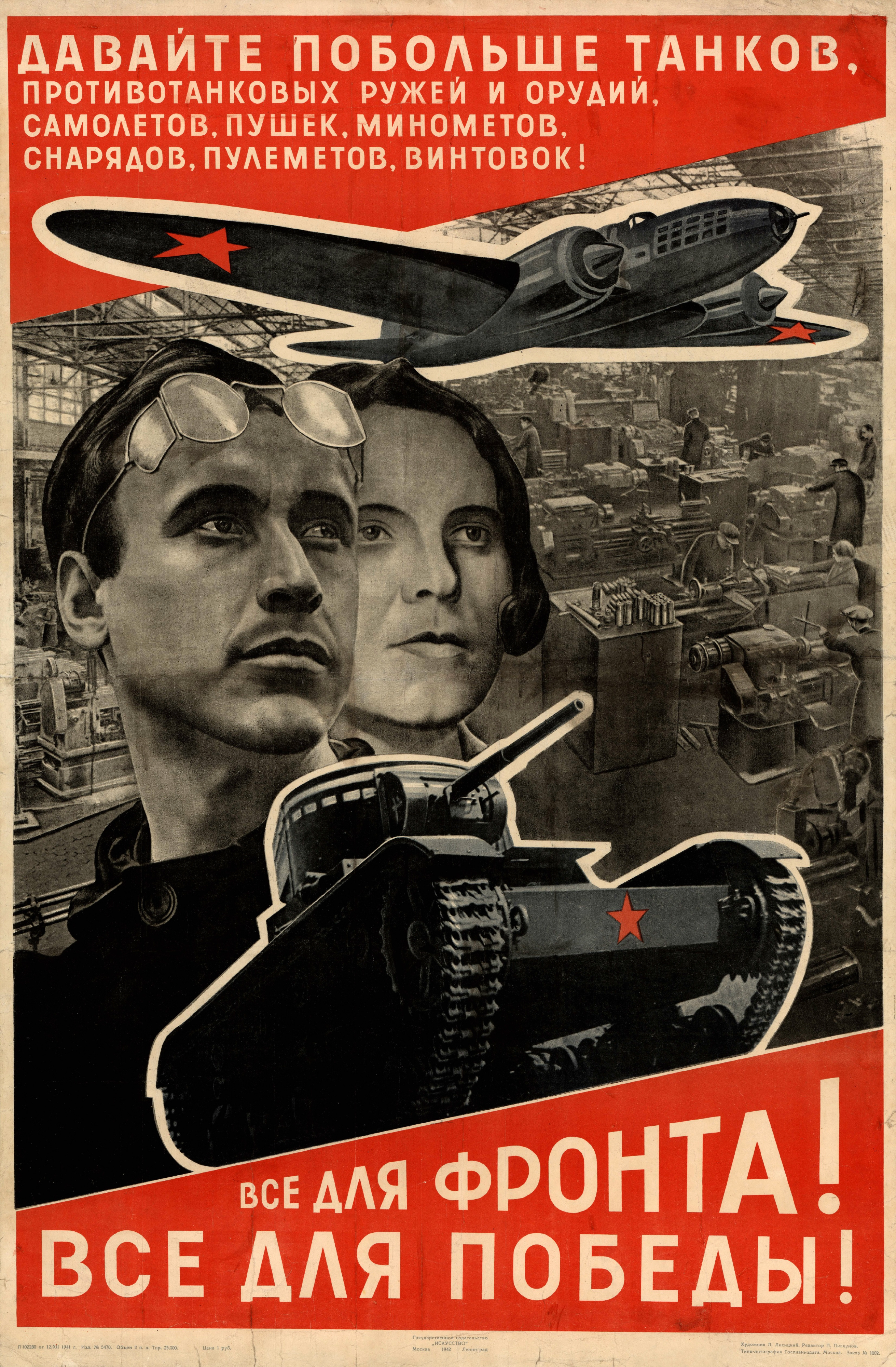
Cartell soviètic de la Segona Guerra Mundial que proclamava: "Tot pel front! Tot per la victòria!"

Disset dies després de l'inici de la invasió alemanya de Polònia, quan l'exèrcit alemany es trobava a 150 km de la frontera soviètica, l'Exèrcit Roig va envair l'est de Polònia, tot afirmant, com a justificació, la "necessitat de protegir-hi els ucraïnesos i belarussos", després del "cessament de l'existència" de l'estat polonès. Com a resultat, les fronteres occidentals de les repúbliques soviètiques belarussa i ucraïnesa es van desplaçar cap a l'oest i la nova frontera occidental soviètica es va apropar a la Línia Curzon original.
Després d'unes negociacions fallides sobre un intercanvi de territoris que els soviètics necessitaven per defensar millor Leningrad, la Unió Soviètica va iniciar una guerra amb Finlàndia, coneguda com la Guerra d'Hivern (1939-1940). Els soviètics van guanyar aquella guerra amb grans pèrdues, però van obligar Finlàndia a signar una tractat de pau i a cedir l'istme de Carèlia i la ciutat de Víborg. L'estiu de 1940 l'URSS va llançar un ultimàtum a Romania i la va obligar a cedir-li els territoris de Bessaràbia i la Bucovina del Nord. Al mateix temps, la Unió Soviètica també va ocupar els tres estats bàltics anteriorment independents (Estònia, Letònia i Lituània ).

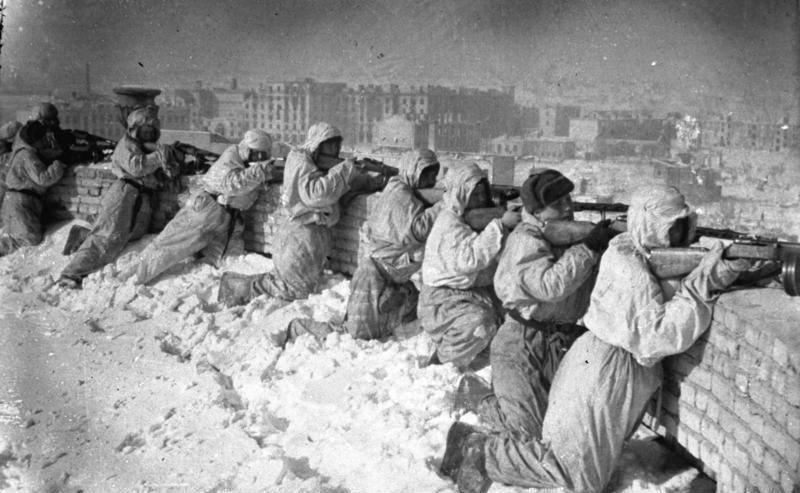
Soldats soviètics durant la batalla de Stalingrad, la batalla més gran i cruenta de la història de la guerra i punt d’inflexió del front oriental, en la guerra contra l’Eix i en tota la Segona Guerra Mundial.

La pau amb Alemanya fou tensa, ja que ambdues parts es preparaven per al conflicte militar,i va acabar abruptament quan les forces de l'Eix dirigides per Alemanya van travessar la frontera soviètica el 22 de juny de 1941. A la tardor, l'exèrcit alemany havia conquerit Ucraïna, havia començat el setge de Leningrad i amenaçava amb prendre la capital del país, Moscou.

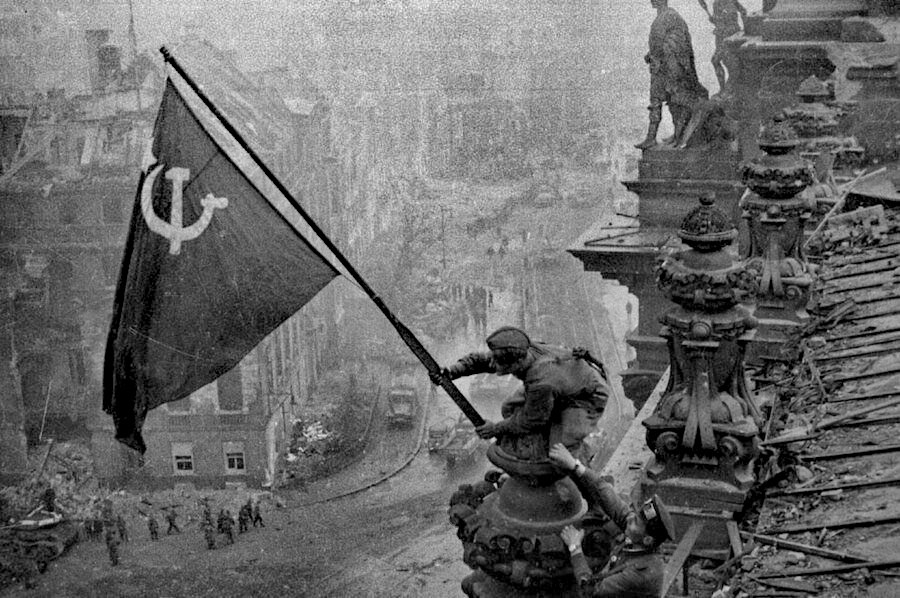
Bandera de la Victòria sobre el Reichstag — símbol de la victòria soviètica a la Segona Guerra Mundial.

Tot i que la Unió Soviètica va llançar una exitosa contraofensiva el desembre de 1941 per repel·lir els alemanys de Moscou, aquests van conservar la iniciativa estratègica aproximadament un any més i van realitzar una profunda ofensiva en direcció sud-est, amb l'objectiu d'arribar al Volga i al Caucas. Les victòries soviètiques a la batalla de Stalingrad i la batalla de Kursk van resultar decisives i van canviar el curs de tota la guerra. Després d’aquestes derrotes, Alemanya no va poder fer una guerra ofensiva, de manera que la iniciativa va passar al bàndol de la Unió Soviètica, fet que es mantindria fins al final de la guerra. A finals de 1943, l'Exèrcit Roig havia trencat el setge alemany de Leningrad, havia alliberat gran part d'Ucraïna, gran part de Rússia occidental i s'havia desplaçat fins a Belarús.Durant la campanya de 1944, l'Exèrcit Roig va derrotar les forces alemanyes en una sèrie de campanyes ofensives conegudes com els deu cops de Stalin. A finals de 1944, el front s'havia desplaçat més enllà de les fronteres soviètiques del 1939 cap a l’Europa de l’Est. Amb tropes molt més poderoses, les forces soviètiques van entrar a Alemanya Oriental i van capturar Berlín el maig de 1945.Això va posar fi, de manera triomfal per als soviètics, a la guerra contra Alemanya.
Com a resultat de la guerra, una part de Prússia oriental amb la ciutat de Königsberg (actualment a l'óblast de Kaliningrad) i Transcarpàcia van ser annexionades a la URSS. Bialystok i Przemyśl van ser retornades a Polònia.

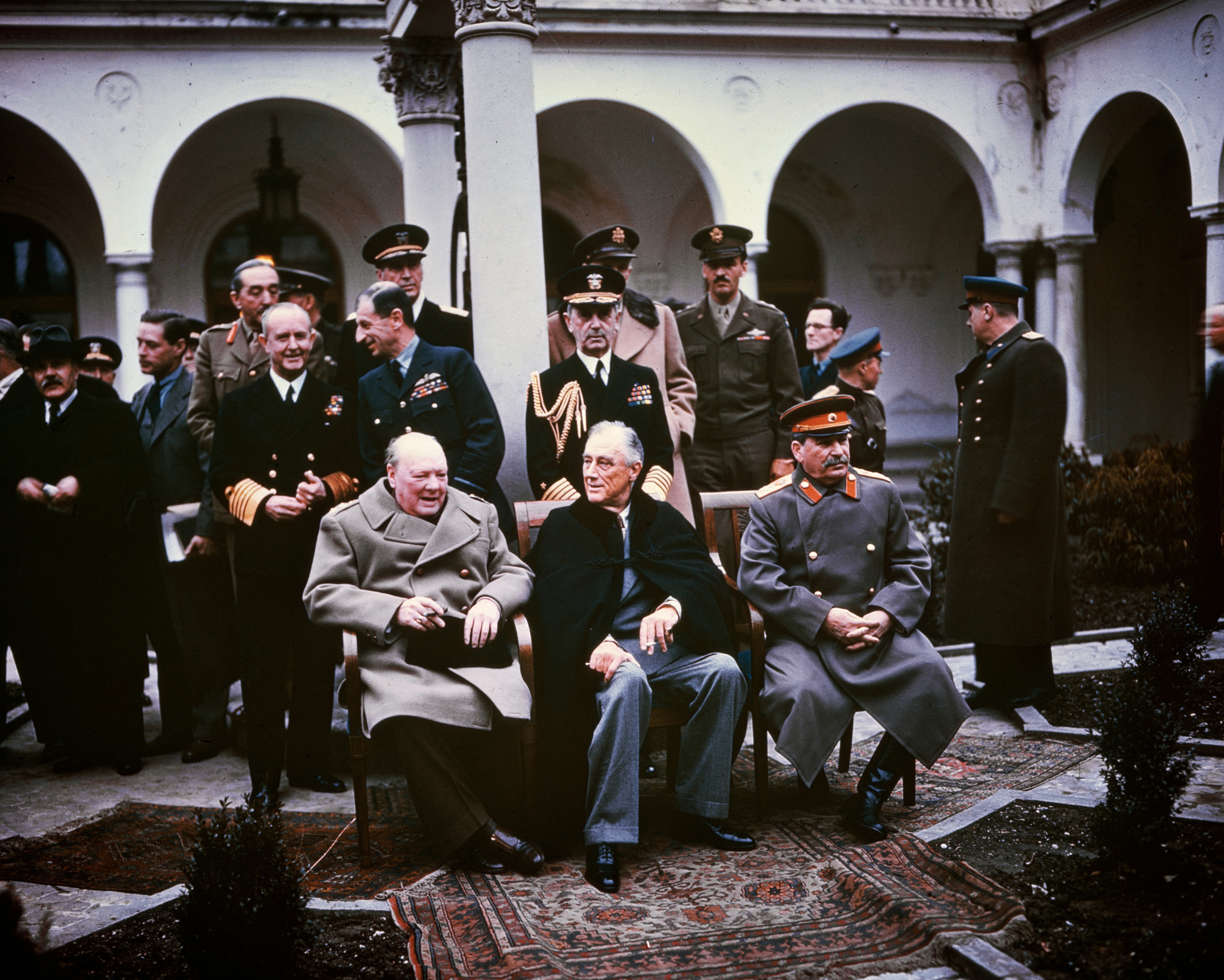
Els Tres Grans a la conferència de Ialta: Winston Churchill, Franklin D. Roosevelt i Ióssif Stalin. Darrera d'ells, des de l'esquerra, el mariscal Sir Alan Brooke, l'almirall Ernest King, l'almirall William D. Leahy, el general George Marshall, el major general Laurence S. Kuter, el general Aleksei Antónov, el vicealmirall Stepan Kutxerov i l'almirall Nikolai Kuznetsov.

Tal com es va acordar a la conferència de Ialta, tres mesos després del Dia de la Victòria a Europa, l'URSS va endegar la invasió soviètica de Manxúria i va derrotar les tropes japoneses a la veïna Manxúria. El 2 de setembre de 1945, el Japó es va rendir i, com a resultat de la guerra, l’URSS va recuperar Iujno-Sakhalinsk, que havia perdut durant la guerra russojaponesa, i es va annexionar les Illes Kurils.
Tot i que la Unió Soviètica va sortir victoriosa a partir de la Segona Guerra Mundial, l'economia va quedar devastada i uns 27 milions de soviètics (les estimacions varien) van morir durant la guerra Es van destruir unes 1.710 ciutats i 70.000 assentaments. Els territoris ocupats van patir els estralls de l'ocupació alemanya i les deportacions fetes per Alemanya de mà d'obra esclava. Tretze milions de ciutadans soviètics van ser víctimes de les polítiques repressives d'Alemanya i els seus aliats als territoris ocupats. Els Einsatzkommandos alemanys, juntament amb bàltics i ucraïnesos, van participar en el genocidi dels jueus soviètics. Unitats romaneses van participar en el genocidi de jueus a la regió d'Odessa. Durant el setge, Leningrad va perdre el 27% de la seva població. La Belarús soviètica va perdre d'un quart a un terç de la seva població i 3,6 milions de presoners de guerra soviètics.(d'un total 5,5 milions) van morir en camps alemanys.

### Temps de postguerra

#### Guerra Freda

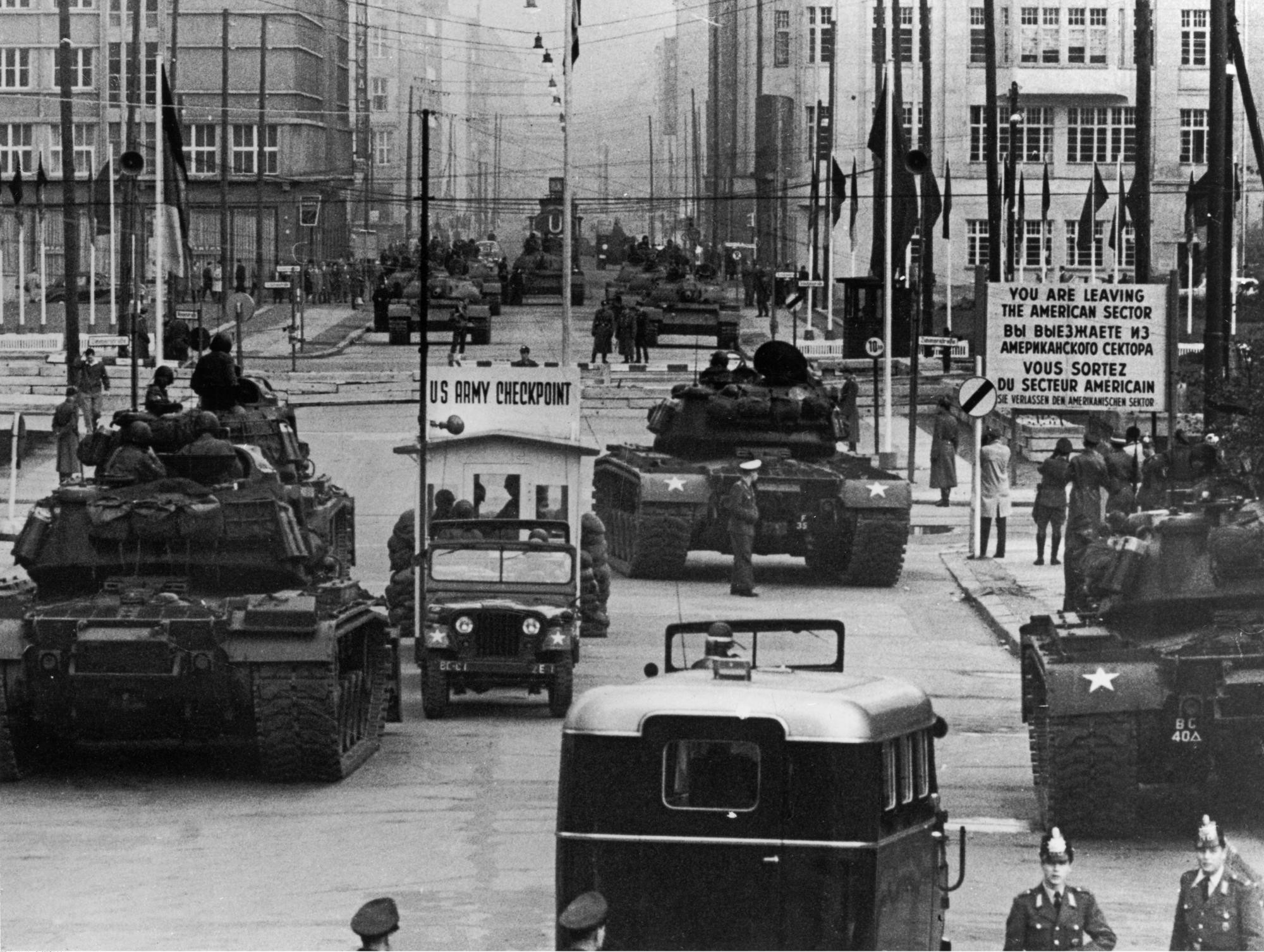
Un tanc estatunidenc M48 Patton enfront d'un T-54 soviètic durant l'incident del Checkpoint Charlie d'octubre de 1961

La cooperació aliada va guanyar la guerra i havia de ser la base de la reconstrucció i la seguretat de la postguerra. No obstant això, el conflicte entre la Unió Soviètica i els Estats Units, conegut com a Guerra Freda, va dominar l'escena internacional a la postguerra com a conflicte d'ideologies.
La Guerra Freda va sorgir del conflicte entre Stalin i el president dels Estats Units, Harry Truman, sobre el futur de l’Europa de l’Est durant la conferència de Potsdam l'estiu de 1945. Rússia havia patit tres atacs occidentals devastadors en els 150 anys anteriors durant les Guerres Napoleòniques, la Primera Guerra Mundial i la Segona Guerra Mundial, i l'objectiu de Stalin era establir una zona coixí d'estats entre Alemanya i la Unió Soviètica. Truman va acusar Stalin de trair l'acord de Ialta. Amb Europa de l'Est sota ocupació de l'Exèrcit Roig, Stalin també esperava el moment oportú, ja que el seu propi projecte de bomba atòmica progressava constantment i secreta.
L'abril de 1949 els Estats Units van patrocinar l'Organització del Tractat de l'Atlàntic Nord (OTAN), un pacte de defensa mútua en el qual la majoria de les nacions occidentals es comprometien a tractar un atac armat contra una nació com un assalt a totes elles. La Unió Soviètica va establir una contrapart oriental de l'OTAN el 1955, batejada com a Pacte de Varsòvia. La divisió d'Europa en blocs occidentals i soviètics va adquirir més tard un caràcter més global, especialment després de 1949, quan el monopoli nuclear dels Estats Units va acabar amb la prova d'una bomba soviètica i la presa del poder per part dels comunistes a la República Popular de la Xina.
Els objectius més importants de la política exterior soviètica eren mantenir i augmentar la seguretat nacional i mantenir la supremacia sobre Europa de l'Est. La Unió Soviètica va mantenir el seu domini al Pacte de Varsòvia sufocant la revolució hongaresa de 1956,la primavera de Praga a Txecoslovàquia el 1968 i donant suport a la supressió del moviment de Solidarność a Polònia a principis dels anys vuitanta. La Unió Soviètica es va oposar als Estats Units en diverses guerres subsidiàries del món, les més importants de les quals van ser la guerra de Corea i la guerra del Vietnam.
Com que la Unió Soviètica va continuar mantenint un control estret sobre la seva esfera d’influència a l’Europa de l’Est, la Guerra Freda va donar pas a la Détente i a un patró de relacions internacionals més complicat als anys setanta en què el món ja no estava clarament dividit en dos blocs clarament oposats. La carrera nuclear va continuar, el nombre d'armes nuclears en mans de l'URSS i els Estats Units va assolir una escala amenaçadora, cosa que els permetia destruir el planeta diverses vegades. Els països menys poderosos tingueren més marge per afirmar la seva independència i ambdues superpotències van ser parcialment capaces de reconèixer el seu interès comú per intentar controlar la proliferació d'armes nuclears en tractats com SALT I, SALT II i el tractat antimíssils balístics.
Les relacions sovièticoestatunidenques es van deteriorar després de la invasió soviètica de l'Afganistan el 1979 i les eleccions presidencials dels Estats Units de 1980, en què Ronald Reagan, un fervent anticomunista, va ser elegit per al càrrec, però milloraren quan el bloc soviètic va començar a desintegrar-se a finals dels vuitanta. Amb el col·lapse de la Unió Soviètica el 1991, Rússia va perdre la condició de superpotència que havia adquirit a la Segona Guerra Mundial.

#### Desestalinització i era de l'estancament
En la lluita pel poder que va seguir després de la mort de Stalin el 1953, els seus seguidors més propers van perdre. Nikita Khrusxov va consolidar la seva posició amb el seu cèlebre Discurs Secret durant el vintè congrés del Partit Comunista de la Unió Soviètica el 1956, en què exposà les atrocitats de Stalin i l'acusà de promoure un culte a la personalitat.
Durant els anys cinquanta-seixanta, es van dur a terme reformes econòmiques. Es prestà molta atenció al desenvolupament de l'agricultura. En particular, s'adoptà un programa per al desenvolupament de les terres verges. A més, s'adoptà un programa d'habitatge i es va construir un nombre important d'habitatge assequible, les anomenades Khrusxovka.

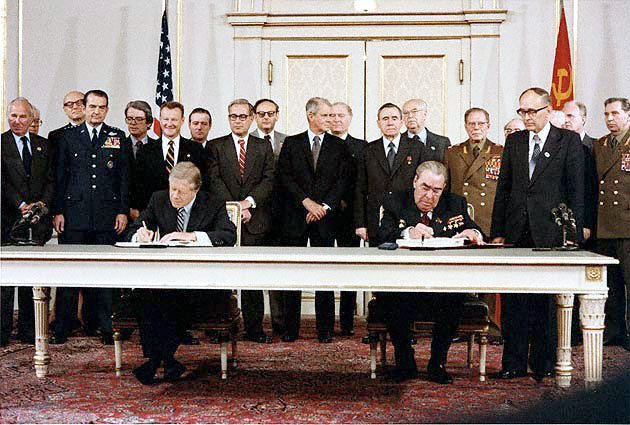
El president dels Estats Units Jimmy Carter i el secretari general soviètic, Leonid Bréjnev, signen el tractat SALT II el 18 de juny de 1979

Khrusxov va ser expulsat del Comitè Central del Partit Comunista el 1964, acusat de ser responsable de la crisi dels míssils cubans i d'aprofundir en els problemes sinosoviètics. Després d'un curt període de lideratge conjunt, el veterà buròcrata Leonid Bréjnev va prendre el lloc de Khrusxov.
Durant els anys en què Khrusxov i Bréjnev van estar al poder, la ciència i la indústria van florir. La primera central nuclear del món es va construir i es va posar en funcionament el 1954, prop de la ciutat d'Óbninsk i es va completar la línia Baikal-Amur, que connecta l'Extrem Orient Rus amb la resta de país. El 1980, l'URSS va organitzar per primera vegada els Jocs Olímpics d'estiu a Moscou.
El 1966-70 es van dur a terme certes reformes econòmiques, que es van caracteritzar per la introducció de mètodes de gestió econòmica, l'expansió de la independència econòmica d’empreses, associacions i organitzacions i l’ús generalitzat d’incentius materials. No obstant això, la direcció política aviat va perdre interès per qualsevol reforma.
Bréjnev era conscient de la inestabilitat de la situació:
| « | Què vols dir ? Quines reformes ? Fins i tot em fa por esternudar fort. Déu n’hi do, un còdol rodarà i una allau vindrà al darrere ... Les llibertats econòmiques comportaran un caos. Això començarà. Es tallaran mútuament. | » |

Un dels punts forts de l'economia soviètica era el seu enorme subministrament de petroli i gas; els preus mundials del petroli es van quadruplicar el 1973–74 i van tornar a augmentar el 1979–1981.Segons estadístiques oficials, l'exportació de petroli i productes derivats del petroli des de l'URSS va augmentar de 75,7 milions de tones el 1965 a 193,5 milions de tones el 1985. El principal motiu d'això va ser el desenvolupament de camps petroliers a Sibèria Occidental. Al mateix temps, les exportacions de divises lliurement convertibles van ser, segons les estimacions, de 36,6 i 80,7 milions de tones, respectivament. Segons les estimacions, la recaptació per l'exportació de petroli i productes derivats del petroli, que el 1965 ascendia a uns 0,67 milions de dòlars, va augmentar el 1985. 19,2 vegades i ascendia a 12.84 milions de dòlars. A més, el gas natural es va exportar en volums significatius des dels anys setanta. La producció de gas durant aquest període va augmentar de 127.7 a 643.000 milions de metres cúbics. La majoria dels ingressos en divises es van destinar a la importació d’aliments i a la compra de béns de consum. Durant aquest període, això va resoldre parcialment els problemes de l'economia soviètica (crisi en l'agricultura, escassetat de béns de consum) En un moment donat, el primer ministre soviètic, Aleksei Kosiguin, va dir al cap de producció de petroli i gas: "Les coses estan malament amb el pa. Dona'm 3 milions de tones [de petroli] més del que diu el pla". L'ex primer ministre Iegor Gaidar, un economista que mirava enrere tres dècades, va escriure el 2007:
| « | La moneda forta de les exportacions de petroli va aturar la creixent crisi del subministrament d’aliments, va augmentar la importació d’equips i béns de consum, va assegurar una base financera per a la cursa d’armaments i l'assoliment de la paritat nuclear amb els Estats Units i va permetre la realització d'accions de risc de política exterior, com ara la guerra a l'Afganistan. | » |

Dins del país, es va intensificar el moviment dissident, en particular el moviment pels drets humans, el començament del qual va ser el procés de Siniavski-Daniel (1965). En política exterior, l'URSS va intervenir activament en els assumptes interns dels estats del bloc oriental (la "doctrina Bréjnev"). El 1956, les tropes soviètiques van suprimir la revolta anticomunista a Hongria i, el 1968, van fer el mateix a Txecoslovàquia. A més, l’URSS va ajudar activament els països socialistes de tot el món (Vietnam, Angola, Cuba, etc.). El 1979, la Unió Soviètica es va veure embolicada en una fallida guerra afganesa que va durar deu anys fins al 1989.

#### Programa espacial soviètic

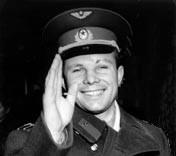
Iuri Gagarin, primer ésser humà que va viatjar a l'espai

El programa espacial soviètic, creat per Serguei Koroliov, fou especialment reeixit. El 4 d'octubre de 1957, la Unió Soviètica va llançar el primer satèl·lit artificial de la història, el Spútnik. El 12 d'abril de 1961, Iuri Gagarin es va convertir en el primer ésser humà que va viatjar a l'espai a la nau espacial soviètica Vostok 1.Altres fites del programa espacial soviètic inclouen: la primera foto de la cara oculta de la Lluna ; l'exploració de Venus (amb la Venera 1); el primer passeig espacial d'Aleksei Leónov i el primer vol espacial femení amb Valentina Tereixkova El 1970 i el 1973, foren enviats a la Lluna els primers exploradors planetaris del món, i hi van treballar amb èxit: foren el Lunokhod 1 i el Lunokhod 2. Més recentment, la Unió Soviètica va produir la primera estació espacial del món, la Saliut, que el 1986 va ser substituïda per la Mir, la primera estació espacial habitada permanentment, que va estar en servei del 1986 al 2001.

#### Perestroika

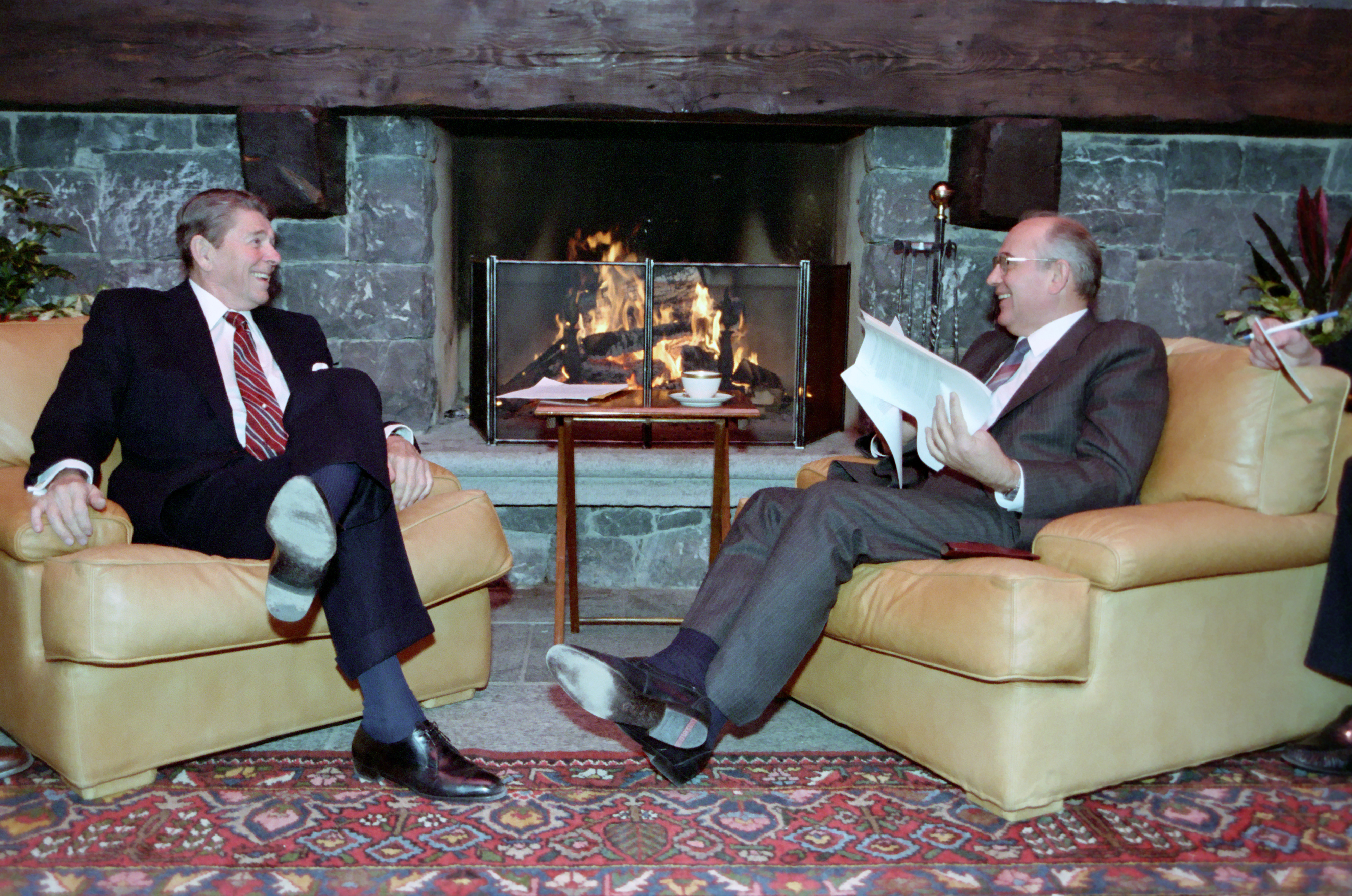
Ronald Reagan i Mikhaïl Gorbatxov a Ginebra, novembre de 1985

A la primera meitat dels anys vuitanta, moren tres secretaris generals d'edat avançada: Leonid Bréjnev, Iuri Andrópov i Konstantín Txernenko. El 1985, arriba al poder un secretari general del Comitè Central del PCUS relativament jove, Mikhaïl Gorbatxov.
A mitjan anys vuitanta, la situació econòmica del país es va deteriorar. Això estava causat pel creixent desfasament tecnològic darrere de les potències avançades, una disminució de l'eficiència econòmica en tots els sectors de l'economia i l'escassetat de béns de consum (el 75% de la producció estava formada per productes de la indústria pesant i el complex militar-industrial). En vista d'això, en el ple del comitè central del PCUS celebrat el 23 d'abril de 1985, Gorbatxov va anunciar un programa de reformes àmplies sota el lema "accelerar el desenvolupament socioeconòmic del país".
El 1985-1986, el gruix dels antics quadres dirigents de Brejnev fou substituït per un nou equip. Va ser llavors quan Aleksandr Iàkovlev Iegor Ligatxov, Nikolai Rijkov, Borís Ieltsin, Anatoli Lukiànov i altres participants actius en esdeveniments futurs van ser introduïts al lideratge del país. Nikolai Rijkov va expressar més tard l'opinió que, en cas de negativa a iniciar reformes, la situació podria empitjorar molt.
El 27è Congrés del PCUS, celebrat al febrer-març del 1986, va canviar el programa del partit: es va proclamar un rumb per a "millorar el socialisme" (i no per a "construir el comunisme", com abans); se suposava que duplicaria el potencial econòmic de l'URSS el 2000 i proporcionaria a cada família un apartament separat.
A finals de 1986 - principis de 1987, l'equip de Gorbatxov va arribar a la conclusió que la situació del país no es podia canviar mitjançant mesures administratives i va intentar reformar el sistema amb l'esperit del socialisme democràtic. Aquest moviment va ser facilitat per dos cops a l'economia soviètica el 1986: una forta caiguda del preu del petroli i el desastre de Txernòbil.
El 1987 es va proclamar un rumb cap al socialisme democràtic, khozrastxiot, glàsnost, uskorénie, perestroika i nou pensament. Paral·lelament, el país va iniciar una campanya contra l'alcohol i la següent etapa de la lluita contra la corrupció. Les fàbriques, les empreses, les granges col·lectives i les granges estatals canviaren a la comptabilitat total de costos, a l'autofinançament i a l'autosuficiència. El país va legalitzar l'emprenedoria no estatal en forma de cooperatives i empreses conjuntes, petites empreses privades. Es van registrar organitzacions públiques i polítiques (incloses les d’orientació extremista) i se celebraren eleccions alternatives als consells locals. El dèficit de mercaderies i les contradiccions interètniques (conflictes armeni-azerí, uzbek-kirguís, georgià-abkhaz) s'agreujaren. La glàsnost va permetre que arribés informació lliure al públic després de dècades de repressió per part del govern i va donar als mitjans l'oportunitat de cridar l'atenció del públic sobre diversos problemes socials.
La glàsnost va permetre també aflorar el descontentament nacional que existia en altres repúbliques. Les repúbliques bàltiques, Geòrgia i Moldàvia van exigir una major autonomia, amb la qual Moscou no estava d'acord. La reducció de preus del petroli i del gas natural, la guerra a l'Afganistan, la indústria obsoleta i la corrupció sistèmica eren els problemes més grans que l'economia planificada soviètica no va aconseguir superar, i el 1990 el govern soviètic havia perdut el control sobre les condicions econòmiques. A causa del control de preus, hi havia escassetat de gairebé tots els productes, un fet que va arribar al seu punt àlgid al final del 1991, quan la gent havia de fer llargues cues fins i tot per a aconseguir els productes més essencials. El control sobre les repúbliques constituents també es va relaxar i van començar a fer valer la seva sobirania nacional sobre Moscou.
El 1989 va començar una crisi econòmica a l’URSS, i el creixement econòmic fou substituït per una recessió. En la societat, en el context de les revolucions anticomunistes a l’Europa de l’Est, s'estengueren sentiments similars (vagues de miners de l’URSS el 1989). El 1989 es va fer evident que les reformes en el marc del socialisme havien fracassat i es van iniciar les primeres converses sobre la transició a una economia de mercat regulada.
El 1989, van tenir lloc les primeres eleccions lliures de diputats populars de l'URSS, i el 1990 - les eleccions de diputats populars de la RSFSR.

#### Col·lapse de l'URSS

El col·lapse de la URSS

El 1989, la Unió Soviètica també va perdre tots els estats satèl·lits de l’Europa de l’Est, mentre augmentaven les crítiques de diversos grups ètnics i nacionalistes. Moltes repúbliques soviètiques, especialment els Estats bàltics, van exigir una major autonomia, la qual cosa no era popular a Moscou. Al mateix temps, les reformes de Gorbatxov no van tenir l'efecte desitjat i l'economia planificada comunista estava a punt de col·lapsar-se. La guerra a l'Afganistan, la corrupció generalitzada i la caiguda dels preus dels productes bàsics al mercat mundial van provocar la desintegració de l'obsoleta indústria soviètica i, el 1990, les autoritats havien perdut completament el control de l'economia. Amb el subministrament cada cop més escàs de menjar, la gent va haver de fer llargues cues per comprar fins i tot per adquirir productes bàsics, mentre que moltes repúbliques soviètiques van començar a seguir el seu propi camí en el terreny polític.
La tensa relació entre les autoritats soviètiques centrals i el lideratge de la República Soviètica Russa es va personificar en la lluita pel poder entre Gorbatxov i Borís Ieltsin. Ieltsin havia estat actiu en la política soviètica abans de ser expulsat per Gorbatxov el 1987, però va tornar a la política quan es va presentar com a defensor de la democràcia i va ser elegit líder del Soviet Suprem de Rússia el maig de 1990. Ieltsin va aprovar una sèrie de noves lleis en un poc temps, entre altres coses, que les lleis de Rússia haurien de prevaldre sobre les lleis de la unió. El 1991, Ieltsin va guanyar les primeres eleccions presidencials de Rússia, i desafiava cada cop més obertament a Gorbatxov.
Gorbatxov finalment va intentar reformar la unió en un estat menys centralitzat, però l'agost del 1991, un grup de funcionaris de l'ala dura del partit va perpetrar un intent de cop d'estat. El cop no va reeixir, però Gorbatxov va plegar com a Secretari General del PCUS, i es va fer evident que la Unió Soviètica estava en plena desintegració. Cap a finals del 1991, es va introduir el racionament d'aliments a Moscou i Leningrad per primera vegada des de la Segona Guerra Mundial, i el país havia passat a dependre de l'ajuda d'emergència exterior. El 8 de desembre, els presidents de Rússia, Ucraïna i el president del Soviet Suprem de Belarús van signar l'acord sobre la creació de la CEI (acords de Belaveja), en el qual les tres repúbliques afirmaven que "l'URSS com a subjecte de dret internacional i de la realitat geopolítica, deixa d’existir”.
El 21 de desembre, vuit repúbliques ex-soviètiques més de la URSS es van unir a la CEI a Almati (Alma-Ata). Es va signar la declaració d'Alma-Atai el protocol sobre la formació de la CEI (Geòrgia es va unir a la CEI el desembre de 1993. Les repúbliques bàltiques (Letònia, Lituània i Estònia) es van negar a signar la declaració d'Alma-Ata, així com els acords de Belaveja.
El 24 de desembre de 1991 es va donar per acabada la pertinença de l’URSS a l'Organització de les Nacions Unides: el lloc de l’URSS va ser ocupat per la RSFSR (Federació de Rússia), a la qual també es van transferir els seus drets com a membre permanent del Consell de Seguretat de les Nacions Unides.
La Unió Soviètica es va desintegrar oficialment el 25 de desembre de 1991.Aquell mateix dia, a les 19:38, el president de l'URSS, Mikhaïl Gorbatxov, abans de sortir per televisió per anunciar la seva renuncia a la presidència, va lliurar el "maletí nuclear" al president rus Borís Ieltsin, després de la qual cosa es va substituir la bandera soviètica que onejava al Kremlin per la russa.
La Federació de Rússia va començar oficialment a existir el 26 de desembre de 1991 i va ser reconeguda per la comunitat internacional com l'estat successor de l'URSS.

## Federació de Rússia

### Reformes liberals delsanys noranta
Tot i que Ieltsin va arribar al poder en una onada d’optimisme popular, no va poder mantenir la seva popularitat després de signar reformes econòmiques basades en el principi de la teràpia de xoc, proposada per Iegor Gaidar, que va significar la fi dels controls de preus de mercat de l'antiga era soviètica, reduccions dràstiques de la despesa del govern i obertura del comerç exterior a principis dels anys noranta. La reforma va destruir instantàniament el nivell de vida de la majoria de la població, especialment els grups que gaudien dels beneficis del control de preus i salaris, les subvencions i la distribució de béns públics. Als anys noranta, Rússia va patir una recessió econòmica més greu que la dels Estats Units i Alemanya sis dècades abans durant la Gran Depressió. La hiperinflació va colpejar el ruble, a causa de l'excedent monetari dels dies de l'economia planificada.

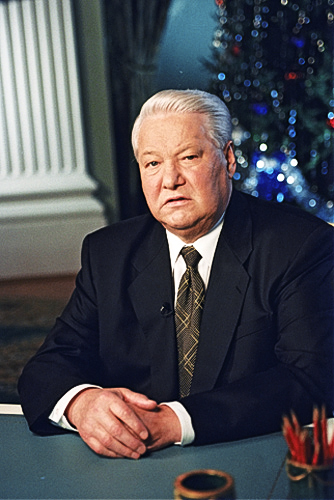
Borís Ieltsin—primer president de la Federació de Rússia el 1999

Mentrestant, la profusió de partits petits i la seva aversió a aliances coherents van deixar caòtica la legislatura. Durant el 1993, la ruptura de Ieltsin amb la direcció parlamentària va conduir a la crisi constitucional de setembre a octubre de 1993. La crisi va culminar el 3 d’octubre, quan Ieltsin va triar una solució radical per resoldre la seva disputa amb el parlament: va enviar els tancs a bombardejar la Casa Blanca russa, i obligà els diputats del Soviet Suprem i els seus líders, Khasbulàtov, Rutskoi i altres a rendir-se. El Congrés dels Diputats del Poble i el Soviet Suprem foren dissolts.
Ieltsin va iniciar un referèndum el 12 de desembre de 1993, que va adoptar una nova constitució russa. El president va rebre amplis poders; en lloc del Soviet Suprem, es va establir un parlament bicameral format per la Duma Estatal i el Consell de la Federació. L'òrgan suprem del poder, el Congrés dels Diputats del Poble, va ser abolit. Els esdeveniments d'octubre a desembre de 1993 van completar finalment el període soviètic de 76 anys en la història de Rússia.
Les reformes econòmiques també van consolidar una oligarquia semi-criminal amb arrels a l'antic sistema soviètic. Per consell dels governs occidentals, del Banc Mundial i del Fons Monetari Internacional, Rússia va començar la privatització més gran i ràpida que hagi vist mai el món. En només mitja dècada, el comerç al detall, el majorista, els serveis i la petita indústria ja estaven en mans privades. La majoria de les grans empreses es van lliurar als seus antics directius, fet que creà una nova i rica oligarquia russa, que mantenia estrets lligams amb la màfia o amb inversors occidentals. Com a resultat, la inflació i l'atur van empènyer molts treballadors a la pobresa, la prostitució o la delinqüència. Mentrestant, el govern central havia perdut el control de les autoritats locals, la burocràcia i els feus econòmics, i els ingressos fiscals s'havien esfondrat. Encara en una depressió important fins a mitjans dels anys noranta, l'economia russa va ser durament afectada per la crisi financera russa de 1998.

### Era Putin
Pocs minuts abans del primer dia del 2000, Ieltsin va sorprendre el públic amb la seva renúncia, i deixà el poder en mans del poc conegut primer ministre Vladímir Putin, antic oficial del KGB i cap del Servei Federal de Seguretat, l'agència que va succeir el KGB a Rússia post-soviètica.Ieltsin va deixar el càrrec enmig d'una gran impopularitat, amb una qualificació d'aprovació tan baixa com a 2% segons algunes estimacions. Putin va guanyar les eleccions presidencials del 2000, i va suprimir la insurrecció txetxena. Com a resultat dels alts preus del petroli, un augment de la inversió estrangera i unes prudents polítiques econòmiques i fiscals, l'economia russa va créixer significativament, va millorar dràsticament el nivell de vida dels ciutadans russos i va augmentar la influència del país en la política mundial.Putin va guanyar un segon mandat presidencial el 2004.

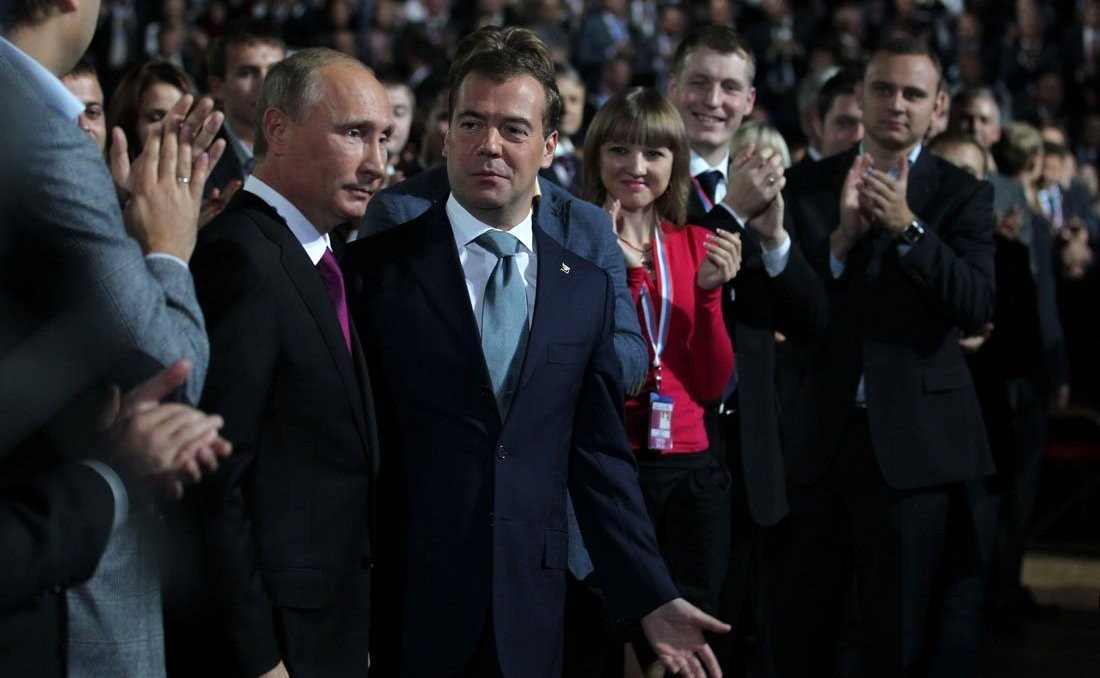
Vladímir Putin amb Dmitri Medvédev

El 2 de març de 2008, Dmitri Medvédev va ser elegit president mentre Putin es convertia en primer ministre, ja que la constitució prohibia a Putin presentar-se per a un tercer mandat consecutiu. Putin va tornar a la presidència després de les eleccions presidencials del 2012, i Medvédev va ser nomenat primer ministre. Aquest lideratge conjunt de quatre anys per part dels dos va ser encunyat per mitjans de comunicació estrangers com a "tandemocràcia".

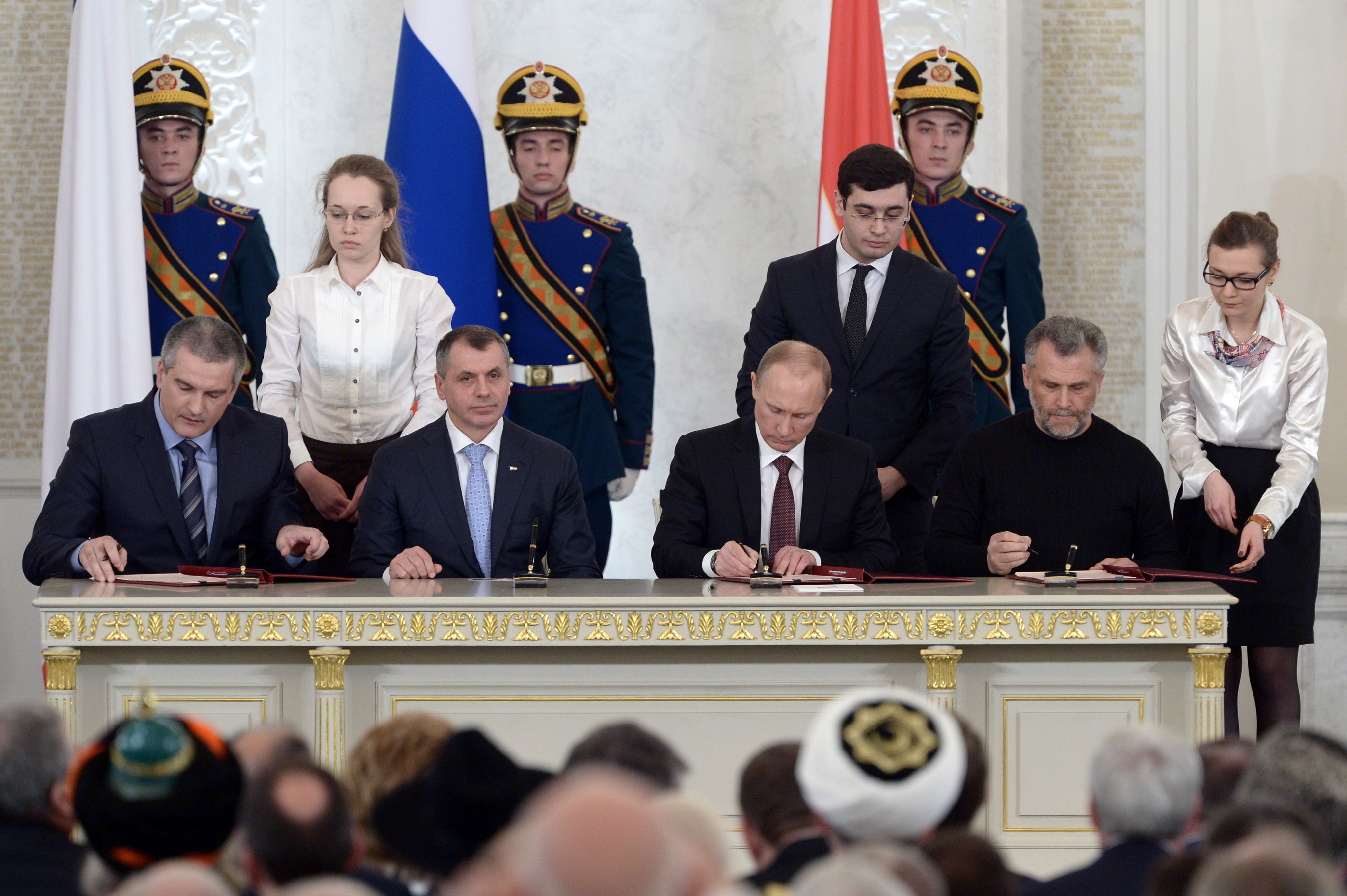
Vladímir Putin (tercer per l'esquerra), Serguei Aksiónov (primer per l'esquerra), Vladímir Konstantínov (segon per l'esquerra) i Aleksei Txali (dreta) signen el Tractat d'adhesió de la República de Crimea a Rússia el 2014

El 2014, després que el president d'Ucraïna, Víktor Ianukòvitx, fugís com a resultat d'una revolució, Putin va sol·licitar i va rebre l'autorització del parlament rus per desplegar tropes russes a Ucraïna, cosa que va conduir a la presa de Crimea. Després d'un referèndum a Crimea en què la gran majoria dels votants es va mostrar a favor de la separació d'Ucraïna, l'executiu rus va anunciar l'adhesió de Crimea a Rússia, tot i que aquest i el referèndum que l'havia precedit no van ser acceptats internacionalment. L'annexió de Crimea va provocar sancions per part dels països occidentals, després de la qual cosa el govern rus va respondre amb contra-sancions contra diversos països.
La recuperació econòmica dels anys 2000 va permetre a Rússia obtenir el dret d’organitzar els Jocs Olímpics d'Hivern de 2014 a Sotxi.
El setembre de 2015, Rússia va iniciar una intervenció militar a la Guerra civil siriana en suport al govern de Síria, que consistia en atacs aeris contra grups militants de l'Estat Islàmic, el Front al-Nusra (Al-Qaeda al Llevant), l'Exèrcit de la Conquesta i altres grups rebels. Al març de 2018, Putin fou reelegit per a un quart mandat presidencial.
El gener de 2020 es van proposar esmenes substancials a la constitució, i tot el govern rus va dimitir, cosa que va fer que Mikhaïl Mixustin esdevingués el nou primer ministre.Va entrar en vigor al juliol després d'una votació nacional. Aquesta reforma permetria a Putin de presentar-se a dos mandats presidencials de sis anys més, després que finalitzés el seu mandat actual. L'abril de 2021, Putin va signar els canvis constitucionals.